# پاریس
پاریس (به فرانسوی: Paris) (تلفظ فرانسوی: [paʁi] ()) پایتخت و پرجمعیت‌ترین شهر فرانسه است، با جمعیت تخمینی ۲٬۱۷۵٬۶۰۱ نفر (در سال ۲۰۱۸) و مساحتی بیش از ۱۰۵ کیلومتر مربع (۴۱ مایل مربع). از سدهٔ هفدهم میلادی، پاریس یکی از مراکز مهم مالی، دیپلماسی، بازرگانی، مد، غذا، علم و هنر اروپا بوده است. شهر پاریس مرکز و مقر حکومت منطقه و استان ایل دوفرانس یا منطقهٔ پاریس است که جمعیت آن ۱۲٬۱۷۴٬۸۸۰ نفر (حدود ۱۸ درصد جمعیت فرانسه در سال ۲۰۱۷) است.
منطقهٔ پاریس در سال ۲۰۱۷ تولید ناخالص داخلی ۷۰۹ میلیارد یورویی (۸۰۸ میلیارد دلار) داشت. طبق نظرسنجی جهانی هزینه زندگی واحد اطلاعات اکونومیست در سال ۲۰۱۸، پاریس پس از سنگاپور و بالاتر از زوریخ، هنگ کنگ، اسلو و ژنو، دومین شهر گران جهان بود. منبع دیگری، پاریس را در سال ۲۰۱۸ به عنوان گران‌ترین، همتراز با سنگاپور و هنگ کنگ، رتبه‌بندی کرد. پاریس یک مرکز راه‌آهنی، بزرگراهی و مرکز حمل‌ونقل هوایی است و دارای دو فرودگاه بین‌المللی است. پاریس– شارل دوگل (دومین فرودگاه شلوغ اروپا) و پاریس–اورلی. سیستم متروی شهر، متروی پاریس که در سال ۱۹۰۰ افتتاح شد، روزانه به ۵٫۲۳ میلیون مسافر خدمات رسانی می‌کند. مترو پاریس دومین سیستم متروی اروپا پس از متروی مسکو است. گق دو نوق بیست و چهارمین ایستگاه راه‌آهن پرتردد در جهان است، اما شلوغ‌ترین ایستگاه راه‌آهن در خارج از ژاپن با ۲۶۲ میلیون مسافر در سال ۲۰۱۵ است. پاریس به‌ویژه به خاطر موزه‌ها و معماری بناهایش معروف است: موزه لوور با ۲٬۶۷۷٬۵۰۴ نفر بازدیدکننده در سال ۲۰۲۰، با وجود تعطیلی طولانی موزه‌ها به دلیل ویروس کووید-۱۹، پربازدیدترین موزه شناخته شد. موزه‌های اورسی، موزه مارموتان مونه و موزه اورانژری به خاطر مجموعه‌های هنری امپرسیونیستی فرانسه مورد توجه قرار گرفته‌اند. موزه ملی هنر مدرن مرکز پمپیدو دارای بزرگ‌ترین مجموعه هنر مدرن و معاصر در اروپاست. موزه رودن و موزه پیکاسو آثار دو شهروند مشهور پاریس را به نمایش می‌گذارند. منطقه تاریخی در امتداد رود سن در مرکز شهر از سال ۱۹۹۱ به عنوان میراث جهانی یونسکو طبقه‌بندی شده است. دیدنی‌های معروف آنجا عبارتند از کلیسای نوتردام پاریس در ایل دو لا سیته که اکنون پس از آتش‌سوزی ۱۵ آوریل ۲۰۱۹ برای بازسازی بسته شده است. سایر مکان‌های توریستی محبوب عبارتند از کلیسای سلطنتی گوتیک سنت شاپل، همچنین در Île de la Cité. برج ایفل که برای نمایشگاه جهانی پاریس در سال ۱۸۸۹ ساخته شد. کاخ بزرگ و قصر کوچک، ساخته شده برای نمایشگاه جهانی پاریس در سال ۱۹۰۰. طاق پیروزی در شانزه لیزه و تپه مون‌مارتر با تاریخ هنری و کلیسای سکره‌کر دو مون‌مارتر از دیگر مراکز دیدنی پاریس هستند. پاریس در سال ۲۰۲۰، ۱۲٫۶ میلیون بازدیدکننده داشته است که با معیار اقامت در هتل اندازه‌گیری می‌شود، این اندازه با کاهش ۷۳ درصدی نسبت به سال ۲۰۱۹ به دلیل ویروس کوید ۱۹ رو به رو بوده است. منطقه پاریس یکی از ثروتمندترین مناطق اروپاست. در سال ۱۹۸۹ به عنوان پایتخت فرهنگی اروپا و در سال ۲۰۱۷ به عنوان پایتخت نوآوری اروپا انتخاب شد.
پاریس در سال ۲۰۱۹ توسط KPMG به عنوان دومین شهر جذاب جهانی در جهان رتبه‌بندی شده است. La Défense، منطقه تجاری مرکزی پاریس، توسط Ernst & Young در سال ۲۰۱۷ به عنوان منطقه تجاری پیشرو در قاره اروپا و چهارمین منطقه در جهان رتبه‌بندی شد. دفتر مرکزی OECD در پاریس، پایتخت مالی کشور قرار دارد.
باشگاه فوتبال پاریس سن ژرمن و باشگاه اتحادیهٔ راگبی استاد دو فرانس در پاریس مستقر هستند. ورزشگاه ۸۰۰۰۰ نفری که برای جام جهانی فوتبال ۱۹۹۸ ساخته شد، درست در شمال پاریس در کمون همسایه سَن دُنی واقع شده است. پاریس میزبان مسابقات تنیس گرند اسلم آزاد فرانسه بر روی خاک رس قرمز رولان گاروس است. این شهر میزبان بازی‌های المپیک در سال‌های ۱۹۰۰، ۱۹۲۴، ۲۰۲۴ بوده است. جام جهانی فوتبال ۱۹۳۸ و ۱۹۹۸، جام جهانی راگبی ۲۰۰۷ و همچنین مسابقات قهرمانی اروپا در سال‌های ۱۹۶۰، ۱۹۸۴ و ۲۰۱۶ یوفا نیز در این شهر برگزار شد. هر سال در ماه ژوئیه، مسابقه دوچرخه‌سواری تور دو فرانس در خیابان شانزلیزه پاریس برگزار می‌گردد.

## واژه‌شناسی
نام پاریس برگرفته از نام گروهی از افراد قوم گل به نام پاریزیها است. در دوره استیلای جمهوری روم نام این شهر به «لوتشیا» تغییر کرد، اما در زمان یولیانوس، امپراتور روم، نام شهر دوباره به پاریس تغییر یافت.
پاریس دارای القاب متعدد زیادی است، اما مهم‌ترین نام آن «شهر نور» (به فرانسوی: La Ville lumière) است. این نام هم به مرکزیت این شهر در زمینه علم و تحصیلات و هم به پر نور بودن این شهر در شب‌ها برمی‌گردد.

## تاریخ

### دوران باستان

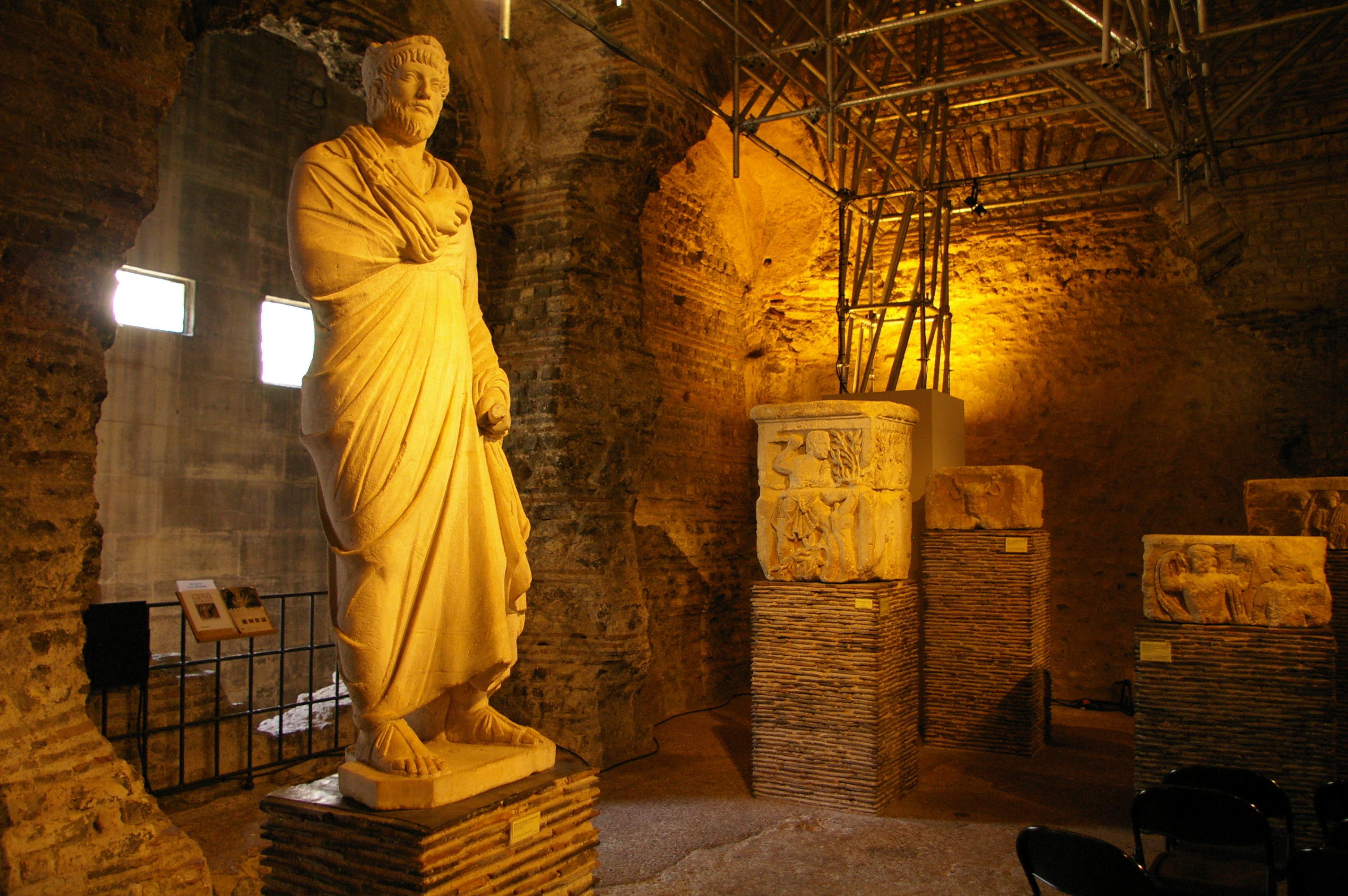
حمام متعلق به دوره روم باستان

اولین آثار زندگی و تمدن دائمی در مکان فعلی پاریس و حاشیه آن به ۴۲۰۰ سال قبل از میلاد بر می‌گردد. از حدود ۲۵۰ سال قبل از میلاد مسیح، پاریزیها که شاخه‌ای از تیره سلت‌ها بوده و عمدتاً به شغل قایقرانی و تجارت اشتغال داشتند ساکن این مکان شدند. رومی‌ها در حدود سال ۵۲ قبل از میلاد پاریس را تصرف کردند.
در زمان جمهوری روم نام این شهر به «لوتشیا» تغییر کرد. در این عصر عمارت‌های زیادی نظیر: سالن‌ها، کاخ‌ها، حمام‌ها، معابد، تئاترها و یک آمفی تئاتر در پاریس ساخته شد. تعدادی از این آثار از جمله حمام رومی و آمفی تئاتر هنوز پا برجاست. پس از پایان سلطه امپراتوری روم غربی در قرن سوم و چهارم میلادی پاریس به شهر کوچکی تبدیل شد، اما پس از مدت کوتاهی توانست جایگاه سابق خود را به‌دست‌آورد.

### قرون وسطی

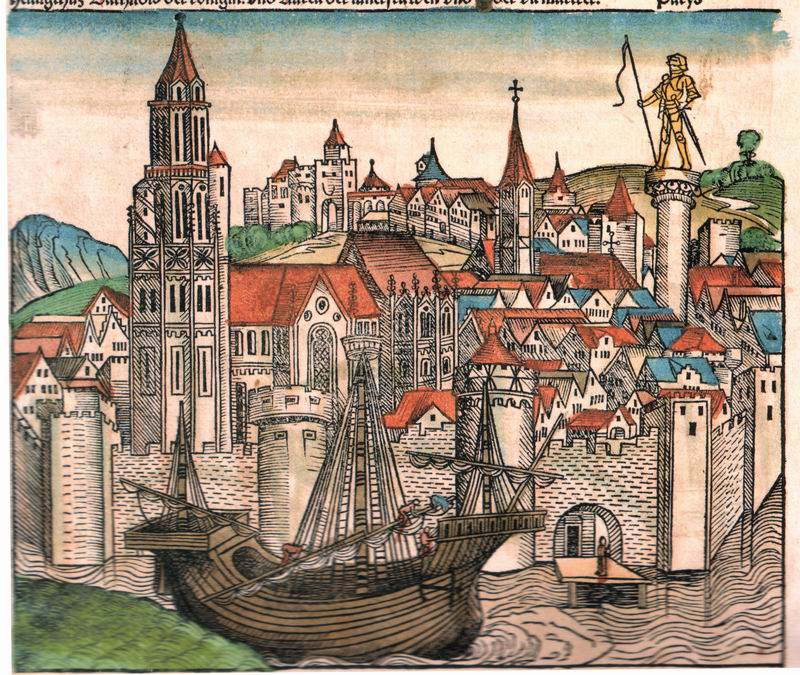
نگاره‌ای از شهر پاریس به سال ۱۴۹۳ میلادی

در حدود سال ۴۰۰ میلادی پاریس پایتخت حکومت کلوویس یکم امپراتور فرانک‌ها شد. پس از مرگ کلوویس امپراتوری فرانک‌ها به چند بخش تقسیم شد. در این دوره پاریس پایتخت یکی از این حاکمیت‌ها بود. در قرن نهم میلادی فرانسه مورد هجوم وایکینگ‌ها قرار گرفت اما تنها نواحی کرانه باختری رود سن در پاریس آسیب دید. در سال ۱۱۹۰، شاه فیلیپ دوم، پادشاه فرانسه، پاریس را در هر دو سمت رودخانه گسترش داد و دانشگاه پاریس، کاخ لوور و کلیسای نوتردام را احداث کرد.
دانشگاه پاریس در سده چهاردهم میلادی نام پایتخت فرانسه را به اوج رساند و شهرت دانش‌آموختگان و اعتبار مطالعات آن در الهیات و فلسفه سایر دانشگاه‌ها را به زیر سایه خود برد. این دانشگاه که در این زمان بیش از ۵۰۰ دانشکده و تعداد بی‌شماری دانشجو از کشورهای مختلف در آن وجود داشت، همانند مغناطیسی عمل می‌کرد که بزرگ‌ترین متفکران را به سمت خود می‌کشید. برخی به دلیل همین دانشگاه، عنوان «آتنِ اروپا» را بر پاریس نهادند.
طبق گزارش وقایع‌نگاران در جریان همه‌گیری طاعون در میانه سده چهاردهم میلادی موسوم به مرگ سیاه، روزانه قریب به ۸۰۰ نفر از ساکنان پاریس جان خود را از دست می‌دادند. بدین ترتیب حدود ۵۰ هزار نفر معادل نیمی از جمعیت این شهر از بین رفتند.
پاریس پس از جنگ صدساله فرانسه و انگلستان دوباره به عنوان پایتخت فرانسه برگزیده شد.
در زمان جنگ‌های مذهبی فرانسه و کشتار سن بارتلمی در زمان شارل نهم، پاریس به عنوان قطب مذهب کاتولیک در اروپا مطرح شد. پس از انتقال سلطنت از دودمان والوآ به بوربون در فرانسه و روی کار آمدن لوئی چهاردهم، مرکز سیاسی فرانسه به ورسای که شهری در نزدیکی پاریس بود، منتقل شد؛ اما پاریس جایگاه خود را از منظر جمعیت، هنر، فرهنگ، علم و آموزش حفظ کرد. یک سده بعد، در جریان انقلاب فرانسه و فتح زندان باستیل در سال ۱۷۸۹ و برقراری سلطنت مشروطه، لوئی شانزدهم، پادشاه فرانسه به درخواست انقلابیون به پاریس نقل مکان کرد و پاریس دوباره به عنوان پایتخت فرانسه شد.

### قرن نوزدهم

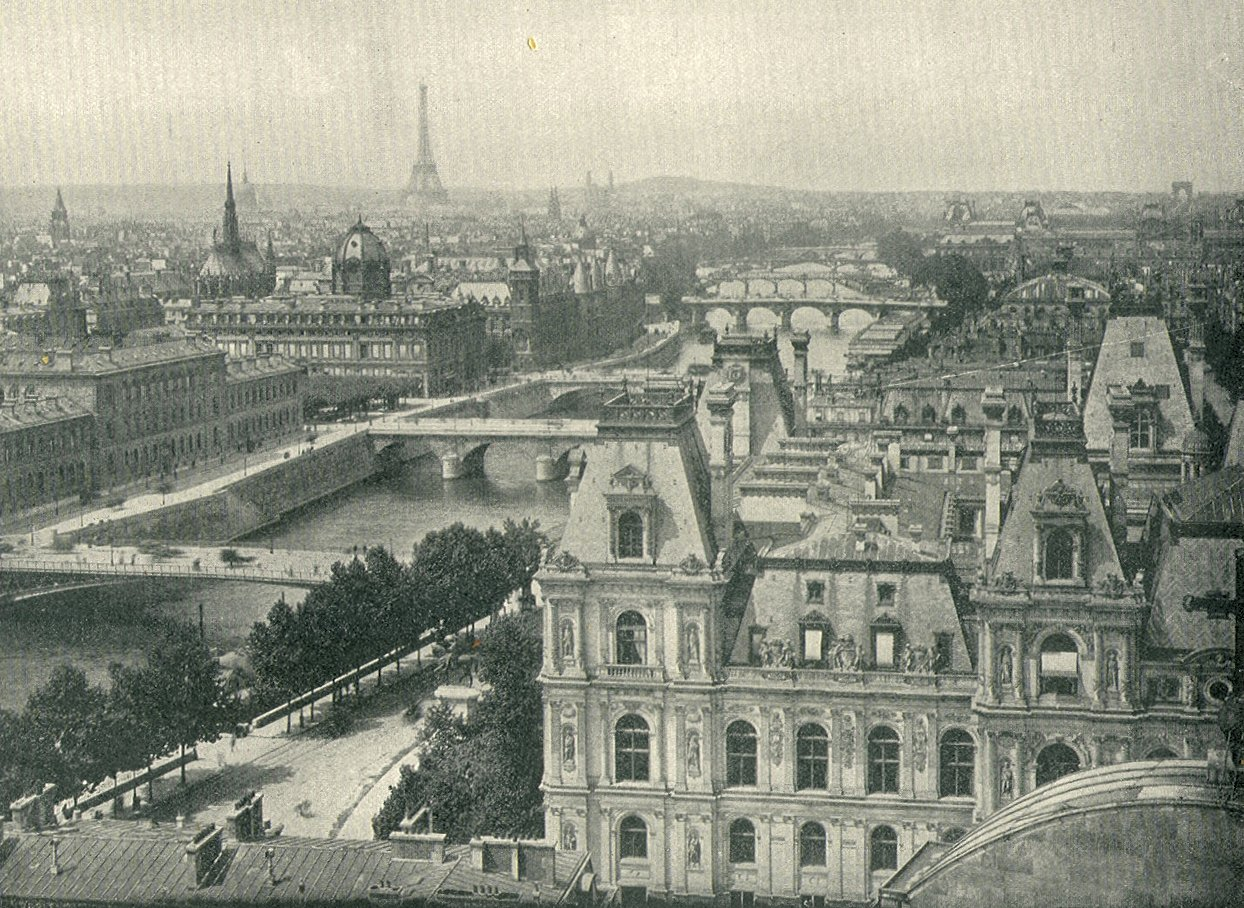
نمایی از پاریس در اواخر قرن نوزدهم

با انقلاب صنعتی و ظهور امپراتوری دوم در فرانسه، پاریس بیشترین رشد را در تاریخ خود شاهد بود. در سال ۱۸۴۰ راه‌آهن پاریس به کار افتاد. در زمان ناپلئون سوم و شهرداری بارون هاوسمن تغییرات فاحشی در پاریس رخ داد. خیابان‌های باریک تخریب و به خیابان‌های زیبا و عریض تبدیل شدند. این تغییرات باعث زیباتر و مدرن‌تر شدن پاریس شد. در طول قرن نوزدهم، پاریس چهار دوره میزبان نمایشگاه جهانی بود که در آن کشورهای صنعتی آخرین پیشرفت‌های علمی، صنعتی و هنری خود را به نمایش می‌گذاشتند.
درسال‌های ۱۸۳۲ و ۱۸۴۹ بیماری وبا باعث مرگ و میر فراوانی در پاریس شد. تنها در سال ۱۸۳۲ در اثر شیوع این بیماری ۲۰٬۰۰۰ نفر از جمعیت ۶۵۰٬۰۰۰ نفری شهر جان خود را از دست دادند.
همچنین در طول محاصرهٔ پاریس که باعث پایان جنگ‌های بین فرانسه و پروس شد، این شهر صدمات زیادی را متقبل گشت. علاوه بر این، درگیری‌های مابین مردم و گروه‌های آزادی‌خواه با نیروهای دولتی طی سقوط دولت ناپلئون سوم در سال ۱۸۷۱ باعث کشته شدن بیش از ۲۰٬۰۰۰ نفر و به آتش کشیده شدن بسیاری از آثار و اماکن تاریخی در پاریس شد. این دوره در تاریخ فرانسه به «هفته خونین» مشهور است.
در سال ۱۸۸۹ به مناسبت بزرگداشت صدمین سال انقلاب فرانسه و نمایشگاه جهانی صنعت و تکنولوژی، یک برج تمام فلزی توسط مهندس مشهور فرانسوی گوستاو ایفل در مرکز پاریس ساخته شد.
این برج که به برج ایفل مشهور است، ابتدا به عنوان یک بنای موقت ساخته شد، اما پس از پایان نمایشگاه پابرجا ماند و نماد زیبای دیگری به پاریس افزود. برج ایفل تا سال ۱۹۳۰ بلندترین برج جهان بود. متروی پاریس نیز هم‌زمان با افتتاح نمایشگاه جهانی در سال ۱۹۰۰ گشایش یافت. برگزاری این نمایشگاه نماد مهمی از جایگاه برتر پاریس به عنوان قطب فناوری، توریستی و تجارت در جهان آن روز به‌شمار می‌رفت.

### قرن بیستم

#### جنگ جهانی اول
در جنگ جهانی اول شهر پاریس متحمل خسارات بسیاری شد، با این حال به خاطر اجتماعات هنری و فرهنگی خود و زندگی شبانه شهره بود. پس از پیروزی فرانسوی‌ها و بریتانیایی‌ها در جنگ و امضای پیمان صلح، فعالیت‌های فرهنگی و هنری در شهر مجدداً رونق سابق خود را بازیافت و پاریس به مکانی جذاب برای زندگی بزرگان هنر در جهان تبدیل شد. در این دوره هنرمندان بزرگی نظیر ایگور استراوینسکی آهنگساز روس، پابلو پیکاسو نقاش شهیر اسپانیایی، سالوادور دالی هنرمند بزرگ اسپانیایی و ارنست همینگوی نویسندهٔ مشهور آمریکایی در این شهر اقامت داشتند.

#### جنگ جهانی دوم
پاریس تنها پنج هفته پس از ورود فرانسه به جنگ جهانی دوم در ژوئن ۱۹۴۰ توسط ارتش آلمان نازی اشغال شد، و تا اوت ۱۹۴۴ تحت اشغال نازی‌ها بود.
با وجود فتح پاریس به‌دست آلمانی‌ها بسیاری از آثار تاریخی و فرهنگی پاریس از آسیب و صدمات در امان ماندند. از دلایل این امر می‌توان عدم مواجههٔ آلمان‌ها با مقاومت زیاد و عدم وجود اهداف استراتژیک برای بمباران در مرکز شهر بر می‌گردد.

#### پس از جنگ جهانی دوم
دوره بعد از جنگ بزرگ‌ترین دوران توسعهٔ پاریس پس از دوران حکومت جمهوری سوم (تا ۱۹۱۴) بود. در این دوران احداث تراموای شهری و اتوبان‌های مدرن در دستور کار قرار گرفت. علاوه بر آن اتوبان کمربندی عظیمی نیز به دور پاریس کشیده شد. شروع احداث منطقه اقتصادی لا دفانس نیز در این دوره رخ داد.

#### رشد اقتصادی
در دهه هفتاد صنایع به‌طور کامل از درون شهر خارج شدند و موسسات از شکل سنتی خود به شکلی مدرن تبدیل گشتند. رونق اقتصادی پاریس را به یکی از گران‌ترین نقاط شهری دنیا تبدیل کرد و پاریسی‌ها نیز یکی از بالاترین درآمدهای سرانه اروپا را به‌دست آوردند. به خاطر این رشد سریع و ایجاد فاصله طبقاتی بین پاریس و حومه آن در طول دهه ۱۹۸۰، در طی سال‌های اخیر تظاهرات و درگیری‌های فراوانی بین ساکنان حومه پاریس و نیروهای دولتی صورت گرفته است، که از این جمله می‌توان به تظاهرات گسترده حاشیه‌نشینان و مهاجران در سال ۲۰۰۵ اشاره کرد.

## جغرافیا
پاریس در مرکز کمان رود سن قرار دارد و شامل دو قسمت جزیره مانند است. ایل سن لویی بخش کوچکتر و ایل دو لا سیته قسمت بزرگتر را تشکیل داده و شامل بخش قدیمی شهر است. پاریس در زمینی بسیار هموار و صاف قرار گرفته است. ارتفاع شهر پاریس از سطح دریادر حدود ۳۵ متر است. ارتفاع پست‌ترین نقطه پاریس از سطح دریا در حدود ۲۴ متر از سطح دریا و بلندترین نقطه آن که مون‌مارتر نام دارد دارای ارتفاع ۱۳۰ متر از سطح دریاست. مساحت هستهٔ اصلی پاریس حدود ۱۰۵ کیلومتر مربع است، اما منطقهٔ شهری پاریس و حومهٔ آن در حدود ۱۴۵۷ کیلومتر مربع مساحت دارد که ۱۳۸ برابر هستهٔ اصلی شهر است. منطقهٔ شهری پاریس و حومه شامل چند شهر و تعداد زیادی روستا بوده که با توسعهٔ پاریس در دهه‌های گذشته به صورت قسمتی از شهر درآمده‌اند. وسعت هسته اصلی شهر پاریس به غیر از دو پارک وسیع به نام‌های پارک بولونی و پارک ونسن در حدود ۸۷ کیلومتر مربع است.

## آب و هوا

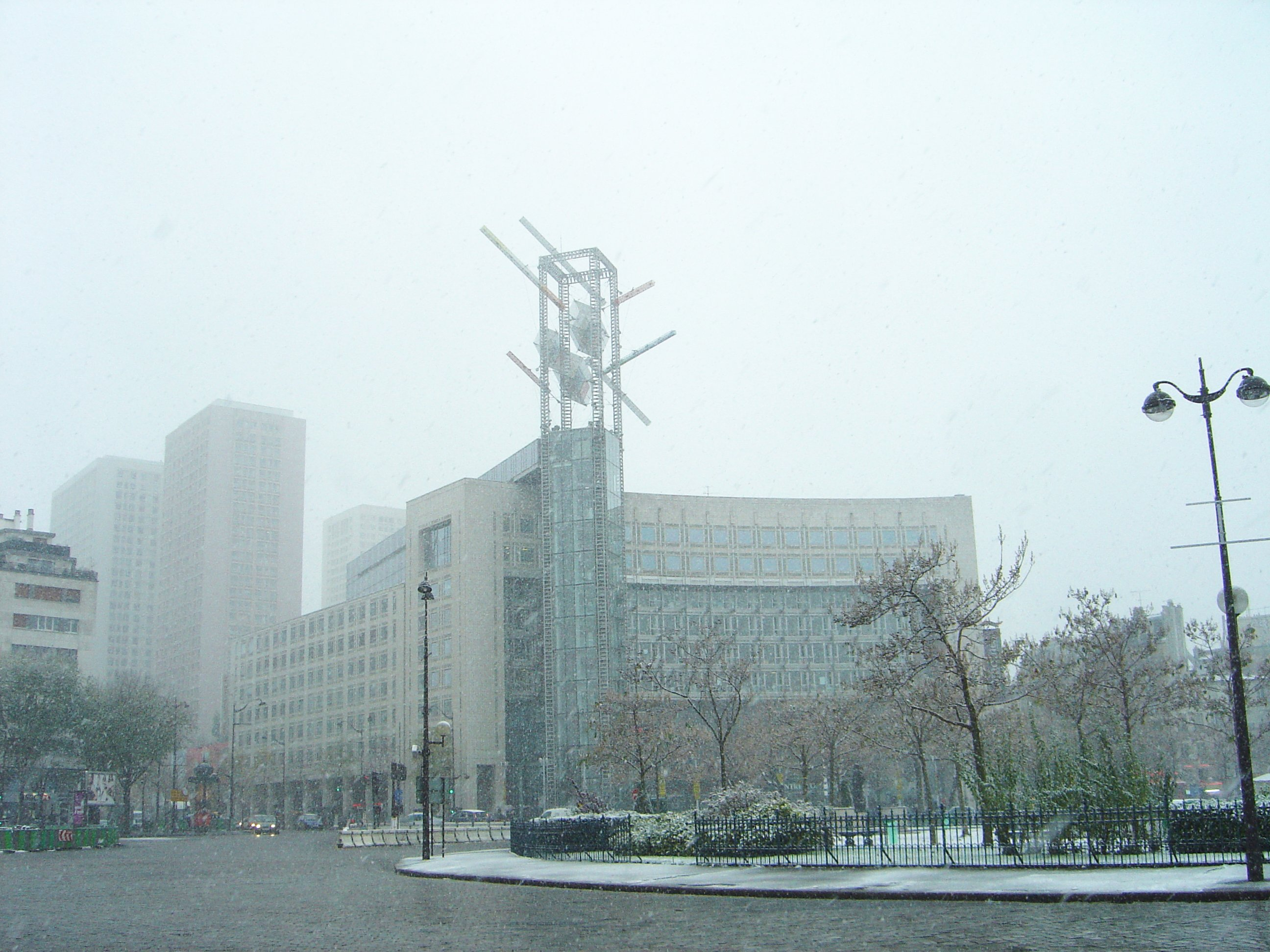
یک روز برفی در پاریس

پاریس دارای آب و هوایی اقیانوسی است و تحت تأثیر جبهه‌های هوای اقیانوس اطلس شمالی قرار دارد.
متوسط دمای سالیانه پاریس ۱۵ درجه سانتیگراد است. بالاترین  دمای ثبت شده در پاریس برابر ۴۰٫۴ درجه سانتیگراد در سال ۱۹۴۸ است. پایین‌ترین دمای ثبت شده در این شهر نیز برابر ۲۳٫۹- درجه سانتیگراد در سال ۱۸۷۹ است.
بارندگی در تمام طول سال در پاریس اتفاق می‌افتد. پاریس به خاطر باران‌های ناگهانی‌اش معروف است. متوسط میزان بارش سالانه در پاریس حدود ۶۴۱ میلی‌متر است. بارش برف در این شهر به ندرت اتفاق می‌افتد، و در بیشتر موارد میزان بارش برف به حدی است که بیش از ۲۴ ساعت بر روی زمین باقی نمی‌ماند.
| داده‌های اقلیم پاریس (۱۹۸۱–۲۰۱۰ میانگین) | داده‌های اقلیم پاریس (۱۹۸۱–۲۰۱۰ میانگین) | داده‌های اقلیم پاریس (۱۹۸۱–۲۰۱۰ میانگین) | داده‌های اقلیم پاریس (۱۹۸۱–۲۰۱۰ میانگین) | داده‌های اقلیم پاریس (۱۹۸۱–۲۰۱۰ میانگین) | داده‌های اقلیم پاریس (۱۹۸۱–۲۰۱۰ میانگین) | داده‌های اقلیم پاریس (۱۹۸۱–۲۰۱۰ میانگین) | داده‌های اقلیم پاریس (۱۹۸۱–۲۰۱۰ میانگین) | داده‌های اقلیم پاریس (۱۹۸۱–۲۰۱۰ میانگین) | داده‌های اقلیم پاریس (۱۹۸۱–۲۰۱۰ میانگین) | داده‌های اقلیم پاریس (۱۹۸۱–۲۰۱۰ میانگین) | داده‌های اقلیم پاریس (۱۹۸۱–۲۰۱۰ میانگین) | داده‌های اقلیم پاریس (۱۹۸۱–۲۰۱۰ میانگین) | داده‌های اقلیم پاریس (۱۹۸۱–۲۰۱۰ میانگین) |
| ماه                                     | ژانویه                                  | فوریه                                   | مارس                                    | آوریل                                   | مه                                      | ژوئن                                    | ژوئیه                                   | اوت                                     | سپتامبر                                 | اکتبر                                   | نوامبر                                  | دسامبر                                  | سال                                     |
| --------------------------------------- | --------------------------------------- | --------------------------------------- | --------------------------------------- | --------------------------------------- | --------------------------------------- | --------------------------------------- | --------------------------------------- | --------------------------------------- | --------------------------------------- | --------------------------------------- | --------------------------------------- | --------------------------------------- | --------------------------------------- |
| سابقهٔ بیش‌ترین °C (°F)                   | ۱۶٫۱ (۶۱)                               | ۲۱٫۴ (۷۱)                               | ۲۵٫۷ (۷۸)                               | ۳۰٫۲ (۸۶)                               | ۳۴٫۸ (۹۵)                               | ۳۷٫۶ (۱۰۰)                              | ۴۰٫۴ (۱۰۵)                              | ۳۹٫۵ (۱۰۳)                              | ۳۶٫۲ (۹۷)                               | ۲۸٫۴ (۸۳)                               | ۲۱ (۷۰)                                 | ۱۷٫۱ (۶۳)                               | ۴۰٫۴ (۱۰۵)                              |
| میانگین بیش‌ترین °C (°F)                 | ۷٫۲ (۴۵)                                | ۸٫۳ (۴۷)                                | ۱۲٫۲ (۵۴)                               | ۱۵٫۶ (۶۰)                               | ۱۹٫۶ (۶۷)                               | ۲۲٫۷ (۷۳)                               | ۲۵٫۲ (۷۷)                               | ۲۵٫۰ (۷۷)                               | ۲۱٫۱ (۷۰)                               | ۱۶٫۳ (۶۱)                               | ۱۰٫۸ (۵۱)                               | ۷٫۵ (۴۶)                                | ۱۶٫۰ (۶۱)                               |
| میانگین روزانه °C (°F)                  | ۵٫۰ (۴۱)                                | ۵٫۶ (۴۲)                                | ۸٫۸ (۴۸)                                | ۱۱٫۵ (۵۳)                               | ۱۵٫۳ (۶۰)                               | ۱۸٫۳ (۶۵)                               | ۲۰٫۶ (۶۹)                               | ۲۰٫۴ (۶۹)                               | ۱۶٫۹ (۶۲)                               | ۱۳٫۰ (۵۵)                               | ۸٫۳ (۴۷)                                | ۵٫۵ (۴۲)                                | ۱۲٫۵ (۵۵)                               |
| میانگین کم‌ترین °C (°F)                  | ۲٫۷ (۳۷)                                | ۲٫۸ (۳۷)                                | ۵٫۳ (۴۲)                                | ۷٫۳ (۴۵)                                | ۱۰٫۹ (۵۲)                               | ۱۳٫۸ (۵۷)                               | ۱۵٫۸ (۶۰)                               | ۱۵٫۷ (۶۰)                               | ۱۲٫۷ (۵۵)                               | ۹٫۶ (۴۹)                                | ۵٫۸ (۴۲)                                | ۳٫۴ (۳۸)                                | ۸٫۵ (۴۷)                                |
| سابقهٔ کم‌ترین °C (°F)                    | −۱۴٫۶ (۶)                               | −۱۴٫۷ (۶)                               | −۹٫۱ (۱۶)                               | −۳٫۵ (۲۶)                               | −۰٫۱ (۳۲)                               | ۳٫۱ (۳۸)                                | ۶ (۴۳)                                  | ۶٫۳ (۴۳)                                | ۱٫۸ (۳۵)                                | −۳٫۱ (۲۶)                               | −۱۴ (۷)                                 | −۲۳٫۹ (−۱۱)                             | −۲۳٫۹ (−۱۱)                             |
| بارندگی میلی‌متر (اینچ)                  | ۵۳٫۷ (۲٫۱۱)                             | ۴۳٫۷ (۱٫۷۲)                             | ۴۸٫۵ (۱٫۹۱)                             | ۵۳ (۲٫۰۹)                               | ۶۵ (۲٫۵۶)                               | ۵۴٫۶ (۲٫۱۵)                             | ۶۳٫۱ (۲٫۴۸)                             | ۴۳ (۱٫۶۹)                               | ۵۴٫۷ (۲٫۱۵)                             | ۵۹٫۷ (۲٫۳۵)                             | ۵۱٫۹ (۲٫۰۴)                             | ۵۸٫۷ (۲٫۳۱)                             | ۶۴۹٫۶ (۲۵٫۵۶)                           |
| میانگین روزهای بارندگی                  | ۱۰٫۲                                    | ۹٫۳                                     | ۱۰٫۴                                    | ۹٫۴                                     | ۱۰٫۳                                    | ۸٫۶                                     | ۸                                       | ۶٫۹                                     | ۸٫۵                                     | ۹٫۵                                     | ۹٫۷                                     | ۱۰٫۷                                    | ۱۱۱٫۵                                   |
| میانگین روزانه ساعت‌های تابش آفتاب       | ۶۲٫۵                                    | ۷۹٫۲                                    | ۱۲۸٫۹                                   | ۱۶۶٫۰                                   | ۱۹۳٫۸                                   | ۲۰۲٫۱                                   | ۲۱۲٫۲                                   | ۲۱۲٫۲                                   | ۱۶۷٫۹                                   | ۱۱۷٫۸                                   | ۶۷٫۷                                    | ۵۱٫۴                                    | ۱٬۶۶۱٫۷                                 |
| درصد احتمال تابش آفتاب                  | ۲۱                                      | ۳۰                                      | ۳۵                                      | ۴۲                                      | ۴۳                                      | ۴۵                                      | ۴۹                                      | ۵۰                                      | ۴۵                                      | ۳۸                                      | ۲۷                                      | ۲۰                                      | ۳۷٫۱                                    |
| منبع: Meteo France                      |                                         |                                         |                                         |                                         |                                         |                                         |                                         |                                         |                                         |                                         |                                         |                                         |                                         |

## چشم‌انداز شهر
پاریس مدرن امروزی حاصل تغییرات میانه سده ۱۹ میلادی است. برای قرن‌ها پاریس دارای خیابان‌های باریک و کم عرض بود، اما از سال ۱۸۵۲ با شروع عملیات بارون هاوسمن خیابان‌های باریک به خیابان‌های عریض تبدیل شدند. از این دوران تا به امروز ارتفاع ساختمان‌های هر خیابان در پاریس با توجه به عرض آن خیابان انتخاب شده است. بسیاری از ساختمان‌های قرن نوزدهم کماکان در پاریس پابرجا هستند و استفاده می‌شوند.

### معماری

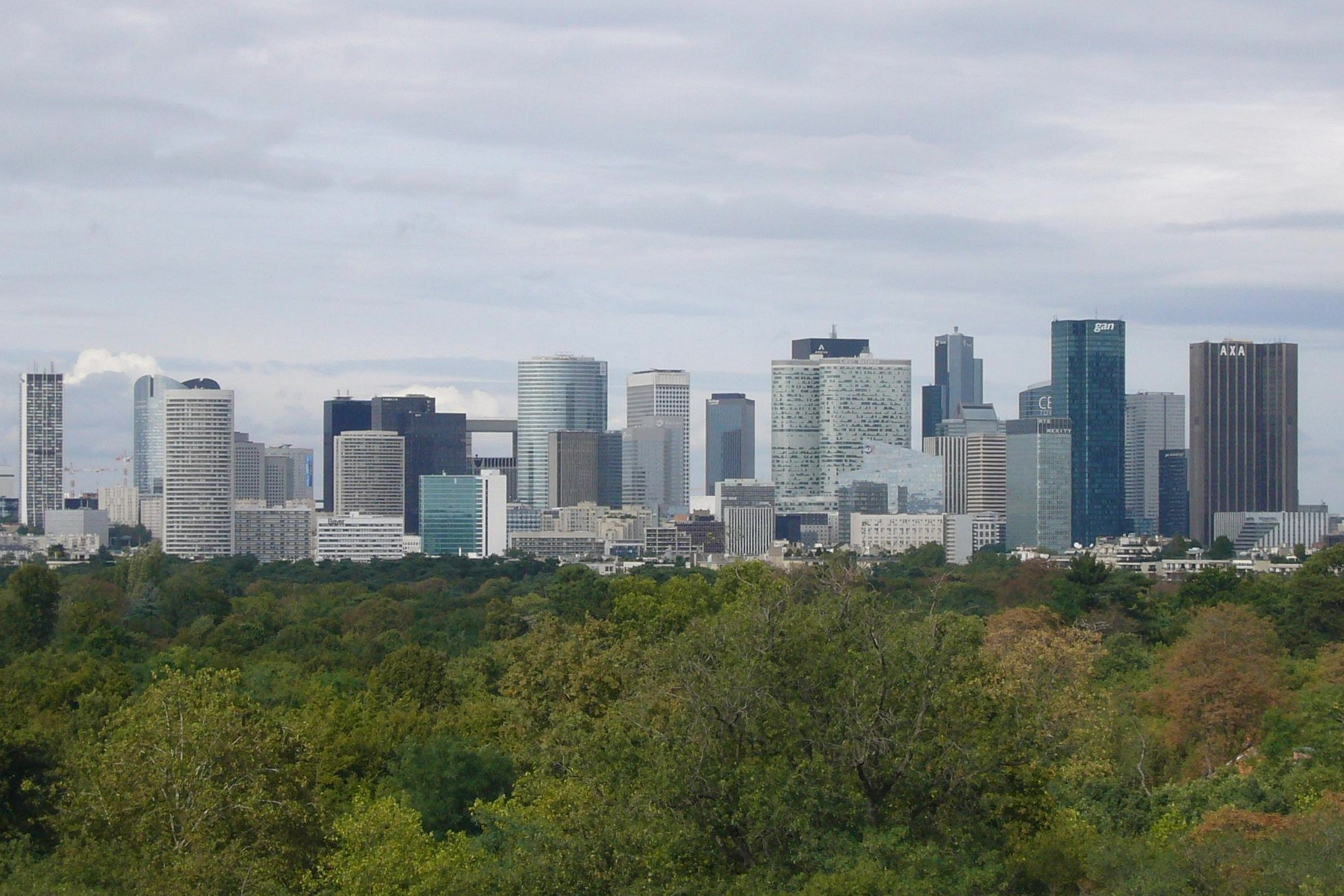
نمایی از منطقه اقتصادی تجاری لا دفانس از ورای پارک بولونی

با توجه به وجود قوانین بسیار سخت برای ساخت و ساز و عدم اجازه برای ساخت ساختمان‌های بلند بسیاری از موسسات نظیر موسسات تجاری، دانشگاه‌ها، موسسات تحقیقاتی و وزارت خانه‌ها به حاشیه شهر پاریس و به ویژه منطقه لا دفانس انتقال یافته‌اند.
این قوانین باعث شده است که شهر پاریس چهره‌ای تاریخی به خود گرفته و به قول اروپایی‌ها به موزه‌فیکاسیون (muséification) یا موزه بصری تبدیل شود.
بسیاری از ساختمان‌های اداری پاریس که هنوز در محدوده مرکزی شهر قرار دارند قصد انتقال دفاتر خود را به حومه شهر و به ویژه به منطقه لا دفانس دارند. منطقه اقتصادی دفنس میزبان دفاتر و مراکز مهم اداری، تجاری، اقتصادی و فرهنگی فرانسه و اروپا است. منطقه اقتصادی لا دفانس، دفاتر شرکت‌های بزرگ تولید مواد غذایی درRungis، دانشگاه‌های مهمی چون دانشگاه پلی تکنیک پاریس، HEC, ESSEC, INSEAD و…، تعدادی از معروفترین آزمایشگاه‌های تحقیقاتی جهان (در منطقه سالکی و ایوری)، مجموعه‌های عظیم ورزشی نظیر استاد دو فرانس در سن دنی و بعضی از وزراتخانه‌ها مانند وزارت حمل و نقل فرانسه در حومه پاریس قرار گرفته‌اند.
طبق اعلام مسئولان آرشیو ملی فرانسه نیز تا سال ۲۰۱۰ به حومه پاریس منتقل می‌شود.
نیاز به پاریسی بزرگتر از سوی دولتمردان فرانسوی نیز درک شده به‌طوری‌که این موضوع از سال ۲۰۰۷ در دستور کار قرار گرفته و نتیجه نهایی آن نیز در انتخابات بهار ۲۰۰۸ شورای شهر پاریس مشخص خواهد شد.

### خیابان‌ها، میدان‌ها و محلات معروف پاریس

#### بخش مرکزی شهر

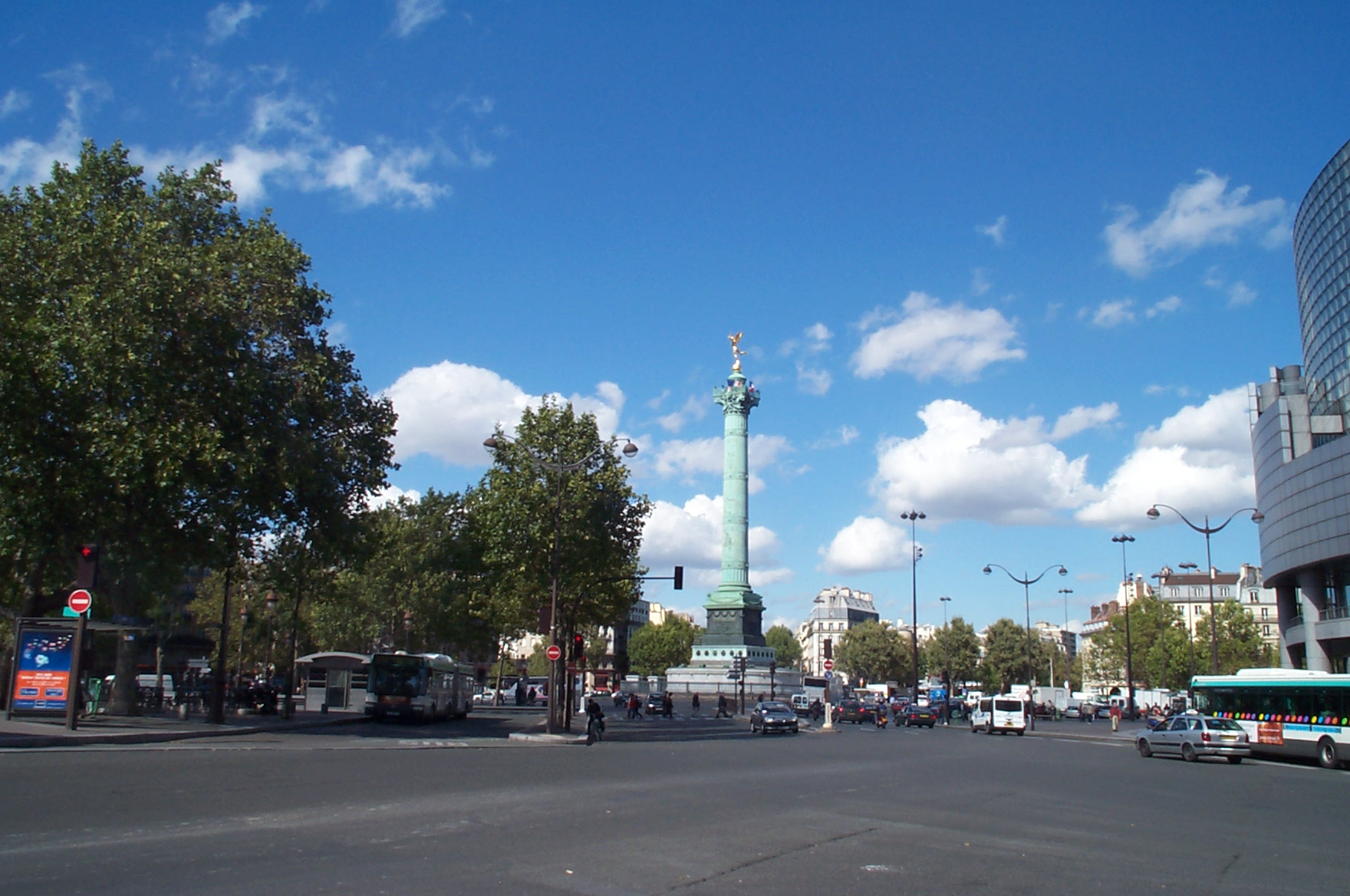
میدان باستیل

- میدان باستیل [۳۸](Place de la Bastille): این میدان هم به خاطر نقش تاریخی و هم به خاطر فعالیت‌های سیاسی صورت گرفته در آن از شهرت برخوردار است. بسیاری از اتفاقات اثرگذار تاریخ فرانسه در این مکان حادث شده است. امروزه نیز به خاطر بُعد تاریخی آن از این محل برای برگزاری اجتماعات اجتماعی، سیاسی و راهپیمایی‌ها استفاده می‌شود. از جمله می‌توان از تظاهرات و اعتراضات سندیکاهای کارگری فرانسه در ۲۸ ماه مارس سال ۲۰۰۶ میلادی در این میدان نام برد.[۳۹]

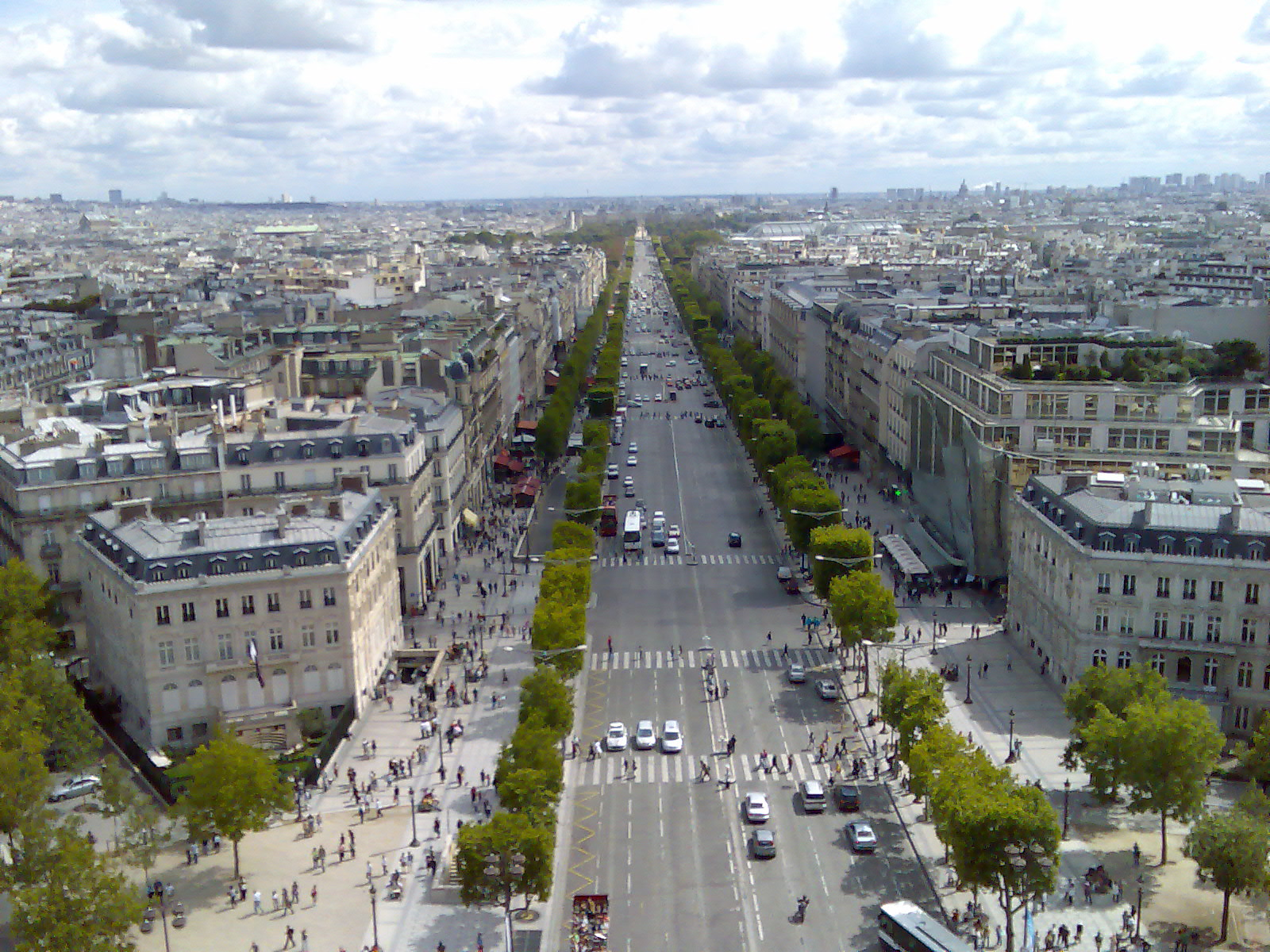
خیابان شانز الیزه

- خیابان شانز الیزه (Champs-Elysées): خیابان قرن هفدهمی پاریس با درختان زیبای حاشیه خود یکی از پرجاذبه‌ترین نقاط گردشگری در دنیا محسوب می‌شود. این خیابان حدفاصل میدان کنکورد و تاق نصرت تریومف قرار گرفته و یکی از مهم‌ترین مراکز خرید و تفریح در پاریس محسوب می‌شود. این خیابان در نزد فرانسوی‌ها ملقب به (La plus belle avenue du monde) به معنی «زیباترین خیابان جهان» است.[۳۹][۴۰][۴۱]

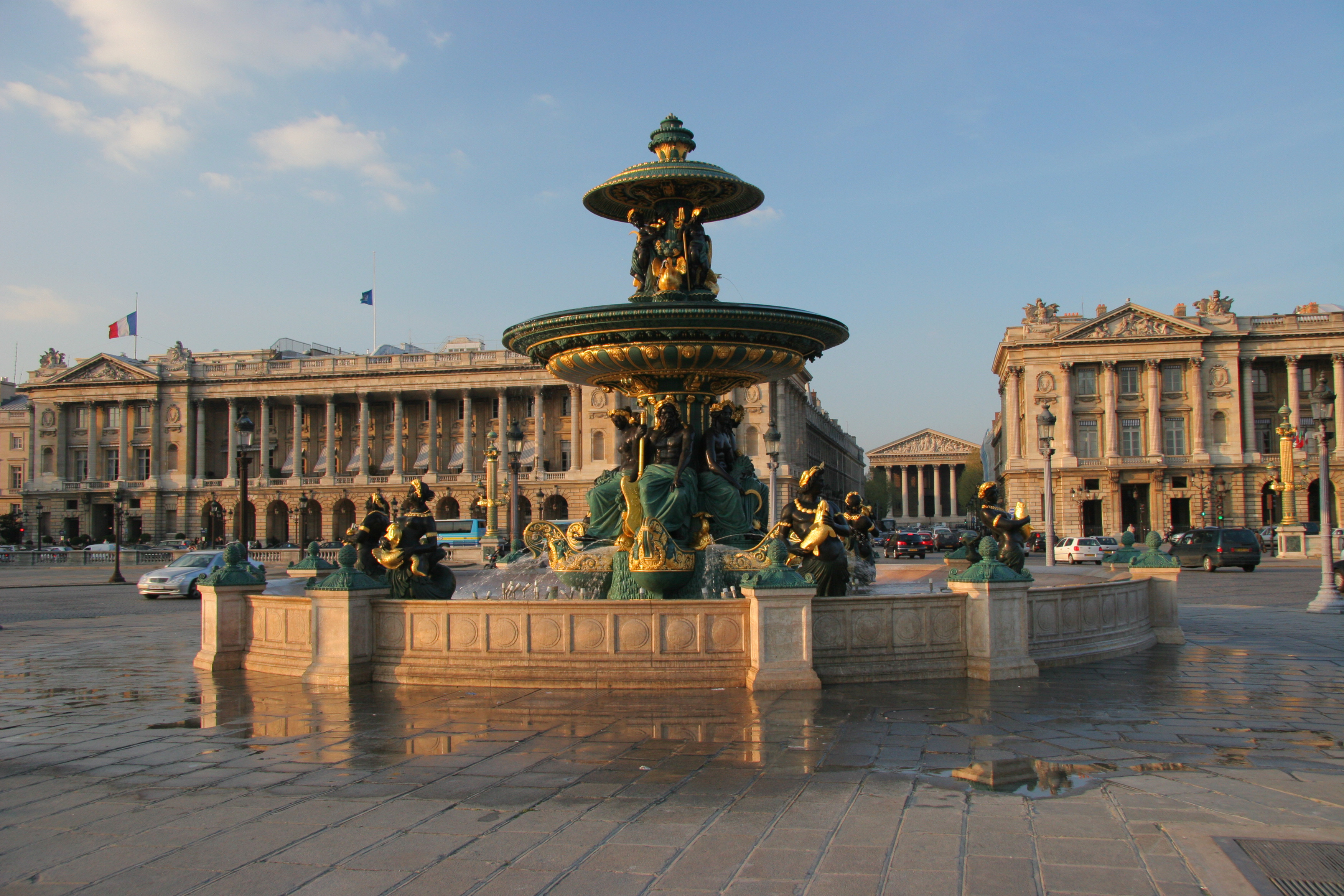
میدان کنکورد

- میدان کنکورد: این میدان در منتهی‌الیه خیابان شانز الیزه قرار گرفته است. در گذشته این میدان به نام لویی پانزدهم نامیده می‌شد.

در طول انقلاب اول فرانسه و در دوره معروف به ترور، دستگاه گیوتین در این میدان نصب شده بود. سر بسیاری از مشاهیر آن دوره فرانسه نظیر لویی شانزدهم، ماری آنتوانت، ماکسیمیلیان ربسپیر و آنتوان لاوازیه در این میدان به زیر گیوتین رفته است.
در این میدان و در حاشیه خیابان رویال ساختمان وزارت بحریه فرانسه، هتل کریلیون و سفارت ایالات متحده آمریکا قرار دارد. در سوی دیگر میدان، باغ تویلری که به موزه لوور منتهی می‌شود، قرار گرفته است. یکی از اضلاع میدان کنکورد به میدان دیگری به نام وندوم متصل است در این میدان نیز هتل‌های مجلل ریتز و وندوم و تعداد بسیار زیادی جواهر فروشی مجلل و معروف قرار دارد. علاوه بر این در این ۲ میدان سالن‌های مد بسیاری از معروف‌ترین طراحان لباس دنیا و شرکت‌های مشهور مُد قرار دارند.
در مرکز این میدان ستون تاریخی ابلیسک قرار دارد. این ستون از سوی والی مصر، محمدعلی پاشا در زمان پادشاهی شارل دهم، به فرانسه هدیه شده است. قدمت این ستون ۳۳۰۰ سال بوده و به دوره رامسس دوم بازگشته و قدیمی‌ترین اثر موجود در فضای شهری پاریس است.

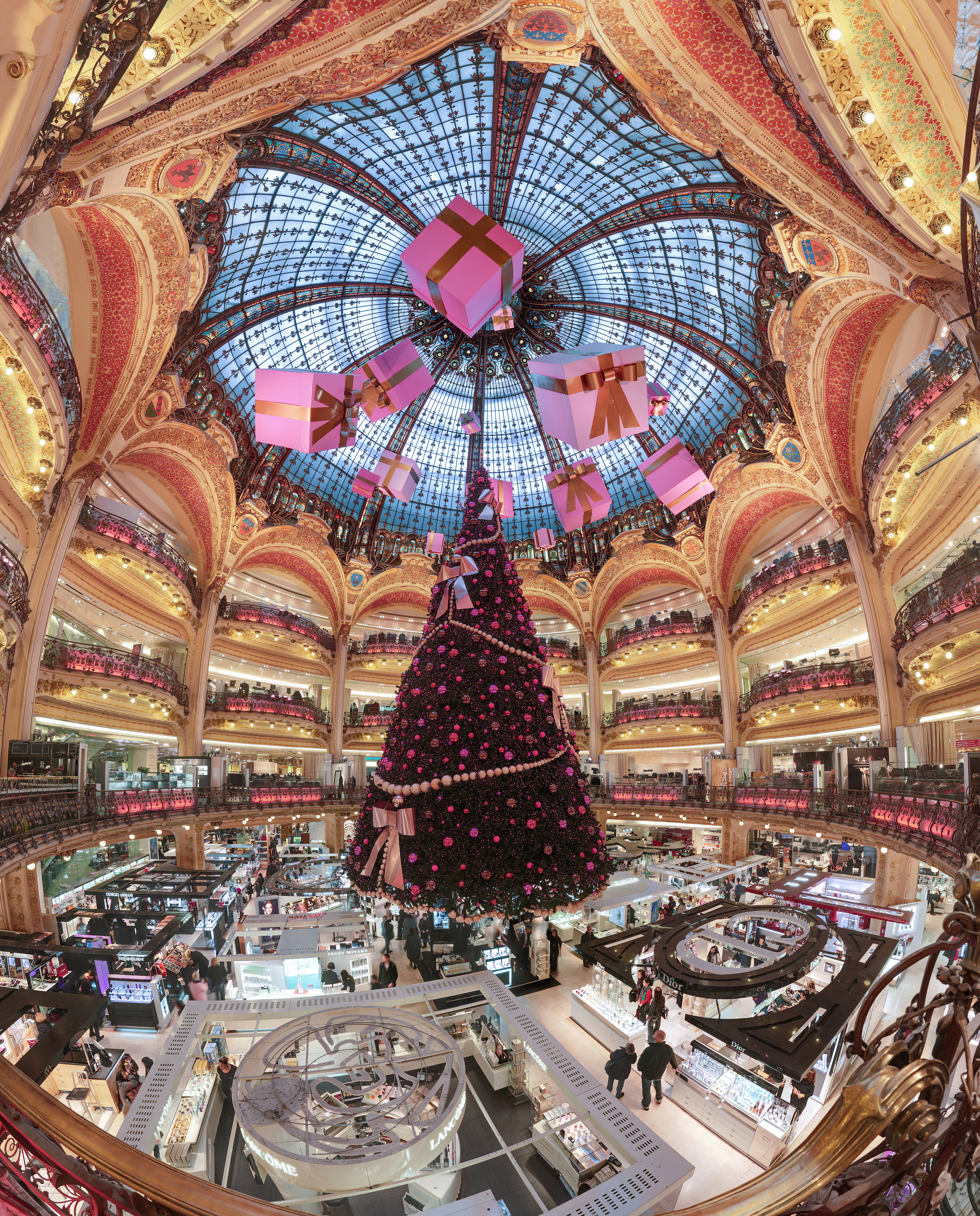
گالری لافایت واقع در خیابان لوپرا.

- محله له‌ال (Les Halles): این محله جایگاه قبلی بازارهای عرضه محصولات پروتئینی پاریس است. تا سال ۱۹۷۰ این بازار در این مکان قرار داشت. در کنار این بازار ایستگاه مرکزی متروی پاریس با نام ایستگاه شاتل له ال قرار دارد. این ایستگاه بزرگ‌ترین ایستگاه مترو در جهان است.[۳۹][۴۴][۴۵]

در سال ۱۹۷۱ این بازار تخریب و به مکان جدیدی تحت عنوان «Rungis» در حومه پاریس منتقل شد. این مرکز هم‌اکنون بزرگ‌ترین مرکز ارائه محصولات پروتئینی در جهان است.
- محله لومری[۴۹][۵۰][۵۱][۵۲] (Le Marais): محله‌ای است در کنارهٔ رود سن. این محله به خاطر آزادی فرهنگی فراوان و وجود جمعیت زیاد یهودیان و همجنس‌گرایان مرد مشهور است.[۳۹]

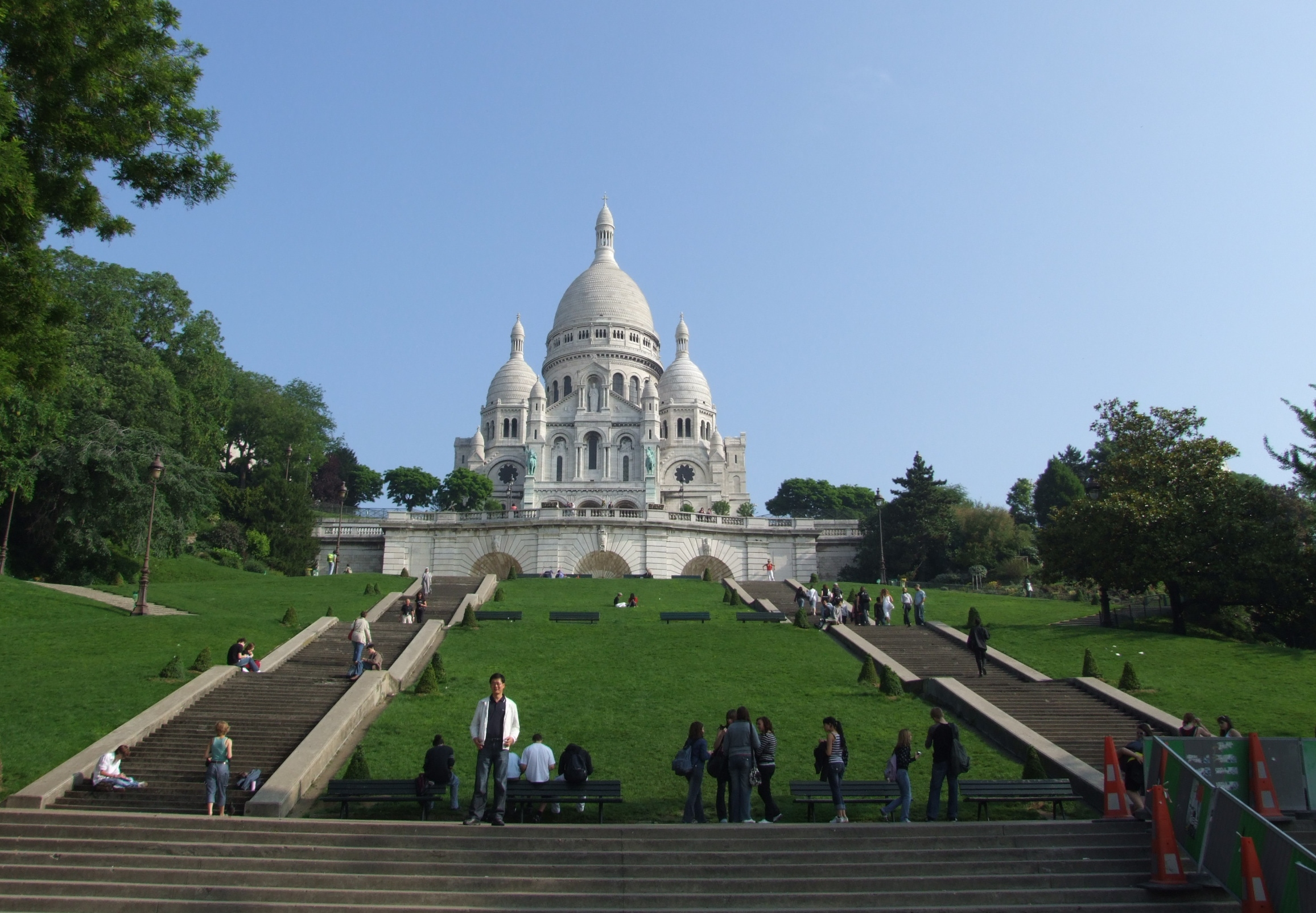
کلیسای سَکرِه‌کُر دو مون‌مارتر بر فراز محلهٔ مون‌مارتر در شمال پاریس.

- خیابان مونتاین (Avenue Montaigne): خیابانی است جنب خیابان شانز الیزه؛ این خیابان پذیرای تعداد زیادی از سالن‌های مُد معروف جهان نظیر شنل (Chanel)، دیور(Dior)، ولنتینو (Valentino)، لویی ویتون (Louis Vuitton)، ژیوونشی (Givenchy)، نینا ریچی (Nina Ricci)، سلین (Céline)، امانوئل آنگارو (Emmanuel Ungaro) و جواهرفروشی‌های مشهوری چون بولگاری (Bulgari) و سن دوپونت (ST Dupont) است.[۳۹][۵۳]
- محله مون‌مارتر (Montmartre): تپه‌ای است تاریخی که بر فراز آن کلیسای مشهور سکره کر قرار دارد. مونتمارتر همیشه به خاطر وجود تعداد بسیار زیاد استودیوها و کافه‌های مملو از هنرمندان خود مشهور بوده است.[۳۹]
- محله مون پارناس (Mont Parnasse): محله‌ای است در ساحل چپ رود سن. این مکان به علت استودیوهای موسیقی و کافه‌های خود مشهور است. ایستگاه بزرگ مترو مون پارناس و بلندترین برج مسکونی تجاری و اداری پاریس با نام برج مون پارناس نیز در این محله واقع است.[۳۹][۵۴][۵۵]

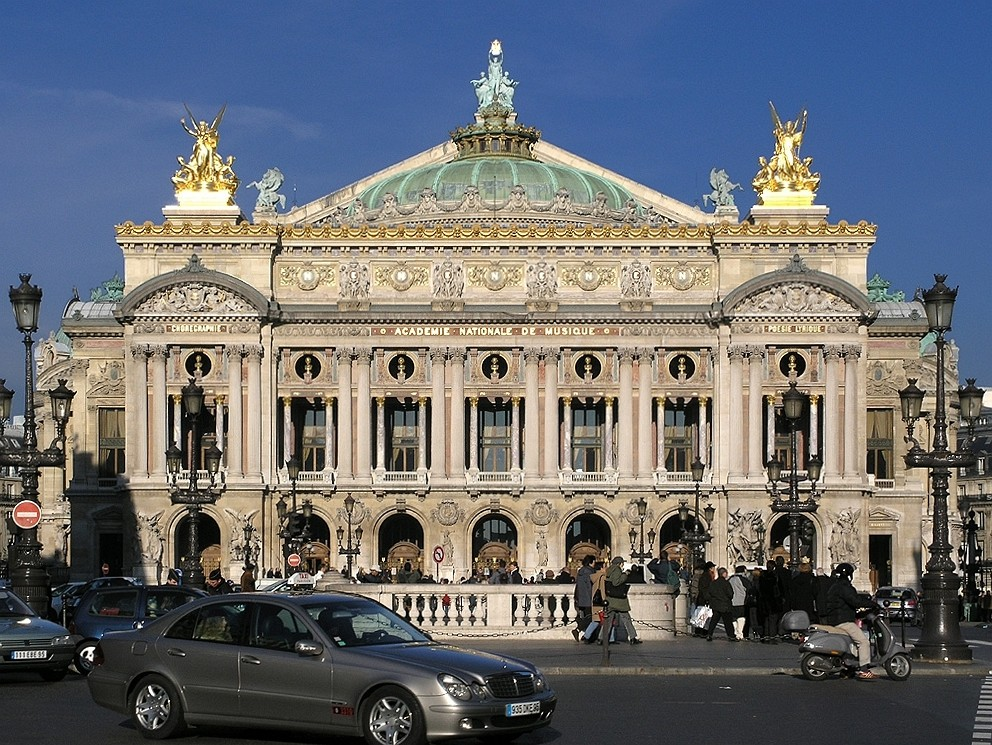
کاخ گارنیه

- خیابان لوپِرا (L'opéra): به محدوده اطراف کاخ گارنیه یا اپرا گارنیه محله لوپرا گفته می‌شود. این محل جایگاه اصلی دفاتر و موسسات اعتباری و فروشگاه‌های زنجیره‌ای است. به عنوان مثال می‌توان از فروشگاه‌های زنجیره‌ای پرنتام (Printemp) و لافایت (Galeries Lafayette) نام برد. همچنین دفاتر موسسات عظیم مالی چون کردیت لیونه (crédit Lyonnais) و امریکن اکسپرس (American Express) نیز در این محله قرار دارد.[۳۹]

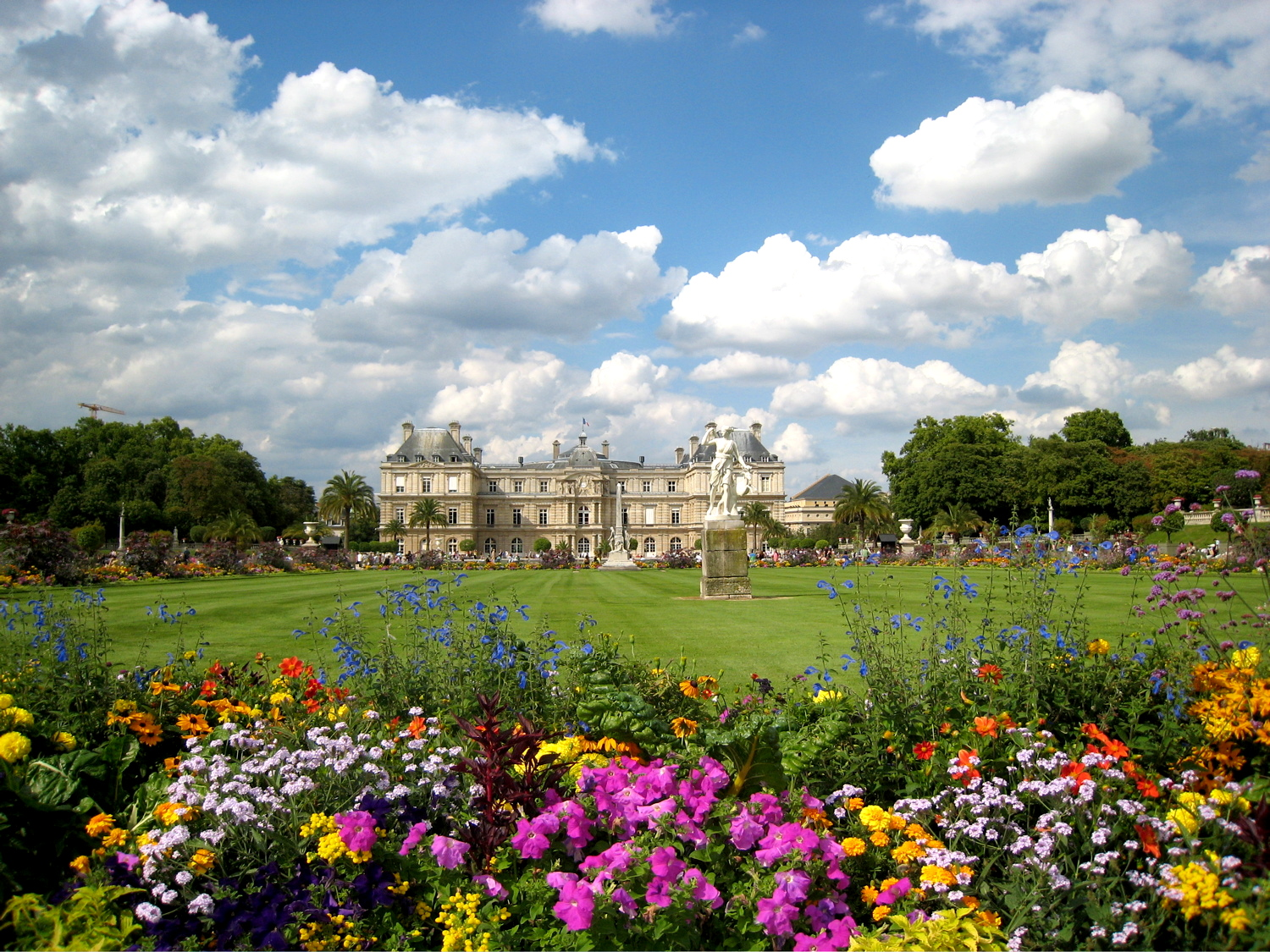
کاخ لوکزامبورگ

- محله لاتین[۵۶][۵۷][۵۸][۵۹] (Quartier Latin): محله‌ای ست مربوط به قرن ۱۲ میلادی حدفاصل میدان موبرت و دانشگاه سوربن. این محله به خاطر فضای دوستانه خود و همچین تعداد بسیار زیادی بیسترو (رستوران‌ها و کافه‌های بسیار کوچک) و آثار دیدنی متعدد خود مشهور است. در محدوده این خیابان علاوه بر دانشگاه سوربن دانشگاه‌هایی چون دانشگاه نورمال سوپریور، دانشگاه پاریس تک، دانشگاه ژوسیو، دانشگاه پاریس ۲ یا دانشگاه پانتئون، دانشگاه پاریس ۳ یا دانشگاه سوربن جدید، دانشگاه پیر و ماری کوری، دانشسرای عالی ملی هنرهای زیبای پاریس و مدرسه عالی معدن قرار دارند. این امر باعث شده که این محله به قطب دانشگاهی پاریس تبدیل شود. وجود این دانشگاه‌ها یکی از دلایل جو گرم و دوستانه این خیابان نیز هست. علاوه بر دانشگاه‌ها، اماکن مشهور و دیدنی دیگری چون میدان سن-میشل، معبد پانتئون، هتل کلونی، کاخ لوکزامبورگ، تئاتر اودئون، کاخ دولامونه و ساختمان فرهنگستان فرانسه در این محله قرار دارند.[۳۹]
- سنت اونوره (Faubourg saint-Honoré): این محله نیز یکی دیگر از مراکز مُد پاریس است. سالن‌های مد مارک‌هایی همچون[۶۰][۶۱] هرمز (Hermès)، کریستین دیور (Chiristian Dior)، کریستین لاکروآ (Christian Lacroix)، ورساچه (Versace)، ژیوونشی (Givenchy)، لانوین (Lanvin)، گای لاروش (Guy Laroche)، ایو سن لورن (Yves Saint-Laurent)، ژان پل گولتیه (Jean-Paul Gaultier) و کلوئه[۶۲] (Chloé) در این مکان قرار دارد.[۳۹] علاوه بر این، مراکز مهم سیاسی چون کاخ الیزه وزارت کشور فرانسه، سفارت ژاپن، سفارت بریتانیا و ایرلند و اقامتگاه سفیر آمریکا و کانادا در این محله قرار دارند.

#### حاشیه شهر
- محله لا دفانس (La Défense): حومه مهم شهر پاریس است این منطقه یکی از بزرگ‌ترین و مهم‌ترین مراکز اقتصادی تجاری جهان محسوب می‌شود. منطقه دفانس در حاشیه غربی شهر پاریس واقع شده و در امتداد محور خیابان شانز الیزه قرار دارد. این منطقه میزبان بسیاری از دفاتر و شرکت‌های بزرگ و رده اول جهان است. این منطقه در سال ۱۹۵۸ توسط دولت فرانسه بدین منظور ساخته شد. در مجموع حدود ۳٫۵ میلیون متر مربع فضای اداری در این منطقه قرار دارد که تشکیل دهنده بزرگ‌ترین منطقه تجاری و اقتصادی اروپا است.[۳۹][۶۳][۶۴][۶۵][۶۶][۶۷][۶۸]

تاق بزرگ در منطقه لادفانس که میزبان وزارت حمل و نقل فرانسه است نیز در این محله قرار دارد.
- محله سن‌دُنی (Plaine Saint-Denis): این مکان سابقاً محله‌ای صنعتی بود اما در طول ۱۰ سال گذشته تغییر ماهیت داده است. امروزه این محل میزبان مجموعه ورزشی استاد دو فرانس و منطقه اقتصادی لندی فرانس است. چندین آسمان‌خراش و ۲ خط سریع‌السیر مترو نیز در این منطقه وجود دارد. همچنین دفاتر تعدادی از شبکه‌های تلویزیونی فرانسه و استودیوهای فیلم‌سازی این کشور نیز در این محله قرار دارد. صومعه مشهور سن دنی، میزبان آرامگاه بسیاری از پادشاهان قدیم فرانسه، نیز در این منطقه واقع است.[۶۹]

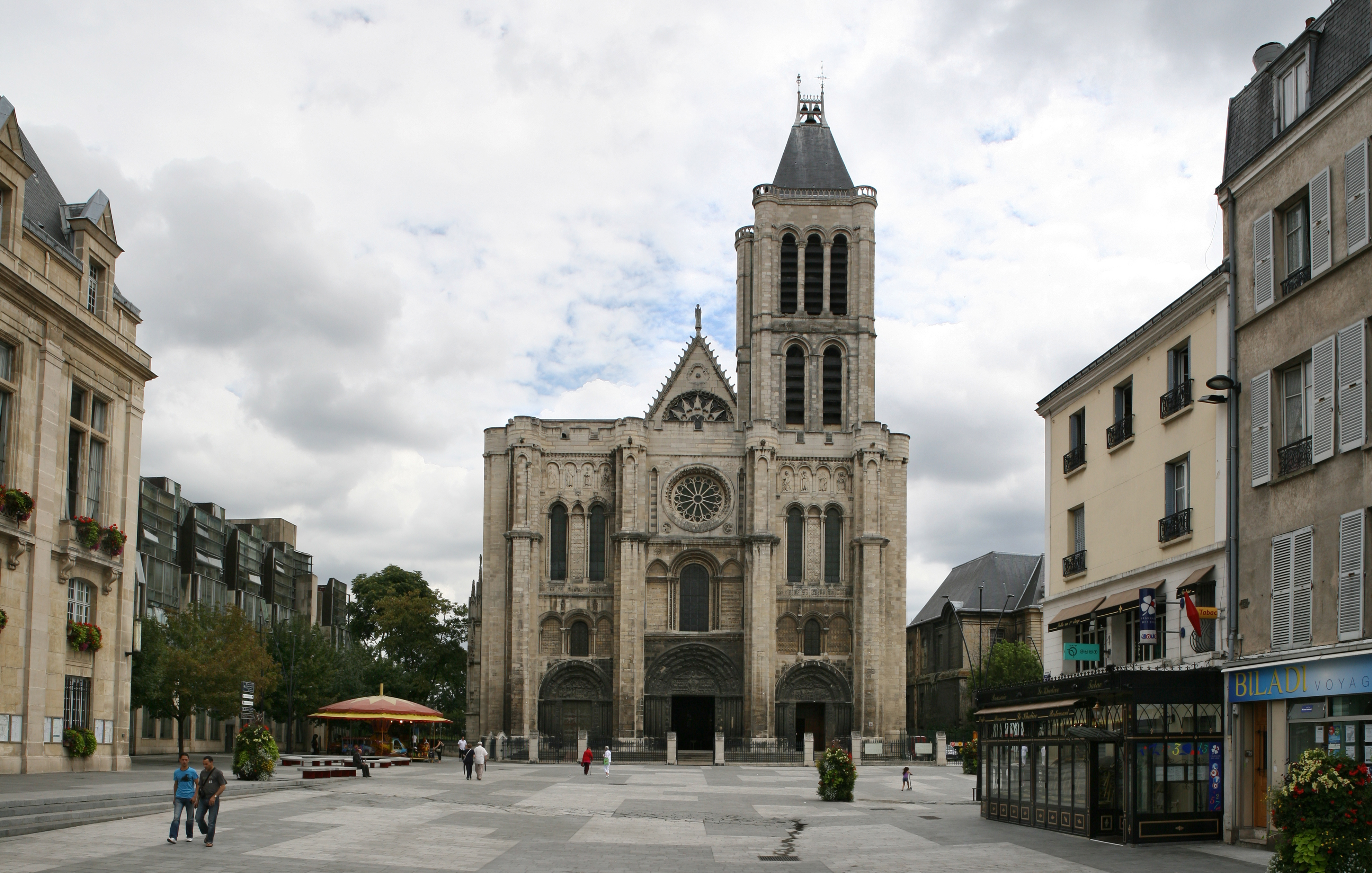
کلیسای سلطنتی سن‌دُنی که مقبره بسیاری از پادشاهان فرانسه و خانواده‌های سلطنتی این کشور است.

- محله وال دو سن (Val de Seine): دفاتر رسانه‌های اصلی پاریس و فرانسه در این منطقه قرار گرفته است. شبکه‌های تلویزیونی مشهور فرانسه و جهان نظیر TF1 , France2 , Canal+ , France24 , EuroSport , Arté , TPS از جمله این دفاتر هستند. همچنین شرکت‌های بزرگ ارتباطات و IT مانند Neuf Cegetel و دفتر اروپا، آفریقا و خاورمیانه شرکت مایکروسافت در این منطقه قرار دارند.

### عمارت‌ها و بناهای مشهور و دیدنی پاریس

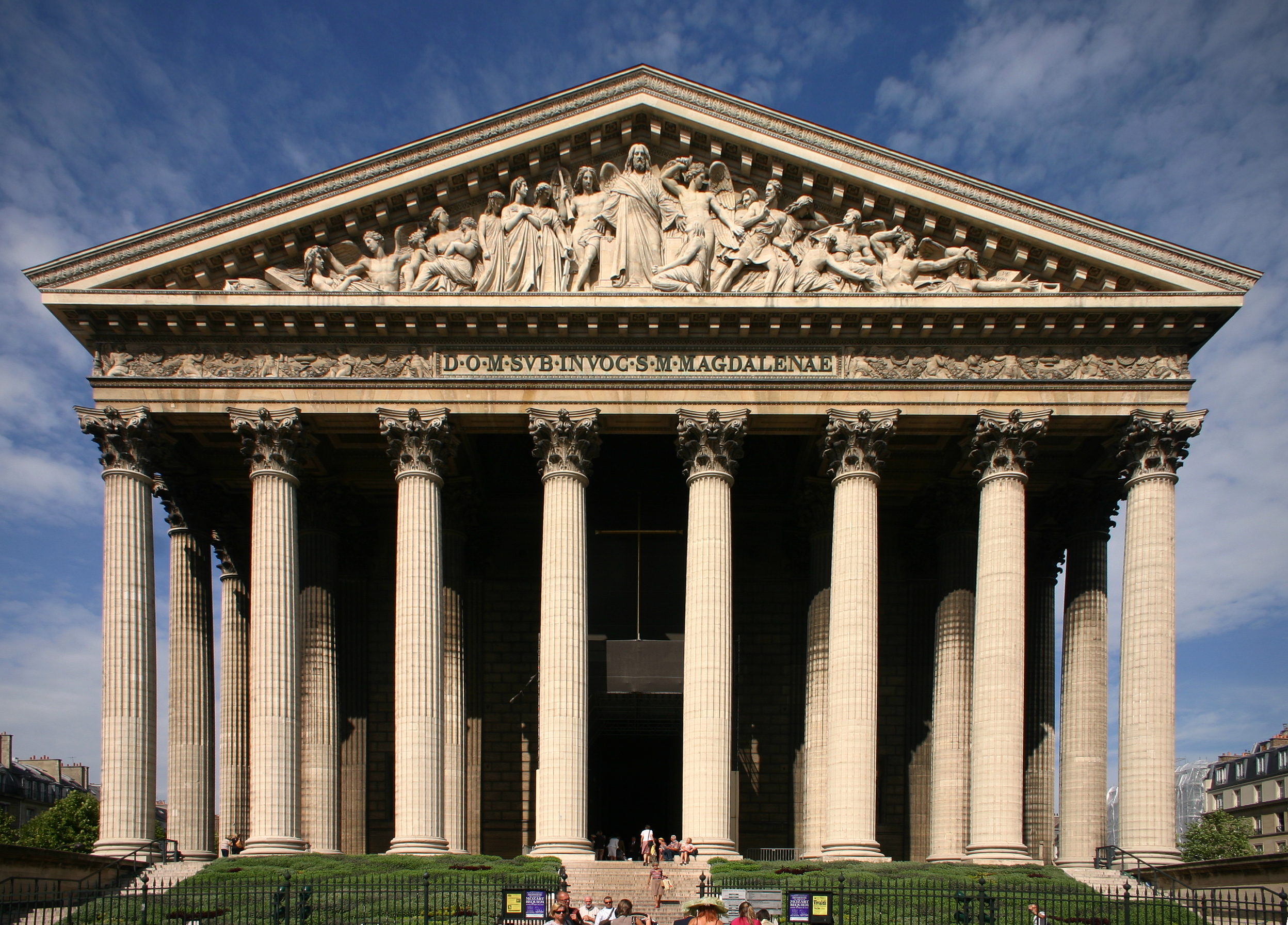
کلیسای مادلین

معروفترین آثار شهر پاریس کلیسای قرن دوازدهمی نوتردام واقع در ایل دو لا سیته، برج ایفل و تاق نصرت (تریومف) می‌باشند. برج ایفل ابتدا به صورت موقت جهت نمایشگاه جهانی سال ۱۸۸۹ توسط گوستاو ایفل بنا شد، اما با حفظ آن پس از این تاریخ امروزه در نزد جهانیان به عنوان نماد شهر پاریس شناخته می‌شود.
عمده بناهای مشهور پاریس در محدوده میدان شارل دوگل (میدان دلتوال سابق) واقع شده‌اند. از جمله موزه لوور، باغ تویلری، خیابان شانز الیزه، تاق نصرت پیروزی (تریومف)، گراند پله، پتیت پله، میدان کنکورد و بسیاری آثار دیگر. بخش دیگری از این آثار که شامل بناهای مدرن و امروزی شهر پاریس می‌شوند در محدوده منطقه لا دفانس قرار گرفته‌اند.

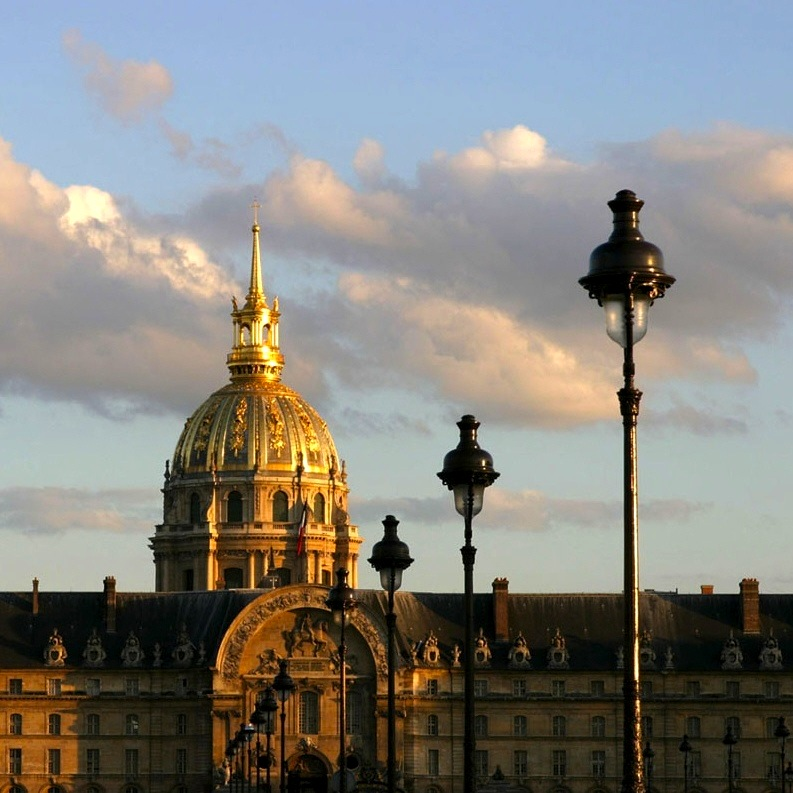
عمارت انولید

علاوه بر این ۲ منطقه آثار متعدد فراوانی نیز در سرتاسر شهر پاریس وجود دارند. موزه انولید که مقبره بسیاری از سربازان و افتخارآفرینان فرانسه از جمله ناپلئون است، قلعه کونسیرژری که محل نگهداری لویی شانزدهم، ماری آنتوانت و خانواده سلطنتی فرانسه قبل از اعدام در جریان انقلاب بود، ۲ مجسمه ملقب به آزادی واقع در ایل دوسیژن و کاخ لوکزامبورگ که نمونه بزرگ آن‌ها در سال ۱۸۸۶ از سوی ملت فرانسه به ملت آمریکا هدیه داده شد، بخش دیگری از این آثار دیدنی هستند.
کاخ گارنیه یا اپرا گارنیه که در زمان امپراتوری دوم ساخته شده نیز از دیگر بناهای دیدنی شهر پاریس محسوب می‌شود. موزه لوور که امروزه یکی از مشهورترین موزه‌های جهان است نیز در بنای کاخ سابق لوور قرار دارد. دانشگاه سوربن نیز که بخش اصلی دانشگاه پاریس را تشکیل می‌دهد نیز در محله لاتین قرار گرفته است.
علاوه بر کلیسای نوتردام کلیساهای مشهور و زیبای دیگری نیز از جمله کلیسای سن-شپل، کلیسای مادلین و کلیسای سکره‌کر دو مون‌مارتر نیز در این شهر قرار گرفته‌اند.

### باغ‌ها ٫ پارک‌ها و فضای‌سبز

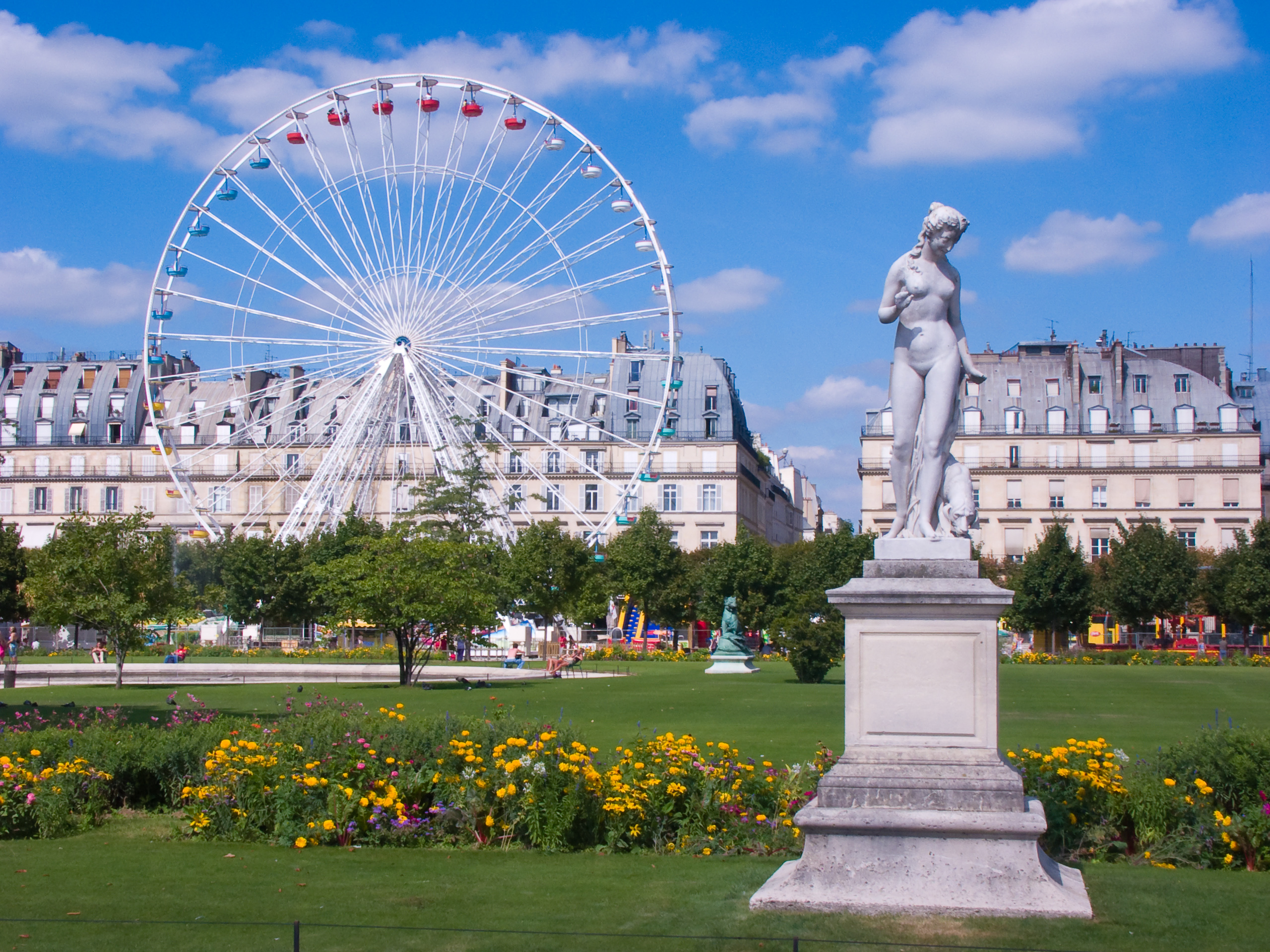
باغ تویلری

یکی از دو باغ قدیمی معروف پاریس باغ تویلری است که در قرن ۱۶ در حاشیه رود سن نزدیک کاخ لوور و در قسمت چپ پارک لوکزامبورگ ساخته شده است که برای کاخ خصوصی کاترین دو مدیچی ساخته شده است. دیگر باغ معروف پاریس باغ گیاهان است. این باغ به دستور گای دو لابروس پزشک مخصوص لویی سیزدهم برای پرورش گیاهان دارویی ساخته شد، و نخستین باغ عمومی پاریس است. قدمت دیگر باغ‌های بزرگ پاریس به دوران امپراتوری دوم بر می‌گردد. پارک‌های بوت شامون، مونتسوری و مونسو که به وسیله ژان شارل آلفان، یکی از مهندسان ناپلئون سوم، ساخته شده‌اند. دیگر پارک‌ها به دستور بارون هاوسمن ساخته شده‌اند که شامل پارک جنگلی بولونی و ونسن می‌شوند. از دیگر پارک‌های بزرگ پاریس می‌توان پارک دولاویل ساخته شده توسط آرشیتکت معروف برنارد شومی را نام برد. پاریس با دارا بودن ۴۷۵٬۰۰۰ درخت از ۱۲۰ گونه مختلف گیاهی سبزترین پایتخت اروپا است. در مجموع پاریس دارای بیش از ۴۰۰ پارک عمومی است.

### گورستان‌های پاریس

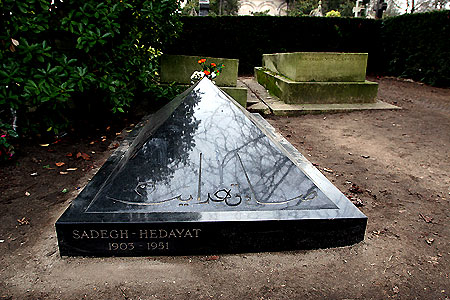
مقبره صادق هدایت واقع در گورستان پرلاشز

ساخت گورستان‌های امروزی پاریس به سال ۱۸۰۴ میلادی برمی‌گردد. تا قبل از این تاریخ هر یک از کلیساهای پاریس دارای یک گورستان اختصاصی بودند اما از اواخر قرن ۱۸ میلادی تصمیم به ساخت گورستانی واحد برای پاریس گرفته‌شد. با توسعه شهر پاریس و پر شدن این گورستان، گورستان‌های دیگری نیز جهت تدفین مردگان در حاشیه این شهر ساخته شد که از معروف‌ترین آن‌ها می‌توان به گورستان مشهور پرلاشز، گورستان مون پارناس، گورستان مون مارتر و گورستان پاسی نام برد.
در قرن بیستم نیز بنا به توسعه این شهر گورستان‌هایی به آن افزوده شدند که می‌توان به گورستان سن اوون، گورستان دیوری و گورستان باژنو نام برد.
تعدادی از گورستان‌های پاریس ارزش تاریخی و فرهنگی بالایی دارند، از آن جمله می‌توان از گورستان پرلاشز نام برد که آرامگاه بسیاری از مردان و زنان بزرگ جهان نظیر بالزاک، کلود برنارد، صادق هدایت، ادیت پیاف، غلامحسین ساعدی، اسکار وایلد، امیل زولا، مولیر و فردریک شوپن، مارسل پروست است نام برد. این گورستان به عنوان مشهورترین گورستان جهان شناخته می‌شود.

## مترو
متروی پاریس در سال ۱۹۰۰ تأسیس شده و هم‌اکنون دارای ۱۴ خط و ۳۰۳ ایستگاه است. این مترو از قدیمی‌ترین متروهای جهان محسوب می‌شود.

## فرهنگ و هنر

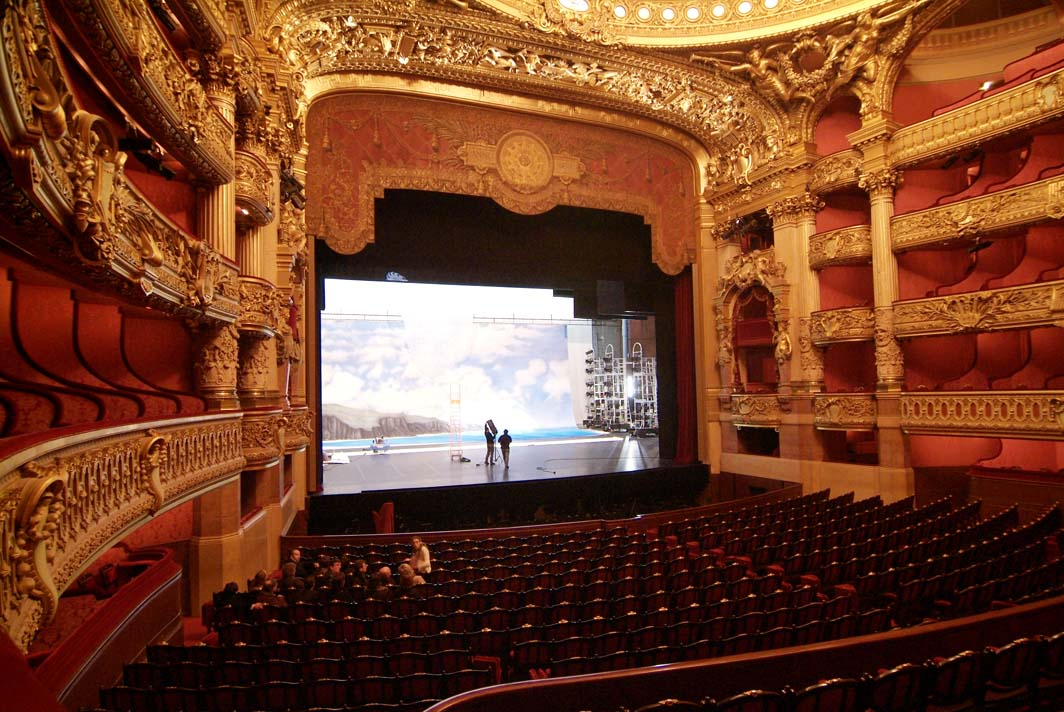
نمایی از سالن و سن اپرا گارنیه

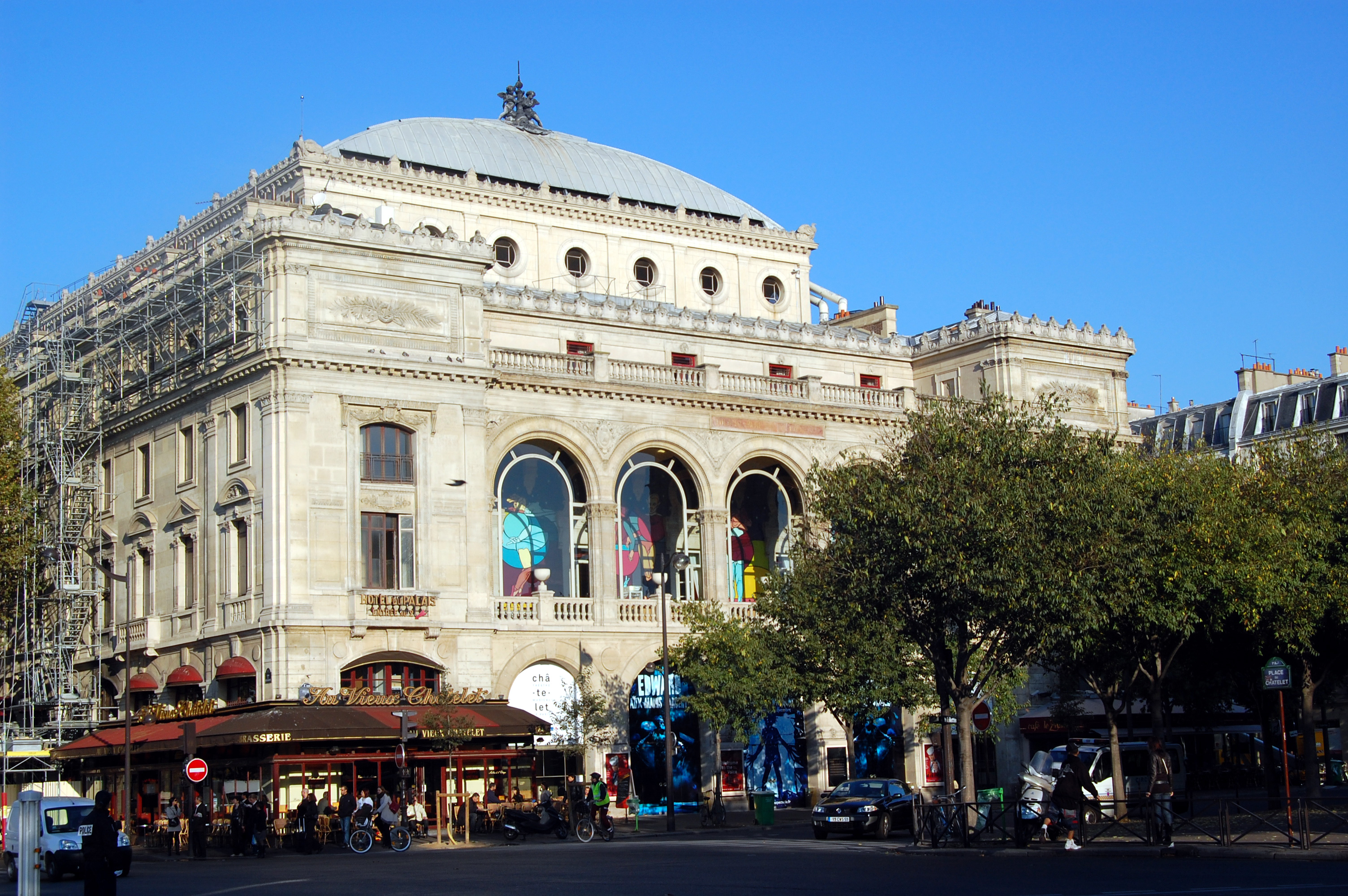
نمایی از سالن اپرا دوشاتل

### اپرا، تئاتر و موسیقی
از بزرگ‌ترین اپراهای پاریس می‌توان از اپرای قرن نوزدهمی گارنیه و اپرا باستیل نام برد. در این اپراها انواع باله‌های کلاسیک و اپراهای ترکیبی کلاسیک و مدرن اجرا می‌شود.
تئاتر به صورت سنتی جایگاه ویژه‌ای در فرهنگ پاریسی دارد. گرچه امروزه بسیاری از بازیگران مشهور تئاتر، بازیگر تلویزیون‌های فرانسوی نیز هستند. تعدادی از تئاترهای اصلی پاریس را می‌توان به این ترتیب نام‌برد:تئاتر اودئون، تئاتر بوبینو، تئاتر موگادور و تئاتر دولاگیته مون پارناس.
به‌طور کل در حدود ۱۴۳ سالن تئاتر در شهر پاریس وجود دارد.
بعضی از سالن‌های تئاتر در پاریس، هم‌زمان به عنوان سالن کنسرت نیز مورد بهره‌برداری قرار می‌گیرند. بسیاری از خوانندگان مشهور فرانسوی نظیر ادیت پیاف، موریس شوالیه، جورج براسون و شارل آزناوور شهرت خود را از اجرا در این سالن‌ها کسب کرده‌اند.
سالن الیزه مون مارتر نیز امروزه به عنوان سالن کنسرت مورد استفاده قرار می‌گیرد. کلوب نیومورنینگ نیز یکی از ندرتاً کلوب‌هایی است که هنوز کنسرت جاز در آن‌ها اجرا می‌شود.
سالن زنیت در پاریس، محله لاویه و استادیوم پارکومنی اسپورت در محله برسی نیز به عنوان محل اجرای کنسرت‌های عظیم سبک راک مورد استفاده قرار می‌گیرند.

### کافه‌ها، رستوران‌ها و کاباره‌ها

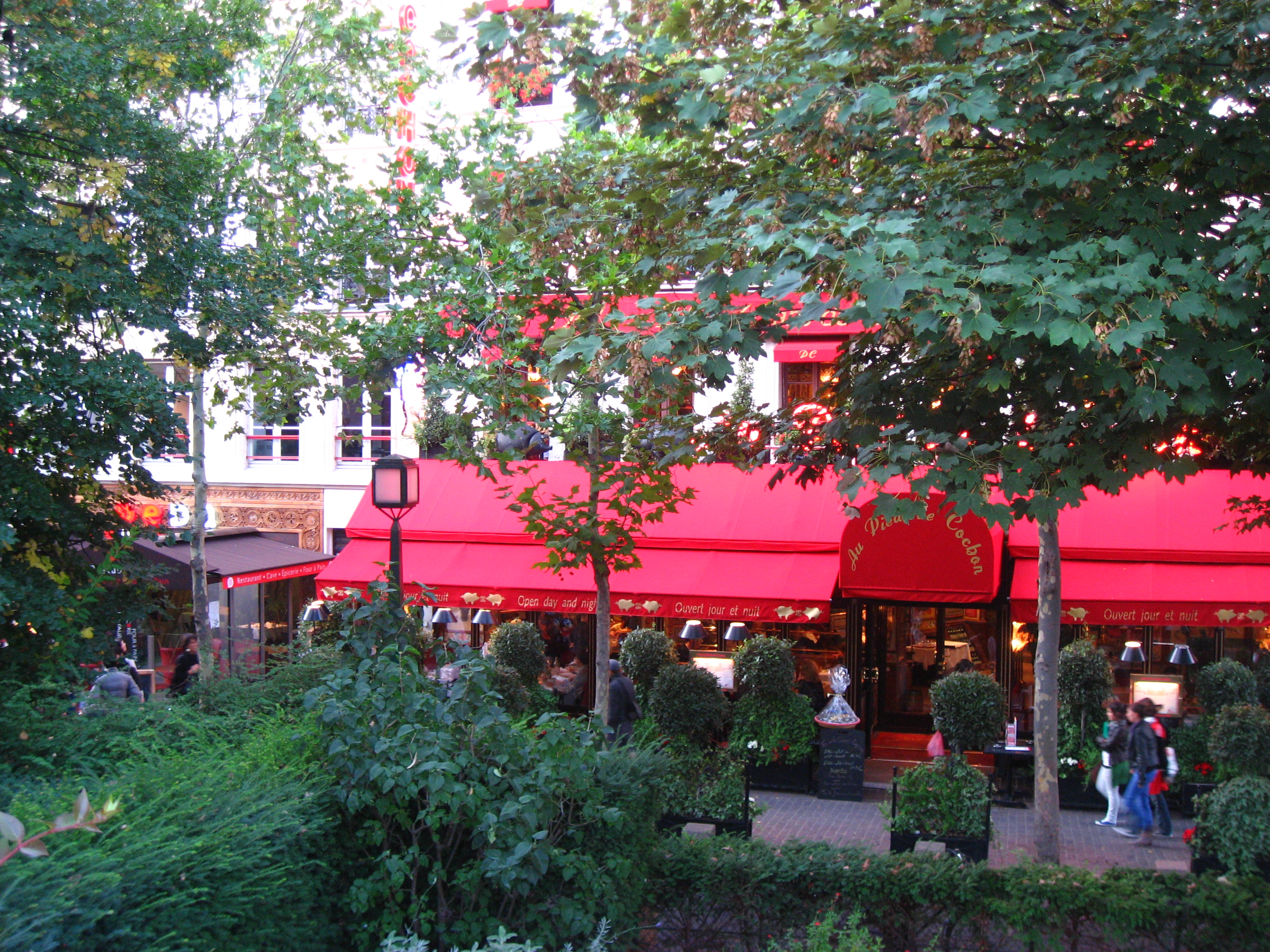
رستوران «اُو پیه دو کوشون» (پاچه خوک)

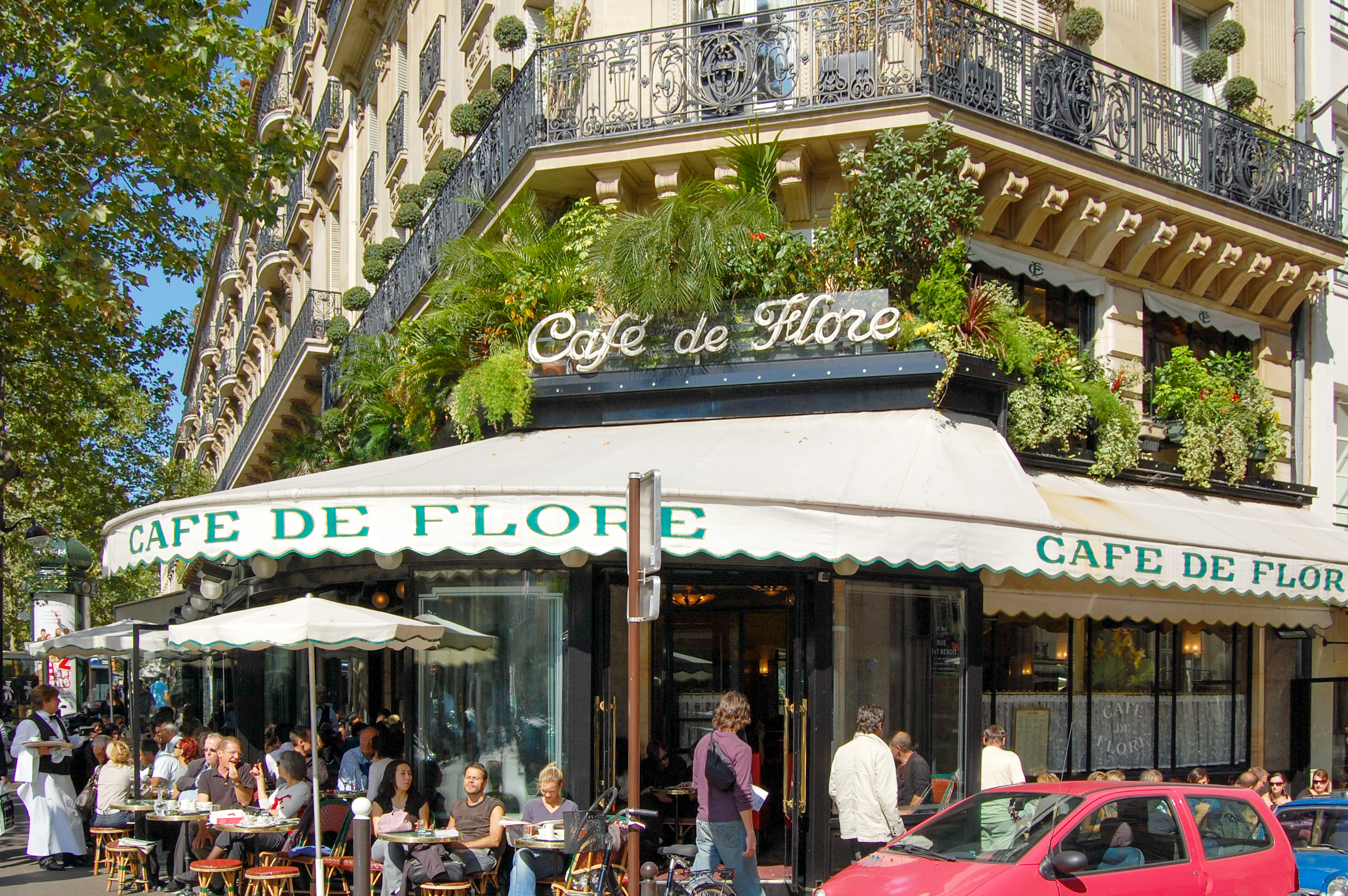
کافه فلور

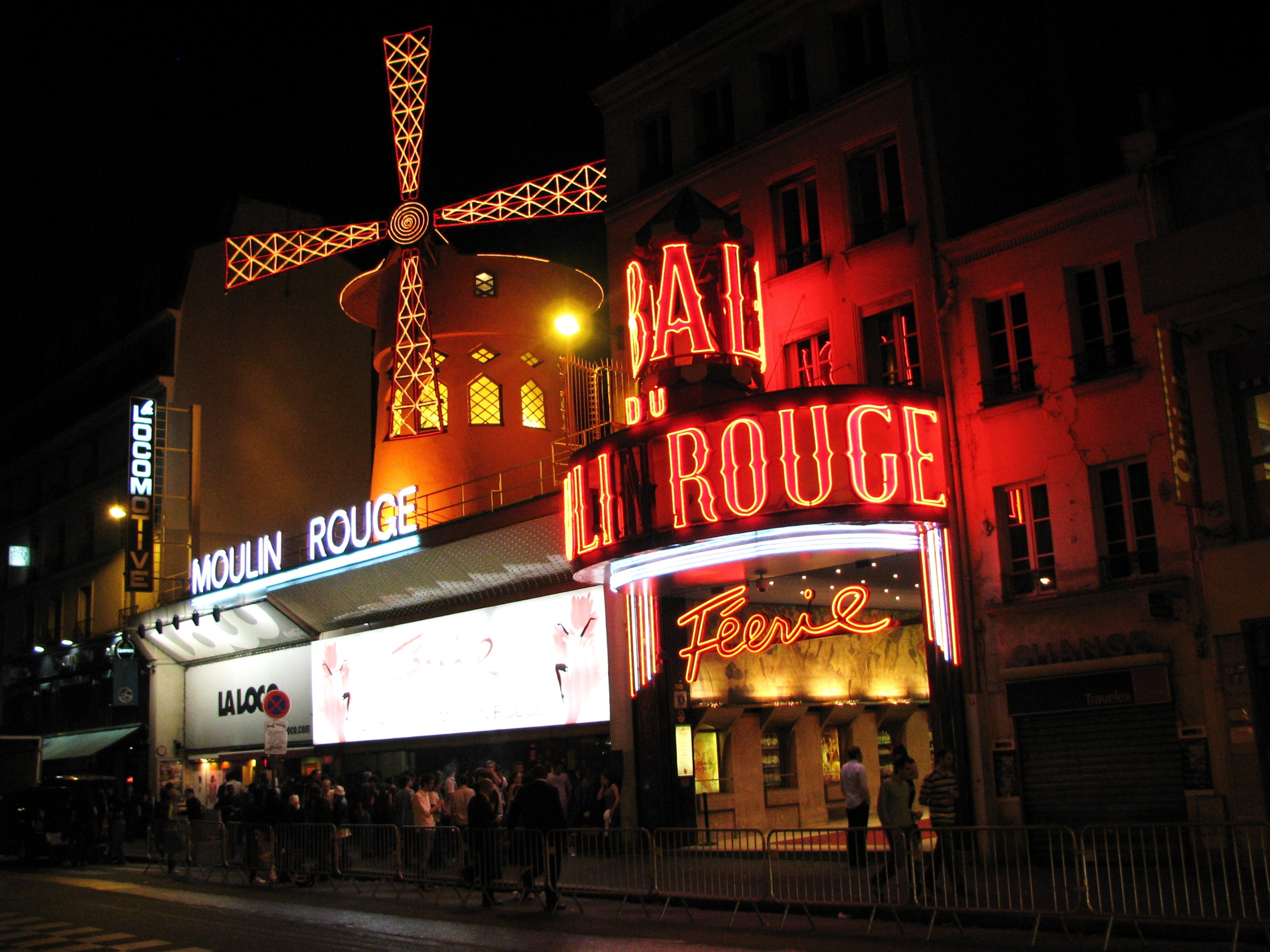
کاباره مولن‌روژ در پاریس، دارای آوازه‌ای جهانی است.

کافه‌های پاریس از دیرباز شهرت جهانی داشته‌اند. این کافه‌ها با فضای کوچک داخلی و صندلی‌های چیده شده در کنار خیابان و قهوه‌های خوش‌طعم و کیک‌های خوش‌مزه نظر هر رهگذری را به سمت خود جلب می‌کند. از کافه‌های معروف پاریس می‌توان از کافه دولاپه، کافه دوماگوت و کافه فلور نام برد.
فرانسه به عقیده اکثر مردم جهان خوشمزه‌ترین غذاهای دنیا را داراست، پس در نتیجه رستوران‌های پاریسی نیز باید نمونه و نمودار کاملی از یک رستوران فرانسوی با غذاهای خوش‌طعم باشند. به همین خاطر است که پاریس رستوران‌های درجه‌یک و عالی فراوانی دارد.
به‌طور کل در حدود ۵۰۰۰ رستوران در پاریس به تهیه و طبخ غذا می‌پردازند.
تعدادی از رستوران‌های معروف پاریس شهرت بین‌المللی دارند که می‌توان به تعدادی از آن‌ها اشاره کرد: رستوران لالزاس، رستوران ماکسیم، رستوران پییر گاگز، رستوران لزامباسادور، رستوران لاتراس و رستوران ویکند.
به انتخاب «مجله رستوران» از ۵۰ رستوران برتر جهان در سال ۲۰۰۷ نه تا از این رستوران‌ها در پاریس قراردارند.
کاباره‌های پاریس نیز در نزد جهانیان شهرت فراوانی دارند. در میان این کاباره‌ها می‌توان از کاباره قرن نوزدهمی «مولن روژ» نام برد. این کاباره بارها محل اجرای کنسرت‌های بزرگانی همچون الویس پریسلی، فرانک سیناترا و لاتویا جکسون بوده است. این کاباره در محله مونتمارتر قرار دارد.
از دیگر کاباره‌های پاریس که شهرتی جهانی دارند می‌توان از «کاباره لیدو» نام برد. این کاباره روزگاری میزبان کنسرت‌های الویس پریسلی بوده است. این کاباره در خیابان شانز الیزه قرار دارد.
نایت کلاب‌ها و کاباره‌های مشهور دیگری نیز در پاریس واقع هستند که می‌توان از: کاباره پاریس اولمپیا، فولی برگر، بوبینو، کریزی هورس، کلوب رکس، بودابار و کلوب جرج نام برد.

### هتل‌ها
گردشگران زیادی سالیانه به پاریس وارد می‌شوند و پاریس نیز دارای تعداد زیادی هتل می‌باشد. بعضی از هتل‌های پاریس شهرت جهانی دارند. این هتل‌ها تاکنون میزبان مشاهیر و ثروتمندترین افراد جهان بوده‌اند.
هتل ریتز که در اواخر سده نوزدهم میلادی افتتاح شده است تاکنون میزبان مشاهیری چون ارنست همینگوی، ادوارد فیتزجرالد، مارسل پروست، ادوارد هفتم پادشاه انگلستان، مرلین دتریش، التون جان، رودولف والنتینو، چارلی چاپلین، ژان پل سارتر و گرتا گاربو بوده است.

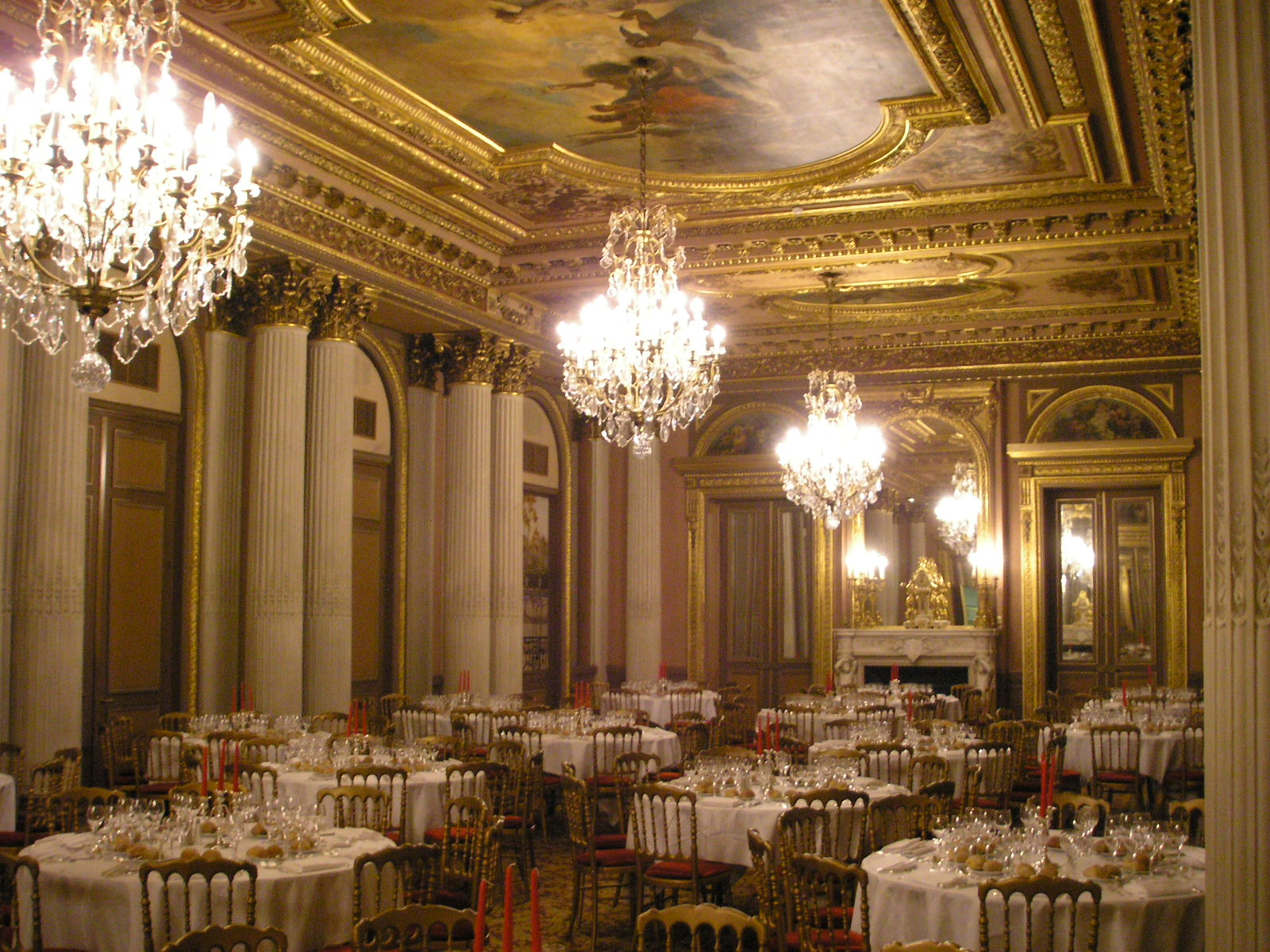
نمایی از سالن موسوم به ناپلئون در هتل کونتیننتال پاریس.

هتل کریلیون نیز که در میدان کنکورد قرار دارد به عنوان یکی از معروفترین هتل‌های لوکس جهان شناخته می‌شود. این هتل که دارای ۱۰۳ اتاق و ۴۴ سوئیت است در قرن هجدهم ساخته شده است. این هتل نیز محل اقامت مشاهیری چون وودرو ویلسون، تئودور روزولت، هربرت هوور و ریچارد نیکسون رئیس‌جمهوران آمریکا، جرج پنجم پادشاه انگلستان، حسن دوم پادشاه مراکش، امپراتور هیروهیتو امپراتور ژاپن، ژاکلین کندی، چارلی چاپلین، ارسن ولز، الیزابت تیلور، تیرون پاور، اکسل روز، آرنولد شوارتزنگر، ماریا کری و مدونا بوده است.
از دیگر هتل‌های پاریس می‌توان از هتل ۱۰۰۰ اتاقه کنکورد لافایت، هتل جرج پنجم، هتل کلونی، هتل کونتیننتال، هتل بریستول، هتل پلازا آتن، هتل لوتشیا و هتل رویال مونسو نام‌برد.

### سینما
فرانسه دارای دومین صنعت سینما در جهان می‌باشد و مردم آن به سینمای کشور توجه دارند. در سرتاسر فرانسه در حدود ۴۵۰۰ سالن سینما وجود دارد که ۳۷۵ عدد از این سینماها در پاریس واقع‌شده است.
بزرگ‌ترین سالن سینمای پاریس گراند رکس نام داشته که ۲۸۰۰ نفر ظرفیت دارد. امروزه مجموعه‌های عظیمی با تعداد زیادی سالن نمایش (در حدود ۱۰ تا ۲۰ سالن) در پاریس ساخته شده است.
سالانه ۳۰ میلیون بلیت سینما در پاریس فروش می‌رود. بهای بلیط سینما در این شهر در حدود ۸ یورو بوده و در روزهای دوشنبه هر هفته به صورت نیم‌ب‌ها به فروش می‌رسد.
همچنین جشنواره‌ای به نام «فرنچ راندوو» به‌طور سالانه در پاریس برگزار می‌شود که پس از جشنواره کن و جشنواره برلین سومین جشنواره مهم سینمایی قاره اروپا محسوب می‌شود.

### توریسم

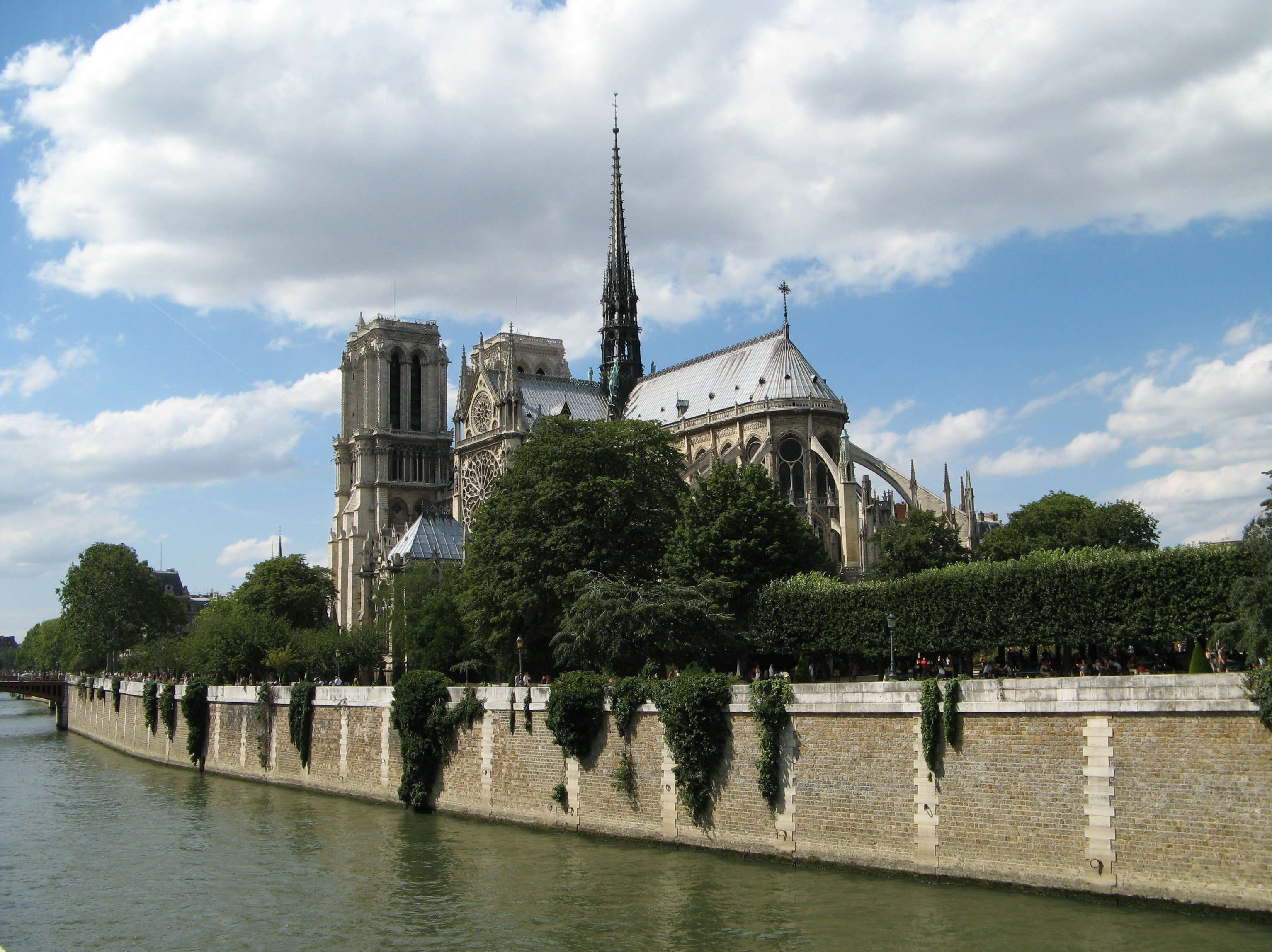
کلیسای نوتردام

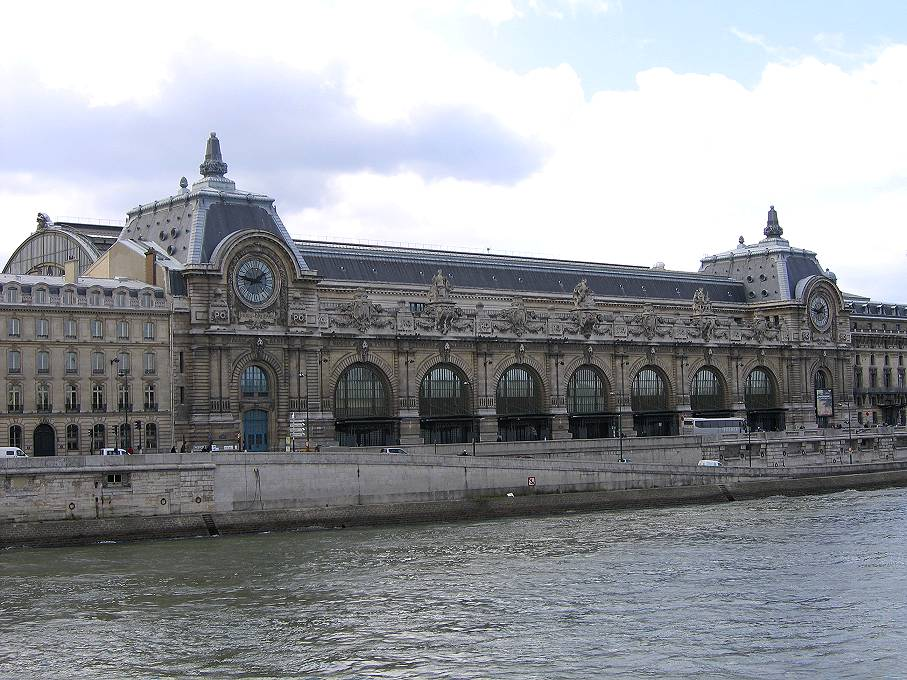
موزه اورسی

پاریس در گذشته نیز همیشه مقصدی برای تجار، دانشجویان و زائران مذهبی بوده است. اما صنعت توریسم در مقیاس بزرگ امروزی با ظهور راه‌آهن در سال ۱۸۴۸ در پاریس آغاز شد. اولین باری که پاریس به عنوان مقصد مورد توجه توریست‌ها مورد نظر قرار گرفت به برگزاری نمایشگاه جهانی در سال ۱۸۵۵ بازمی‌گردد. برگزاری نمایشگاه‌های جهانی در پاریس عامل مؤثری در جذب توریست و توسعه در پاریس قرن نوزدهم بوده است. برج ایفل نیز حاصل نمایشگاه جهانی ۱۸۸۹ پاریس است. همچنین تلاش‌های صورت گرفته در زمان امپراتوری دوم در پاریس و توسعه آن نقش بسزایی در توسعه توریسم در پاریس داشته است.
بناها و موزه‌های مشهور پاریس در بین پربازدیدکننده‌ترین آثار توریستی جهان جای دارند. پاریس با دارا بودن بیش از ۳۰ میلیون توریست در سال در صدر پربازدیدترین شهرهای جهان قرار دارد.
موزه لوور در پاریس سالیانه هشت میلیون توریست را به خود جذب می‌کند که به همین دلیل به عنوان پربیننده‌ترین موزه جهان شناخته می‌شود.
کلیسای نوتردام با ۱۳ میلیون و کلیسای سکره کر با ۱۲ میلیون بازدید سالیانه توسط توریست‌ها از دیگر قطب‌های جذب توریست در پاریس هستند.
برج ایفل نیز به عنوان مشهورترین اثر شهری پاریس سالانه به‌طور متوسط ۶٫۵ میلیون بازدیدکننده دارد. این برج از زمان شروع به کار تاکنون بیش از ۲۳۰ میلیون بازدیدکننده را به خود جذب کرده است. دیزنی‌لند پاریس که پربیننده‌ترین اثر توریستی قاره اروپا محسوب می‌شود نیز در پاریس قرار داشته و سالانه بیش از ۱۴٫۵ میلیون بازدیدکننده دارد.
پاریس با دارا بودن بیش از ۱۵۰ موزه سالانه میلیون‌ها توریست خارجی را به سمت این موزه‌ها جذب می‌کند. در این میان موزه لوور که به عنوان مشهورترین و بزرگ‌ترین موزه جهان شناخته می‌شود میزبان تعدادی از مشهورترین آثار تاریخی و هنری چهان است. از این جمله می‌توان به تابلو مونالیزا یا لبخند ژوکوند اثر لئوناردو دا وینچی، مجسمه مشهور ونوس اثر مشهور دوره یونان باستان مربوط به ۱۳۰ سال پیش از میلاد مسیح و آثار تمدن‌های بزرگ بین‌النهرین، ایران باستان و مصر باستان اشاره کرد. آثار پابلو پیکاسو در موزه پیکاسو و آثار آگوست رودین در موزه رودین در پاریس نگهداری می‌شود. مرکز ملی هنر و فرهنگ ژرژ پمپیدو نیز میزبان موزه ملی هنر مدرن است. انجمن هنری مون پارناس نیز دارای موزه‌ای به نام موزه مون پارناس است. آثار هنری مربوط به دوره رنسانس و آثار هنری سبک امپرسیونیسم نیز در موزه‌های کلونی و اورسی نگهداری می‌شوند.
موزه تازه تأسیس کوا برانلی که در سال ۲۰۰۶ گشایش یافت نیز سومین موزه بزرگ پاریس بوده و آثاری از قاره‌های آفریقا، آسیا، اقیانوسیه و آمریکا را دارد.
همچنین برخی از مجموعه داران خصوصی، مانند کارتیه و لوی ویتون، در این شهر موزه تأسیس کرده‌اند.
علاوه بر موزه‌ها و ساختمان‌های مشهور، مکان‌هایی همچون کاباره‌ها، رستوران‌ها، هتل‌ها، پارک‌ها، باغ‌ها و کاخ‌های مشهور پاریسی نیز از جمله نقاط توریستی پاریس محسوب می‌شوند و سالانه میلیون‌ها توریست را از سراسر جهان به سمت خود جلب می‌کنند.

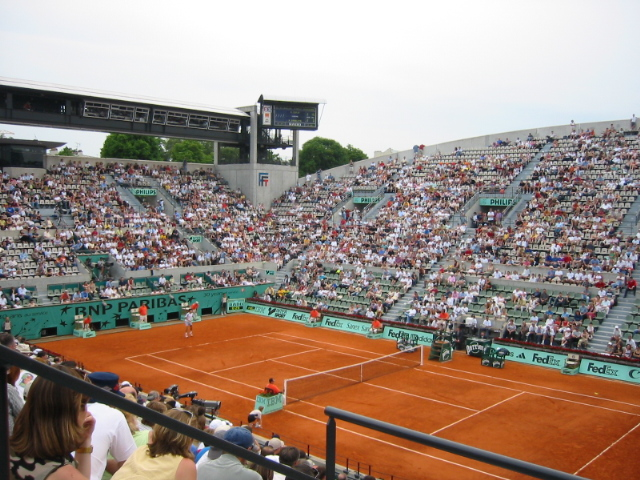
یکی از زمین‌های ورزشگاه رولاند گاروس طی برگزاری یک مسابقه تنیس

### ورزش
پاریس میزبان تیم فوتبال پاری سن ژرمن (Paris Saint-Germain FC)، تیم بسکتبال پاریس بسکت ریسینگ (Paris Basket Racing) و تیم راگبی استاد فرانسه (Stade Français) است.
ورزشگاه ۸۰٫۰۰۰ نفری و ۵ ستاره استاد دوفرانس نیز در پاریس قرار دارد. فینال مسابقات جام جهانی فوتبال ۱۹۹۸ و فینال مسابقات جام جهانی راگبی در سال ۲۰۰۷ در این ورزشگاه برگزار شده است. این ورزشگاه جهت انجام مسابقات فوتبال، راگبی و دو و میدانی مورد استفاده قرار می‌گیرد. این ورزشگاه سالانه میزبان بازی‌های خانگی تیم ملی فوتبال و راگبی فرانسه و همچنین بازی‌های باشگاهی این دو رشته است. همچنین فینال لیگ قهرمانان اروپا ۲۰۰۶ نیز میان دو تیم بارسلونا و آرسنال در ورزشگاه استاد دو فرانس برگزار شد.
پاریس میزبان بازی‌های المپیک تابستانی سال‌های ۱۹۰۰ و ۱۹۲۴ و جام‌های جهانی فوتبال ۱۹۳۸ و ۱۹۹۸ بوده است. همچنین مکان آغاز و پایان بزرگ‌ترین مسابقات دوچرخه‌سواری جهان یعنی تور دو فرانس در این شهر می‌باشد. همچنین سالانه مسابقات تنیس آزاد فرانسه (رولند گاروس) که یکی از ۴ گرانداسلم بزرگ تنیس در جهان است نیز در پاریس برگزار می‌شود. علاوه بر این مسابقات همچنین می‌توان از مسابقات بین‌المللی دو ماراتون پاریس، مسابقات تنیس مسترز پاریس، مسابقات اسبدوانی رپوبلیک و جام اسبدوانی گراند پریکس لارک تریومف نام برد.
مردم پاریس نیز به ورزش بسیار علاقه‌مند بوده و از امکانات ورزشی این شهر بهره می‌برند در پاریس هزاران مجموعه کوچک و بزرگ عمومی و خصوصی ورزشی وجود دارد که از آن جمله می‌توان به ۱۳۹ مجموعه ورزشی عمومی، ۳۷ استادیوم ورزشی، ۴۶ مجموعه زمین‌های تنیس و ۳۷ مجموعه استخر اشاره کرد. علاوه بر این ۲۰٫۰۰۰ دوچرخه نیز در ۱٫۴۵۱ ایستگاه در اختیار مردم قرار دارد. در مجموع در پاریس بیش از ۳۷۰ کیلومتر مسیر اختصاصی دوچرخه موجود است.
پاریس در سال ۲۰۲۴ میزبان المپیک تابستانی ۲۰۲۴ خواهد بود.

## روابط بین‌المللی
پاریس دارای یک شهر خواهر و تعدادی شهر شریک است.

### شهر خواهر
- رم، ایتالیا، از سال ۱۹۵۶ (Seule Paris est digne de Rome; seule Rome est digne de Paris / Solo Parigi è degna di Roma; Solo Roma è degna di Parigi / "تنها پاریس شایسته رم است؛ تنها رم شایسته پاریس است").[۱۰۳]

### شهرهای شریک
| - الجزیره، الجزایر، از سال ۲۰۰۳. - امان، اردن، از سال ۱۹۸۷. - آتن، یونان، از سال ۲۰۰۰. - پکن، چین، از سال ۱۹۹۷. - بیروت، لبنان، از سال ۱۹۹۲. - برلین، آلمان، از سال ۱۹۸۷. - بوئنوس آیرس، آرژانتین، از سال ۱۹۹۹. - قاهره، مصر، از سال ۱۹۸۵. - کازابلانکا، مراکش، از سال ۲۰۰۴. - شیکاگو، ایالات متحده آمریکا، از سال ۱۹۹۶. - کپنهاگ، دانمارک، از سال ۲۰۰۵. - ژنو، سویس، از سال ۲۰۰۲. - جاکارتا، اندونزی، از سال ۱۹۹۵. - کیوتو، ژاپن، از سال ۱۹۸۵. - لیسبون، پرتقال، از سال ۱۹۹۸. - لندن، بریتانیا، از سال ۲۰۰۱. - مادرید، اسپانیا، ازسال ۲۰۰۰. - مکزیکوسیتی، مکزیک، از سال ۱۹۹۹. - مونترال، کانادا، از سال ۲۰۰۶. - مسکو، روسیه، از سال ۱۹۹۲. | - پورتو الگره، برزیل، از سال ۲۰۰۱. - پراگ، جمهوری چک، از سال ۱۹۹۷. - کبک، کانادا، از سال ۲۰۰۳. - رباط، مراکش، از سال ۲۰۰۴. - ریاض، عربستان سعودی، از سال ۱۹۹۷. - سن پترزبورگ، روسیه، از سال ۱۹۹۷. - صنعا، یمن، از سال ۱۹۸۷. - سانفرانسیسکو، ایالات متحده آمریکا، از سال ۱۹۹۶. - سانتیاگو، شیلی از سال ۱۹۹۷. - سائو پائولو، برزیل، از سال ۲۰۰۴. - سئول، کره جنوبی، از سال ۱۹۹۱. - صوفیه، بلغارستان، از سال ۱۹۹۸. - سیدنی، استرالیا، از سال ۱۹۹۸. - تفلیس، گرجستان، از سال ۱۹۹۷. - توکیو، ژاپن، از سال ۱۹۹۸. - تونس، تونس، از سال ۲۰۰۴. - ورشو، لهستان، از سال ۱۹۹۹. - واشینگتن دی‌سی، ایالات متحده آمریکا، از سال ۲۰۰۰. - ایروان، ارمنستان، از سال ۱۹۹۸. - تهران، ایران، از سال ۱۹۵۰. |

## آثار دیدنی
- برج ایفل (فرانسه: La Tour Eiffel) «با حدود ۶٫۵ میلیون نفر بازدیدکننده در سال»[۹۵]
- دیزنی‌لند پاریس (فرانسه:Disneyland Paris) «با حدود ۱۴٫۷ میلیون نفر بازدیدکننده در سال»
- موزه لوور (فرانسه: Musée du Louvre) «با حدود ۸ میلیون نفر بازدیدکننده در سال»
- موزه اورسی (فرانسه: Musée d'Orsay) «با حدود ۳ میلیون نفر بازدیدکننده در سال»[۱۰۴]
- کلیسای نوتردام (فرانسه: La Cathédrale Notre Dame)«با حدود ۱۳ میلیون نفر بازدیدکننده در سال»[۱۰۵]
- کلیسای سکره کر (فرانسه: Sacré Coeur) «با حدود ۱۲ میلیون بازدیدکننده در سال»
- خیابان شانز الیزه (فرانسه:Avenue des Champs Elysées)
- کاخ ورسای (فرانسه: Château de Versailles)
- معبد پانتئون (فرانسه: Panthéon)
- باغ تویلری (فرانسه: Jardin des Tuileries)
- باغ گیاهان (فرانسه: Jardin des Plantes)
- باغ لوکزامبورگ (فرانسه: Jardin de Luxembourg)
- مرکز ملی هنر و فرهنگ ژرژ پمپیدو (فرانسه: Centre national d'art et de culture Georges-Pompidou)
- گورستان پرلاشز (فرانسه:Cimetière du Père Lachaise)
- تاق نصرت تریومف (فرانسه: Arc de Triomphe)
- تاق نصرت عظیم دفانس (فرانسه: Grande Arche de la Défence)
- عمارت انولید (فرانسه: Hôtel des Invalides)
- میدان کنکورد (فرانسه: Place de la Concorde)
- کتابخانه ملی فرانسه (فرانسه: La Bibliothèque Nationalle)
- کاخ الیزه (فرانسه: Palais de l'Élysée)
- خیابان ریولی (فرانسه: Rue de Rivoli)
- دانشگاه سوربن (فرانسه: La Sorbonne)
- کاخ انستیتو یا عمارت فرهنگستان فرانسه
- اپرا گارنیه (فرانسه: Opéra Gargnier)
- کلیسای مادلن (فرانسه: Église de la Madeleine)
- قلعه ونسن (فرانسه: Château de Vincennes)
- قلعه کنسیرژری (فرانسه: La Conciergerie)
- مدرسه عالی ملی هنرهای زیبای پاریس (فرانسه: École nationale supérieure des Beaux-Arts)
- کاخ شایو (فرانسه: Palais de Chaillot)
- عمارت گراند پله (فرانسه: Grand Palais)
- عمارت پتیت پله (فرانسه: Petit Palais)
- برج مون پارناس (فرانسه: Tour Montparnasse)
- میدان وندوم (فرانسه: Place Vendôme)
- پل الکساندر سوم (فرانسه: Pont Alexandre III)
- مسجد پاریس (فرانسه: Grande Mosquée de Paris)
- پاریس پلاژ (فرانسه:Paris Plage)
- خیابان کاردینال دو بوآ (فرانسه: La Rue De Cardinal De Bois)
- ورزشگاه استاد دو فرانس (فرانسه: Stade de France)
- بلوار سن ژرمن (فرانسه: Boulevard Saint-Germain)
- عمارت مجلس ملی فرانسه یا کاخ بوربون (فرانسه: L'Assemblée Nationale)
- هتل دویل یا سالن شهر (فرانسه: L'hôtel De Ville یا Salle De Ville)
- هتل ریتز (فرانسه: L'hôtel Ritz)

## نگارخانه

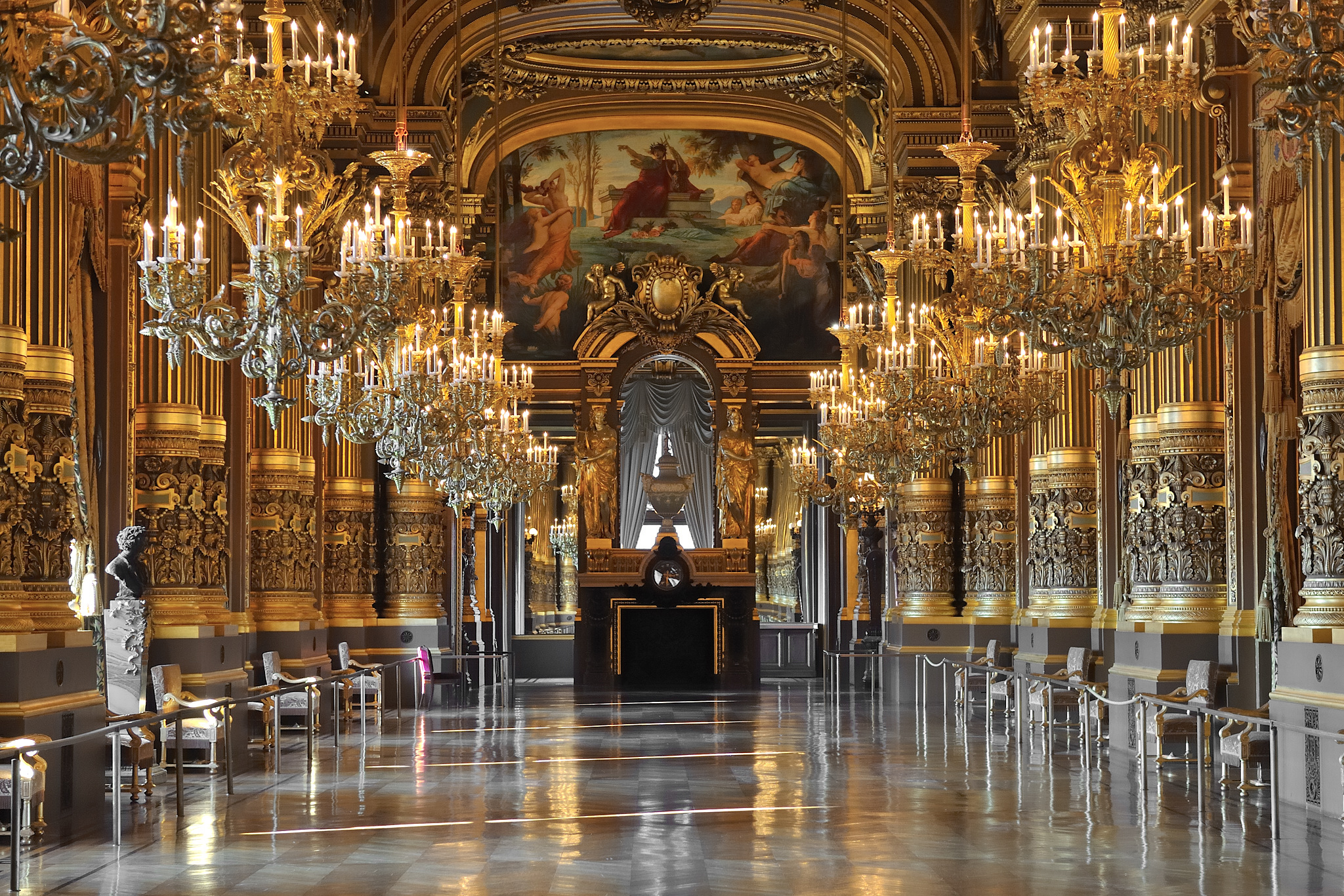
سالن انتظار اپرا گارنیه
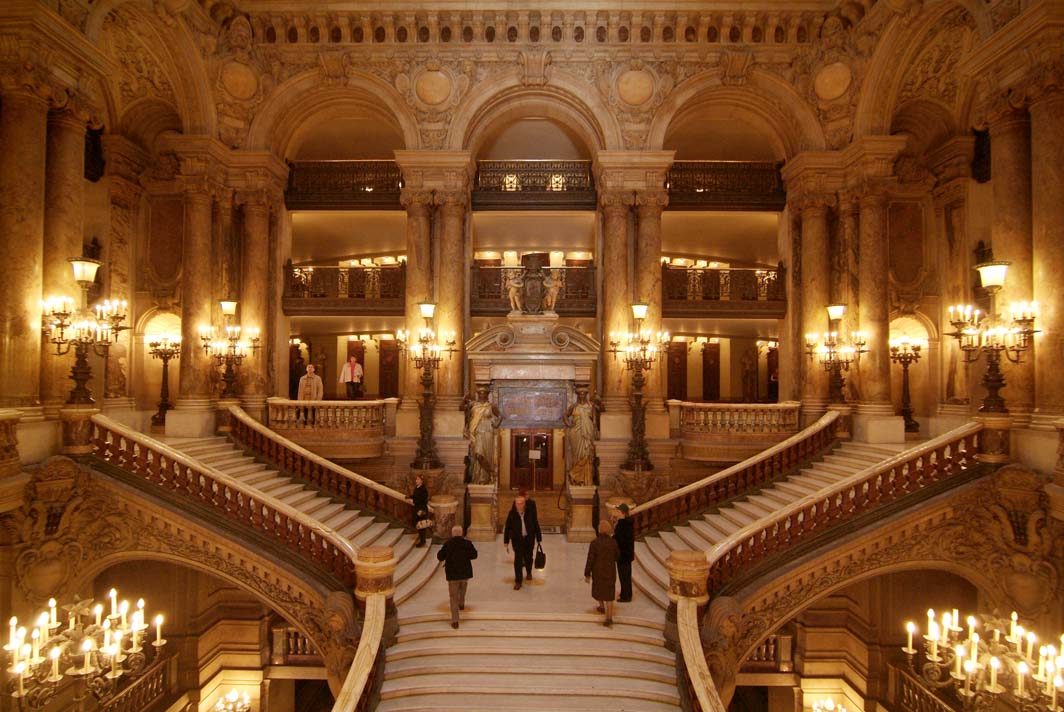
راه‌پله اپرا گارنیه پاریس
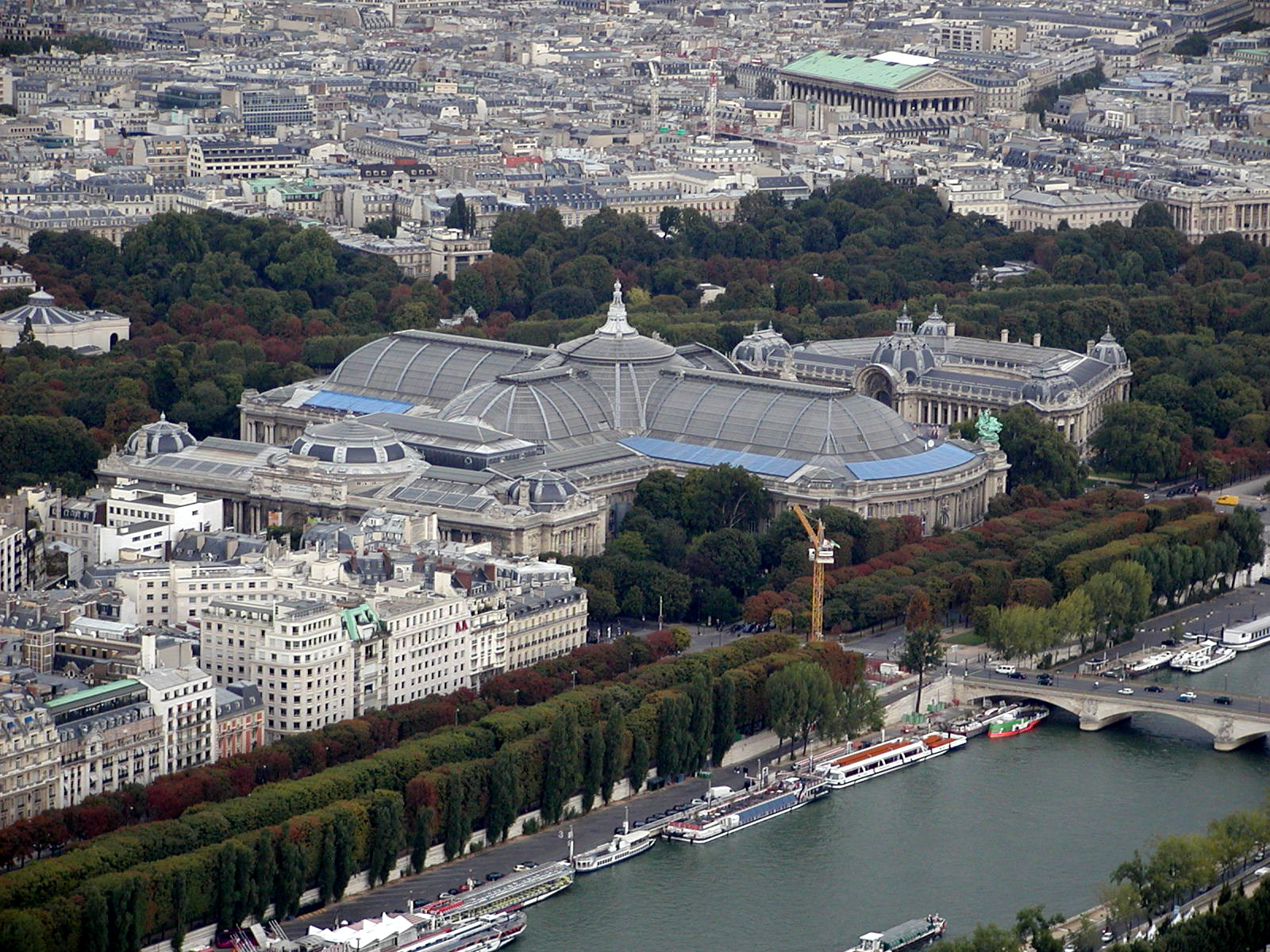
گراند پله و پتیت پله
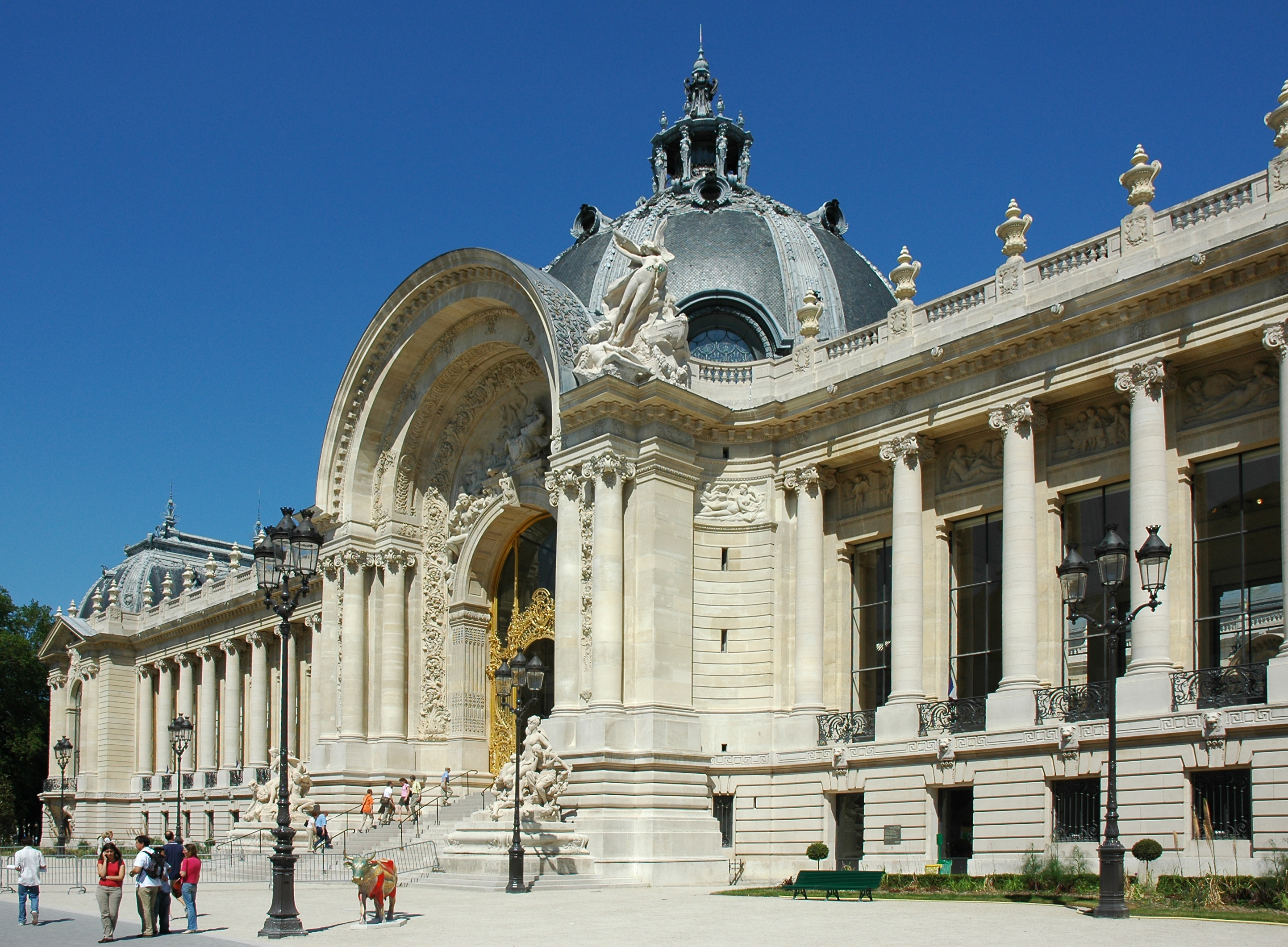
پتیت پله
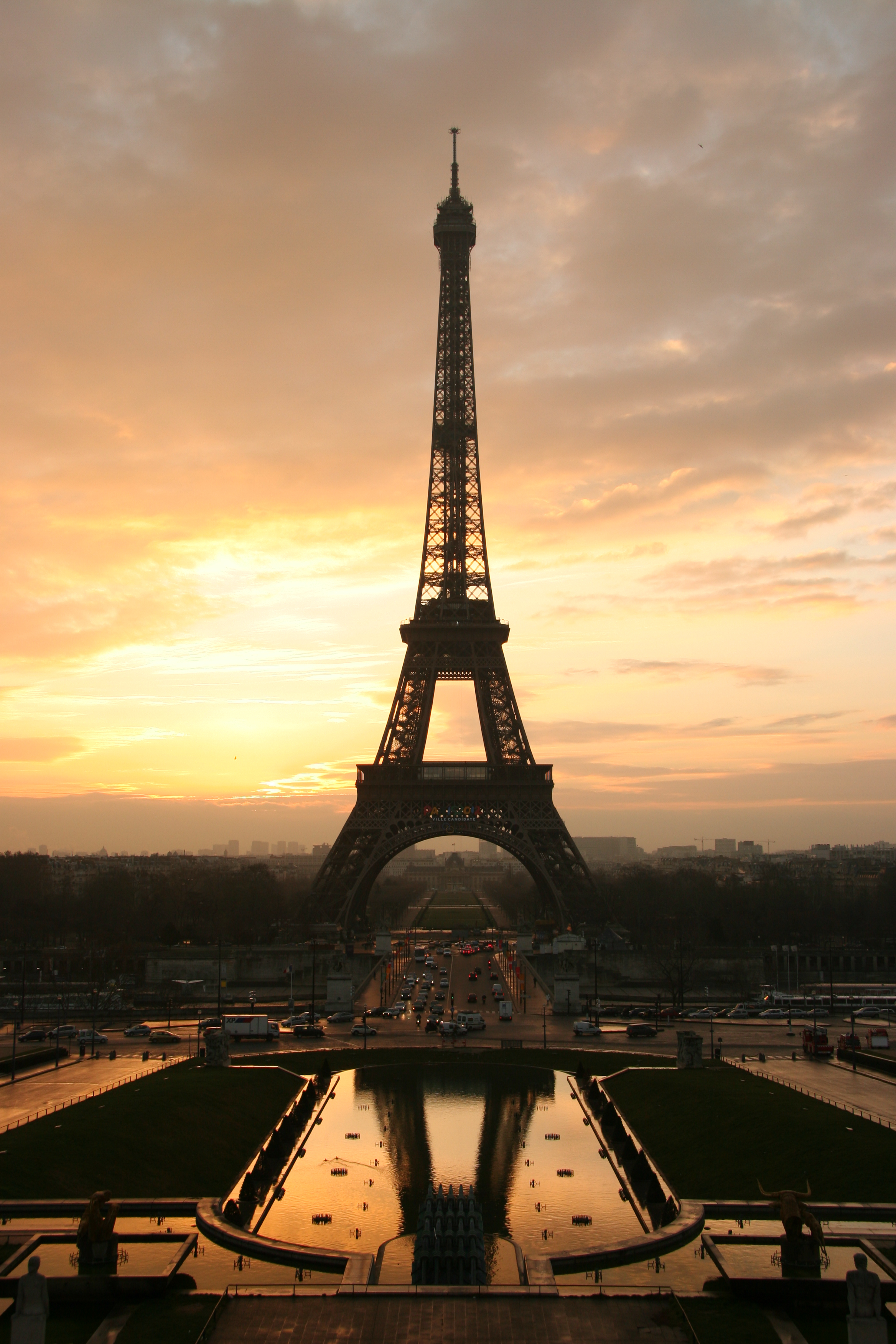
برج ایفل
تاق پیروزی (تریومف)
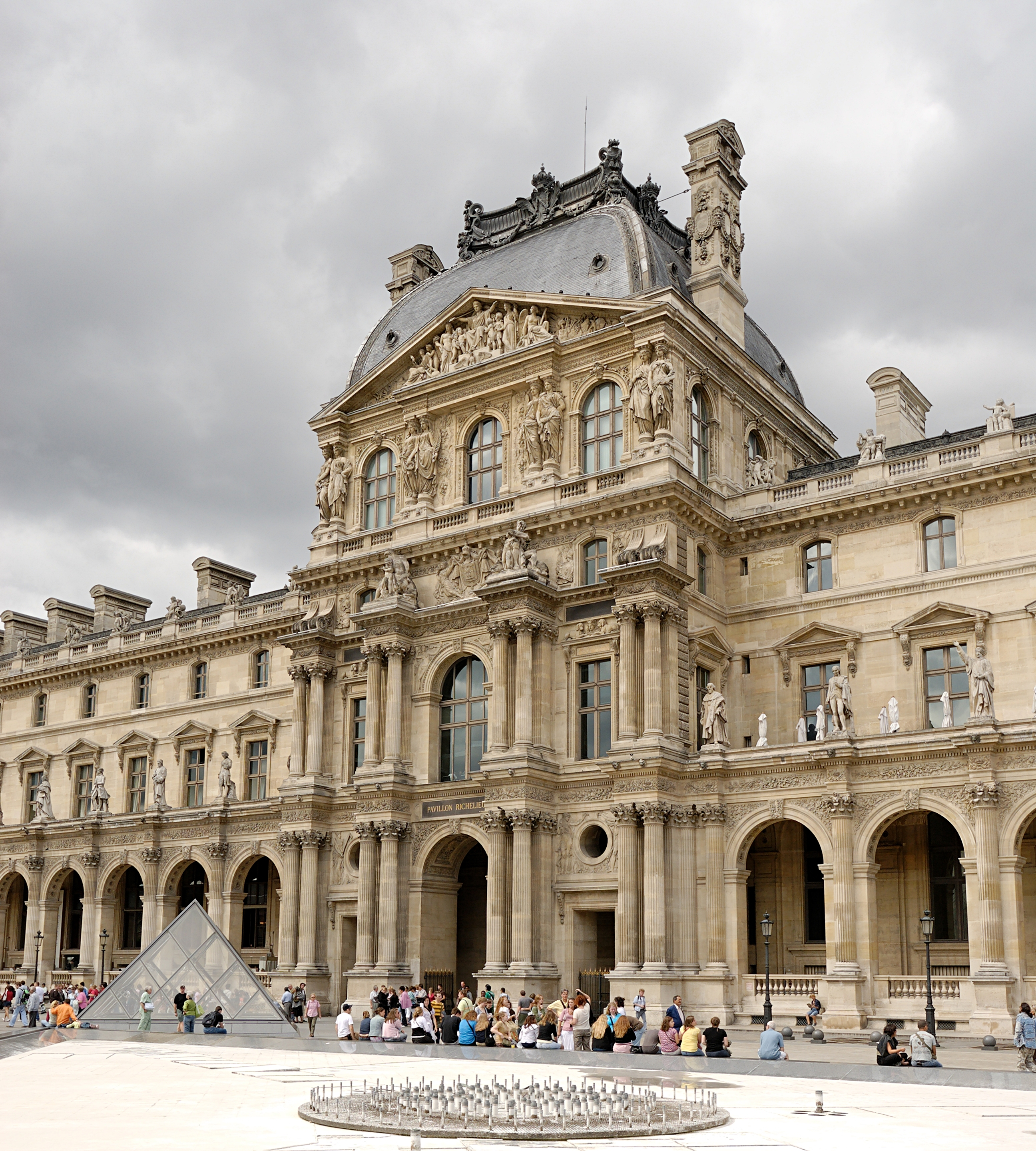
موزه لوور
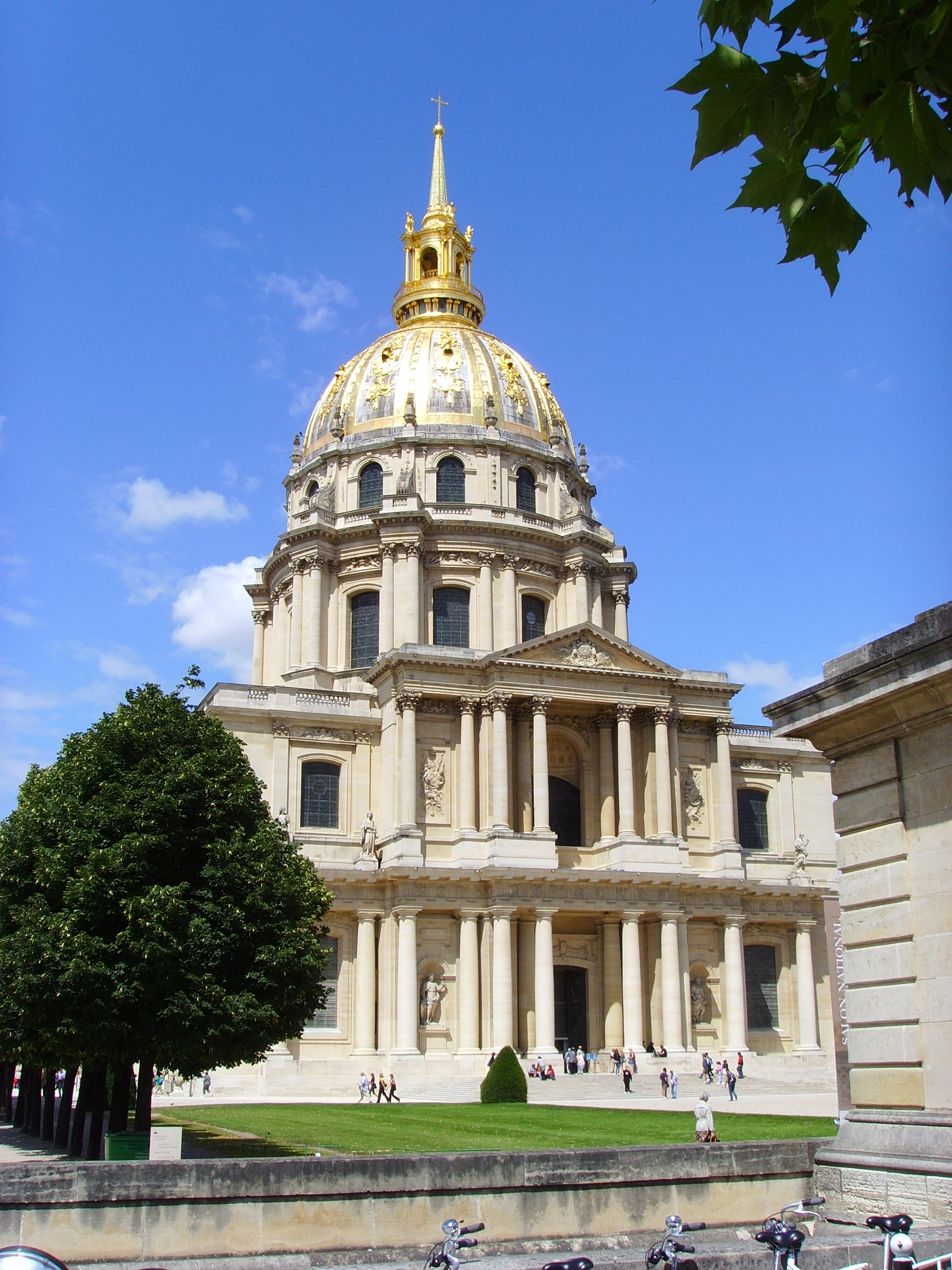
انولید
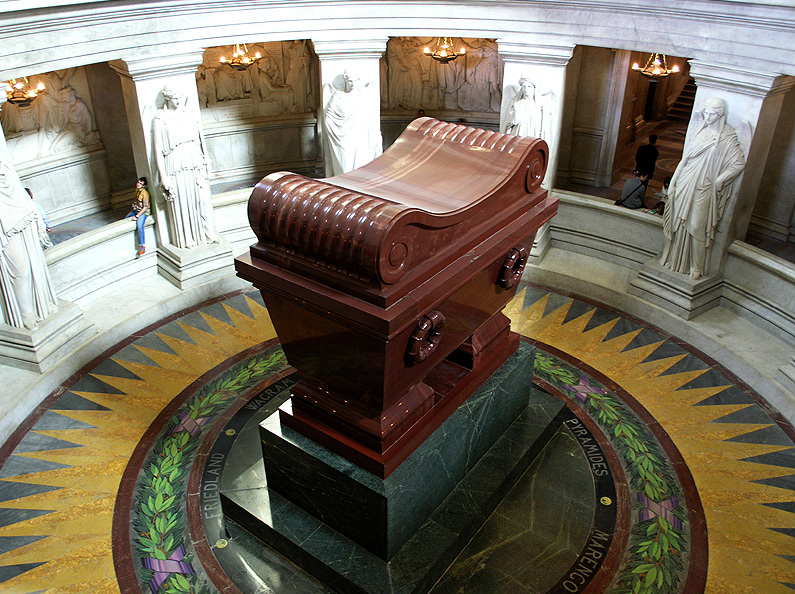
مقبره ناپلئون واقع در انولید
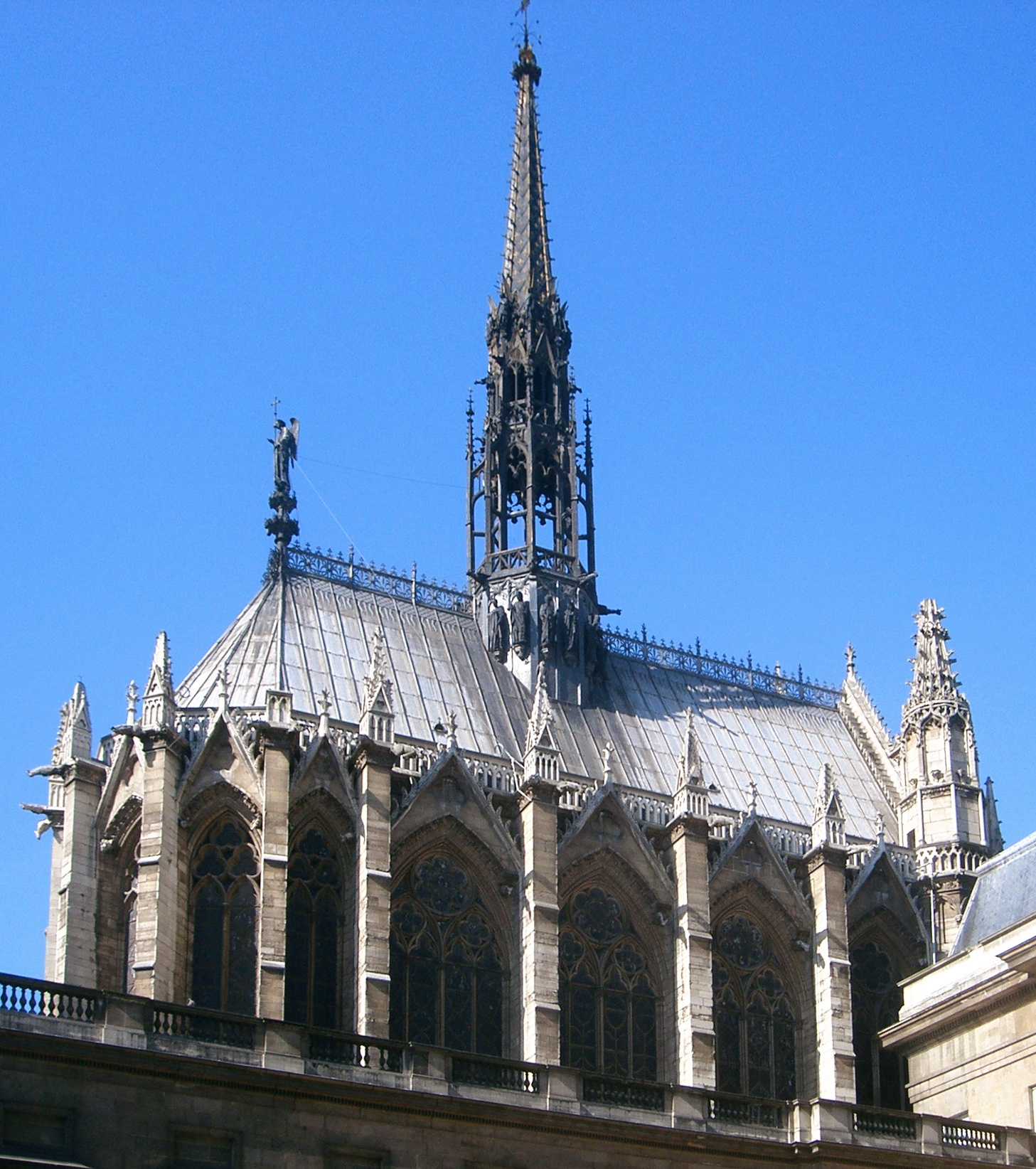
کلیسای سن شاپل
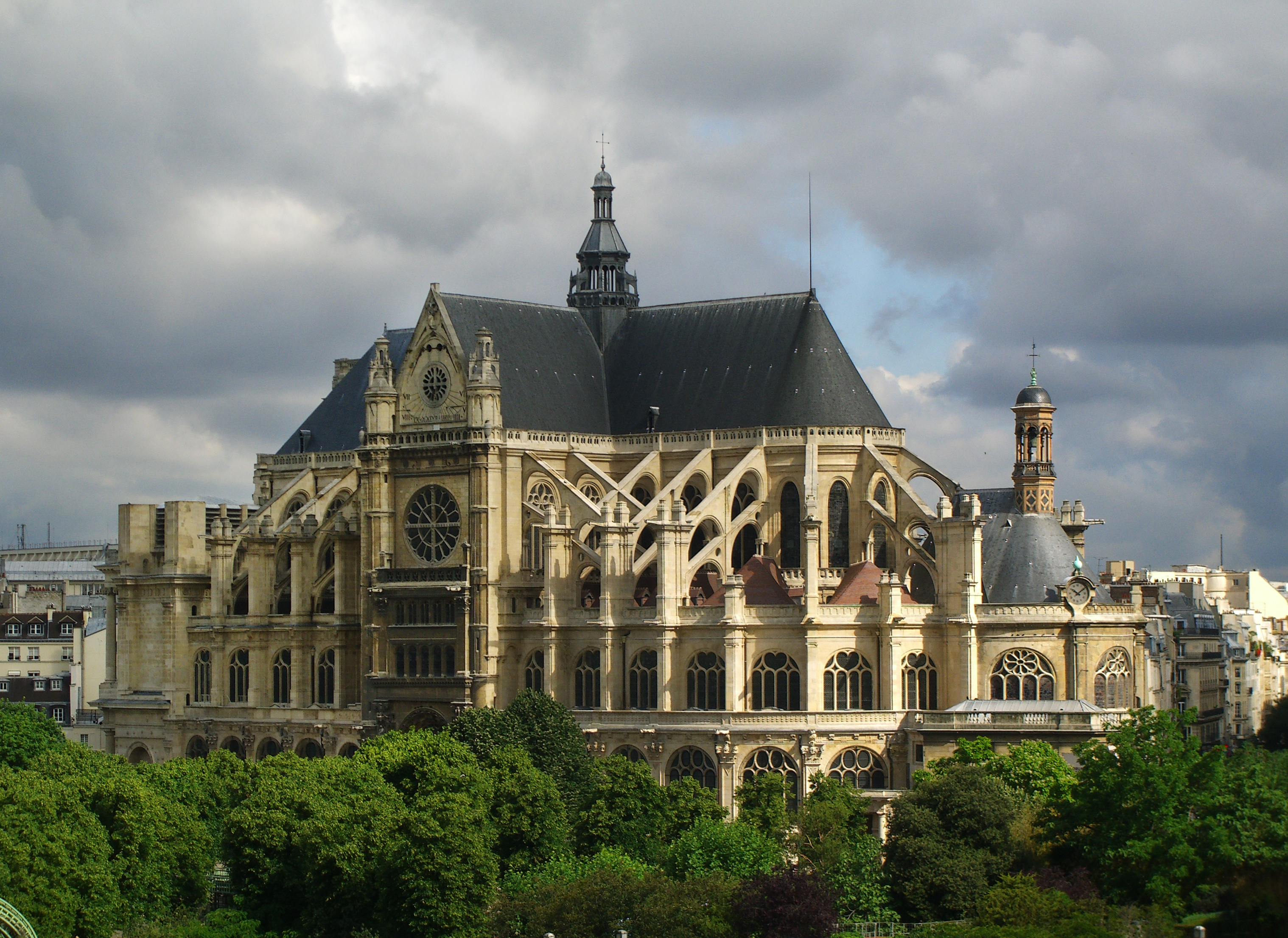
کلیسای سن اوستاش
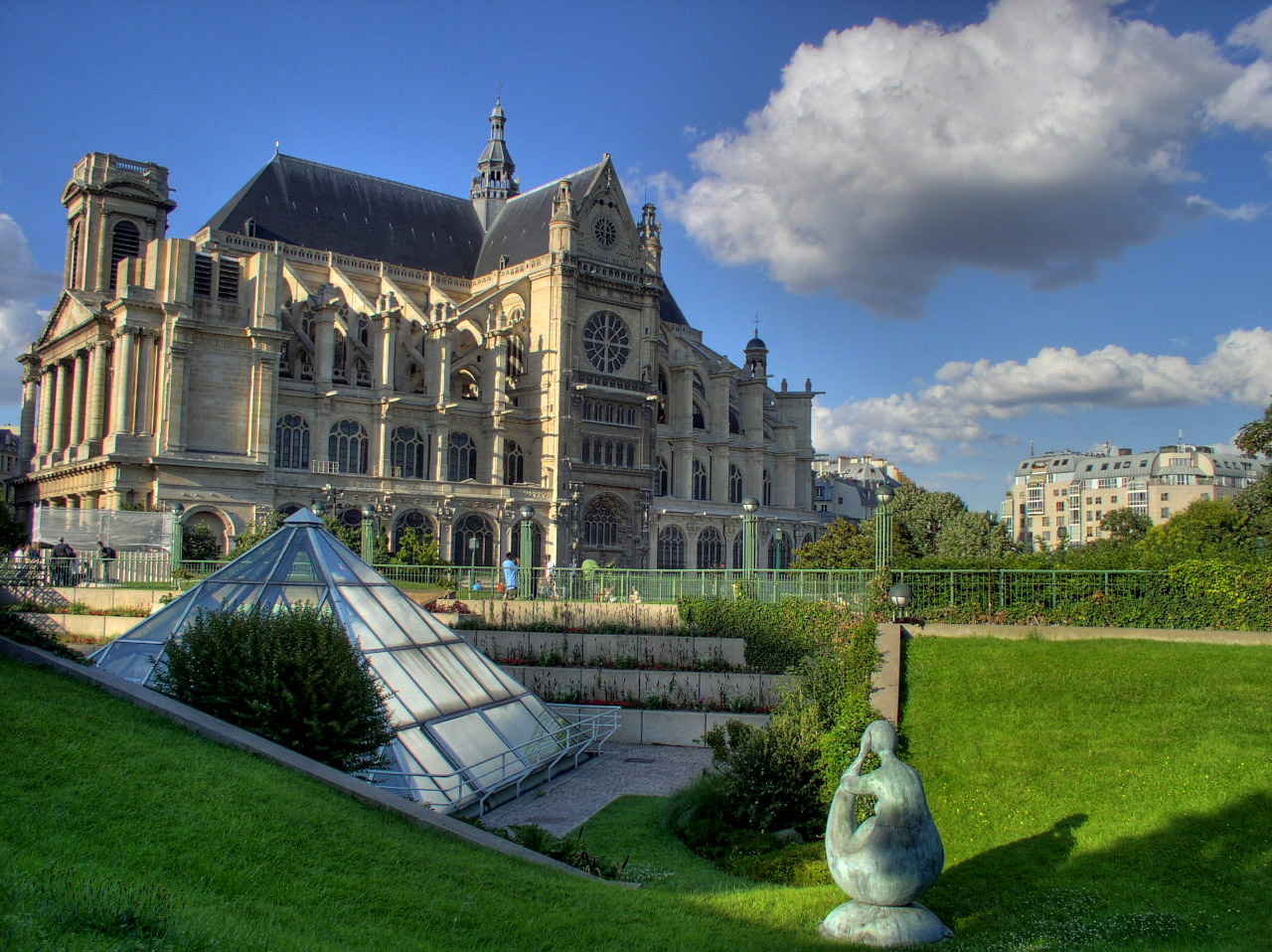
نمایی دیگر از کلیسای سن اوستاش
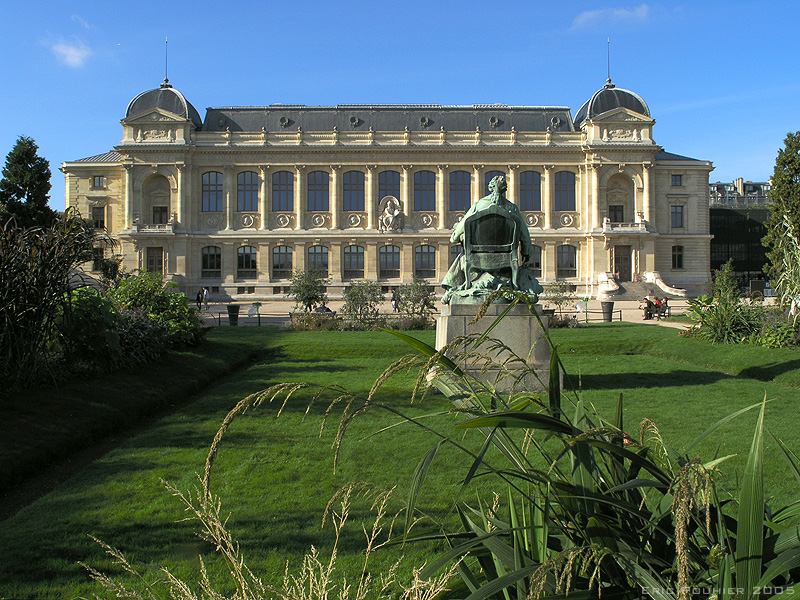
موزه تاریخ طبیعی پاریس یا کاخ گیاهان
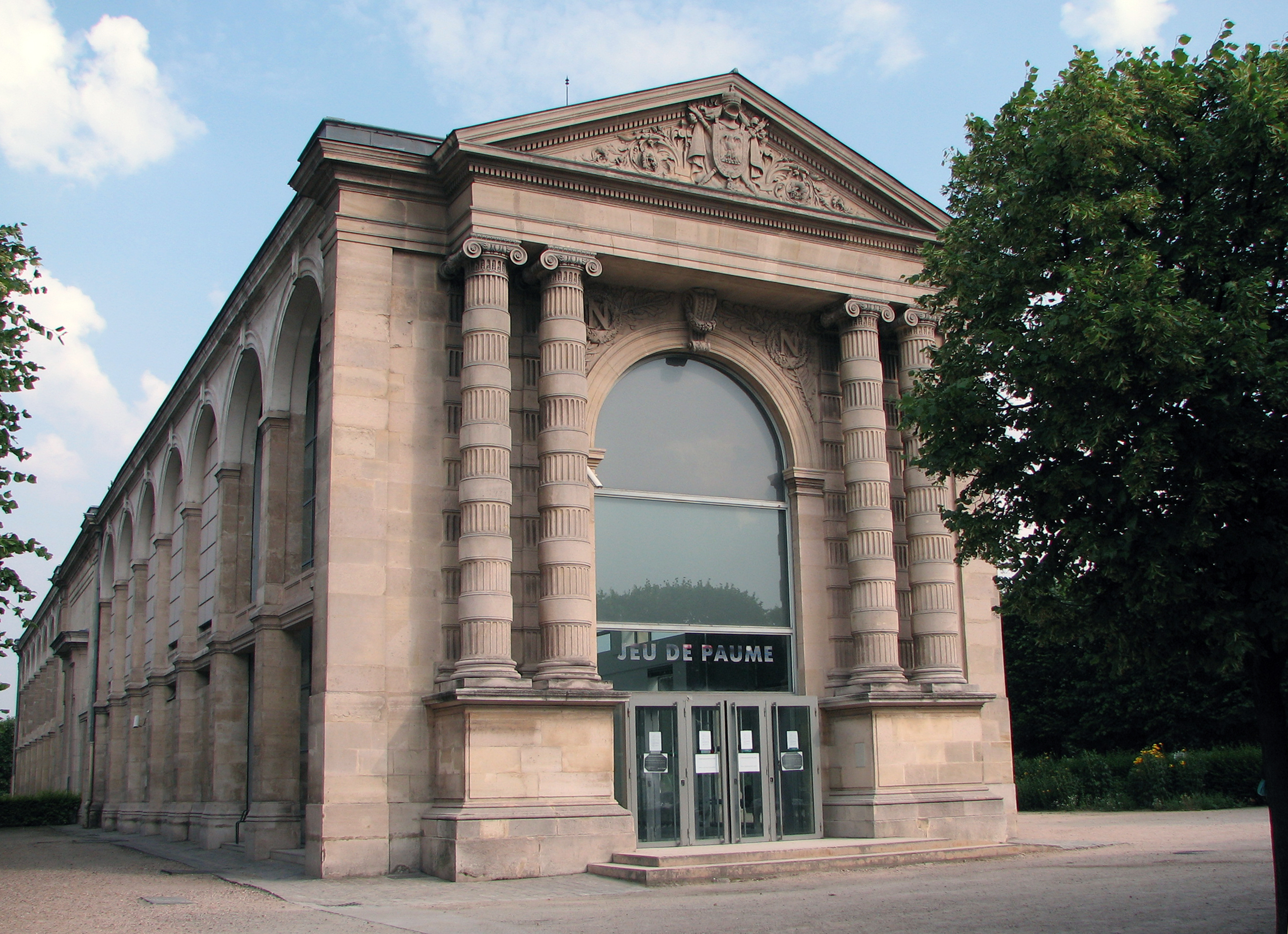
نگارخانه ملی هنر ژو دو پوم
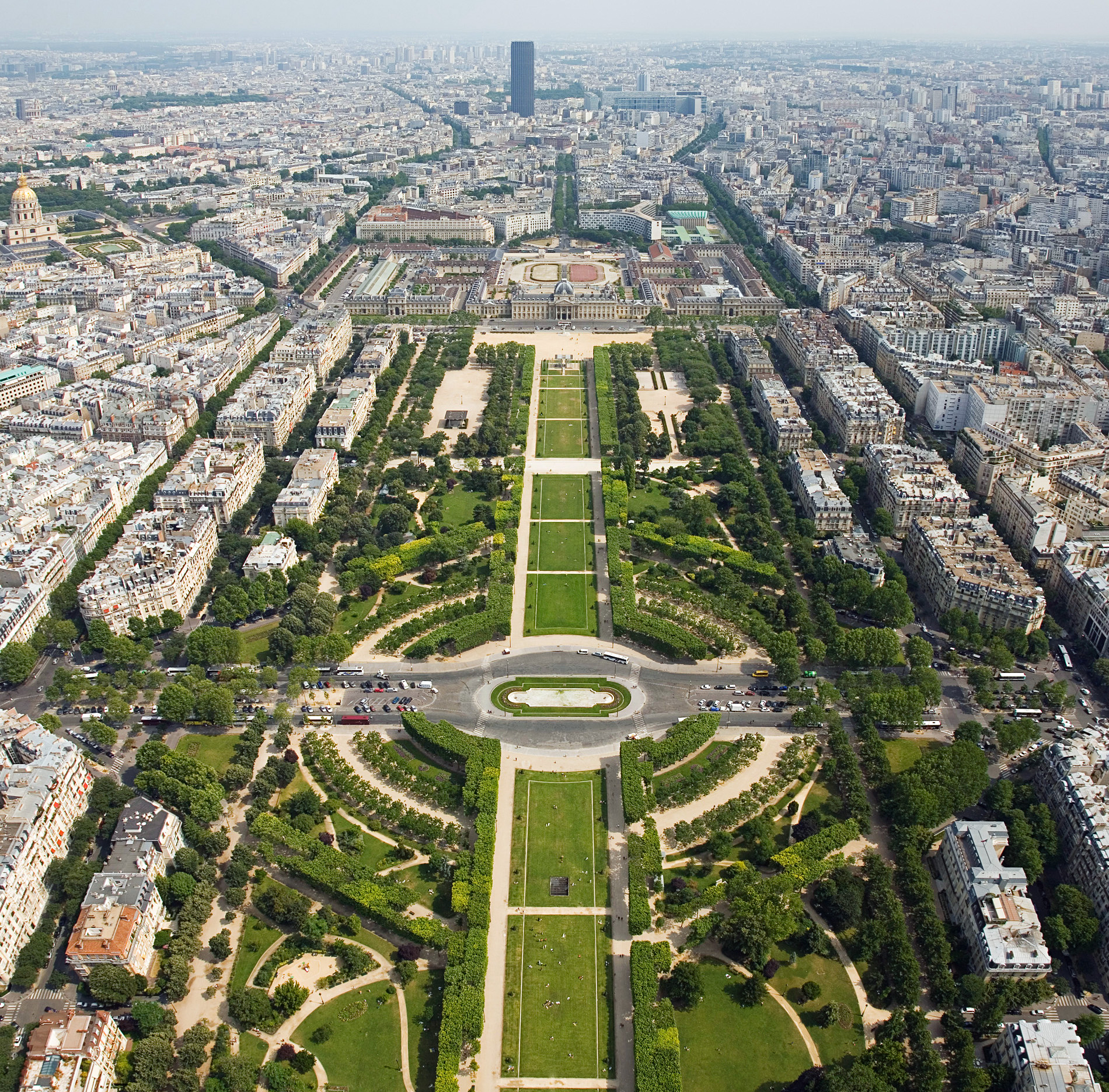
میدان شان دو مارس از فراز برج ایفل
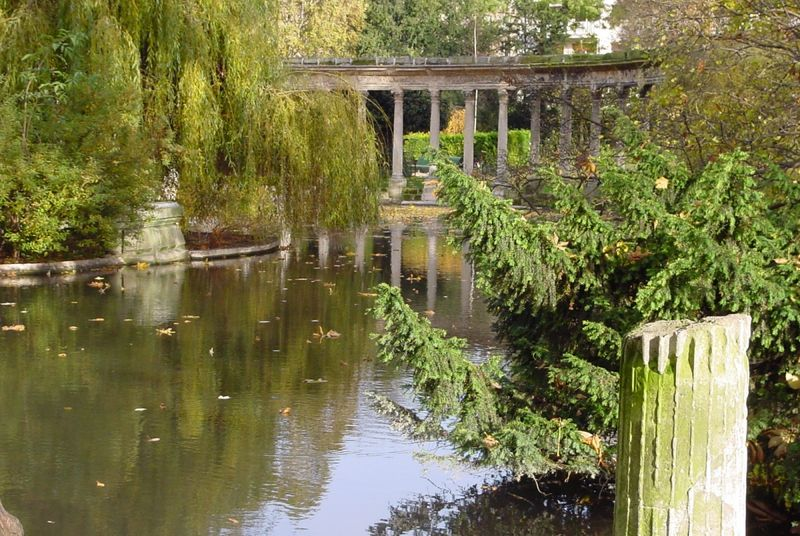
پارک مونسو
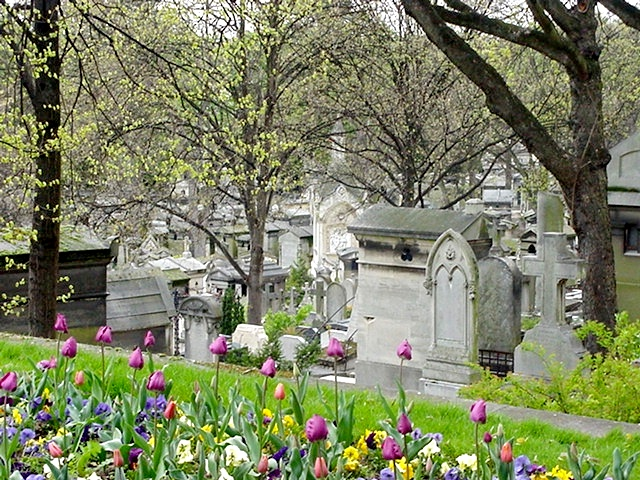
گورستان پر لاشز
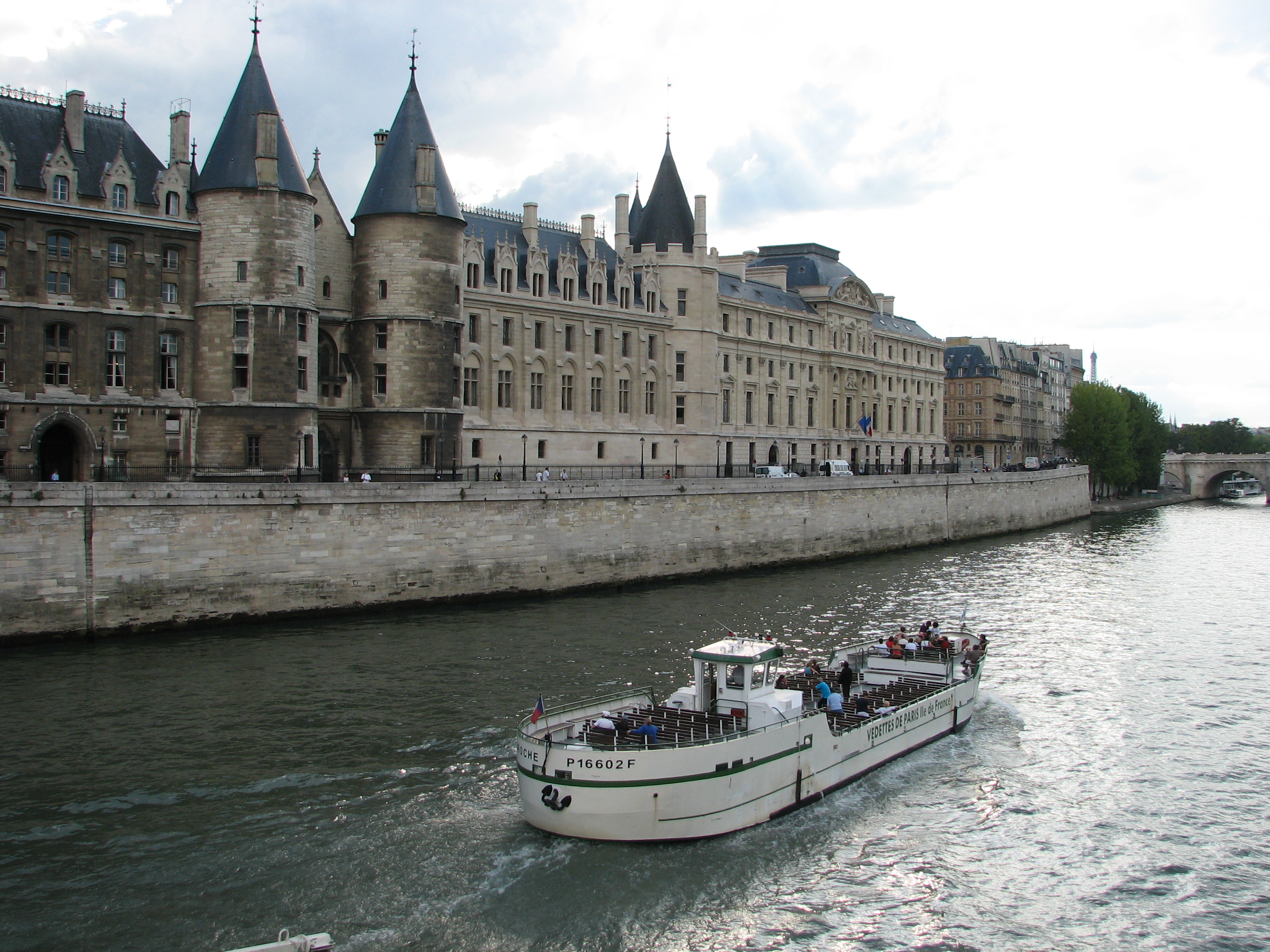
قلعه کونسیرژری
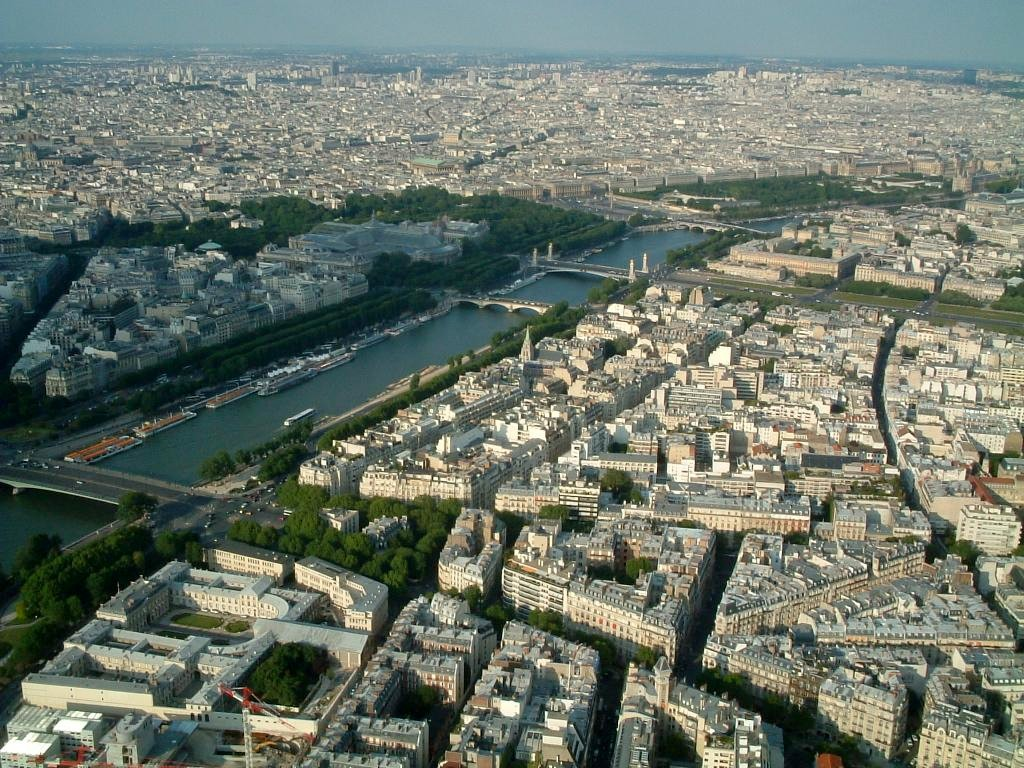
نمایی از رود سن از فراز برج ایفل
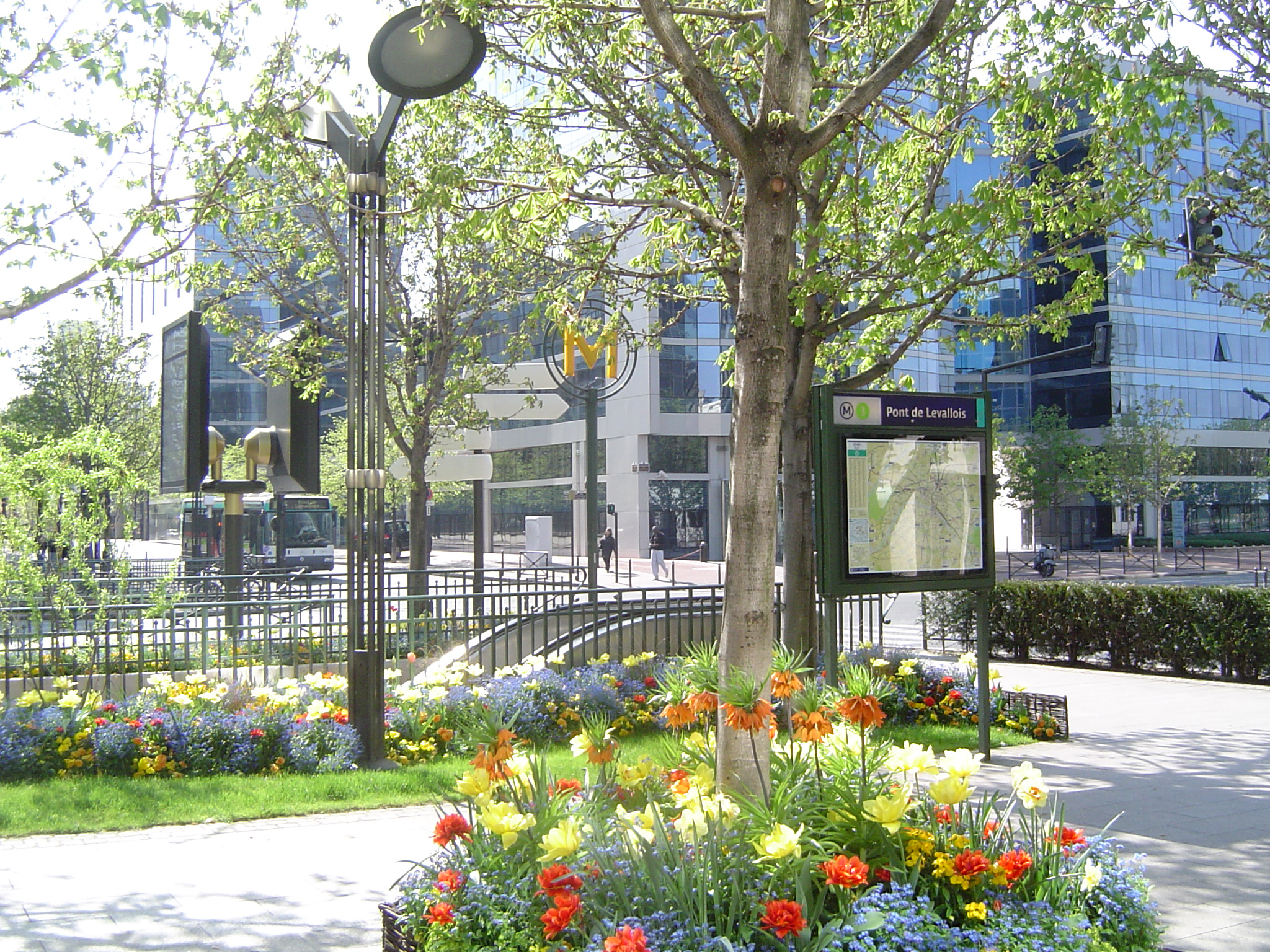
ورودیه ایستگاه متروی پل لوالوآ
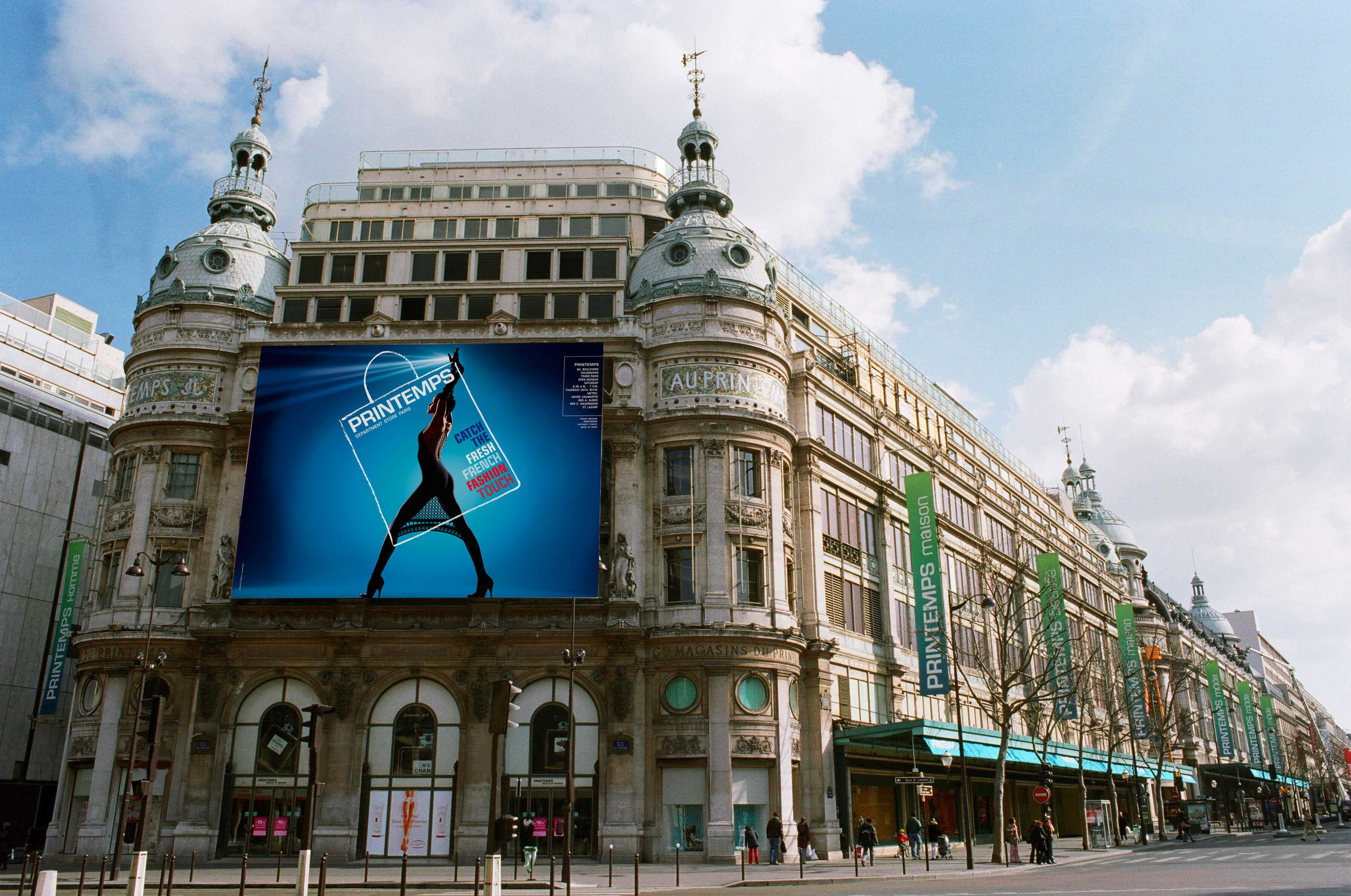
فروشگاه زنجیره‌ای پرنتام واقع در محله اپرا
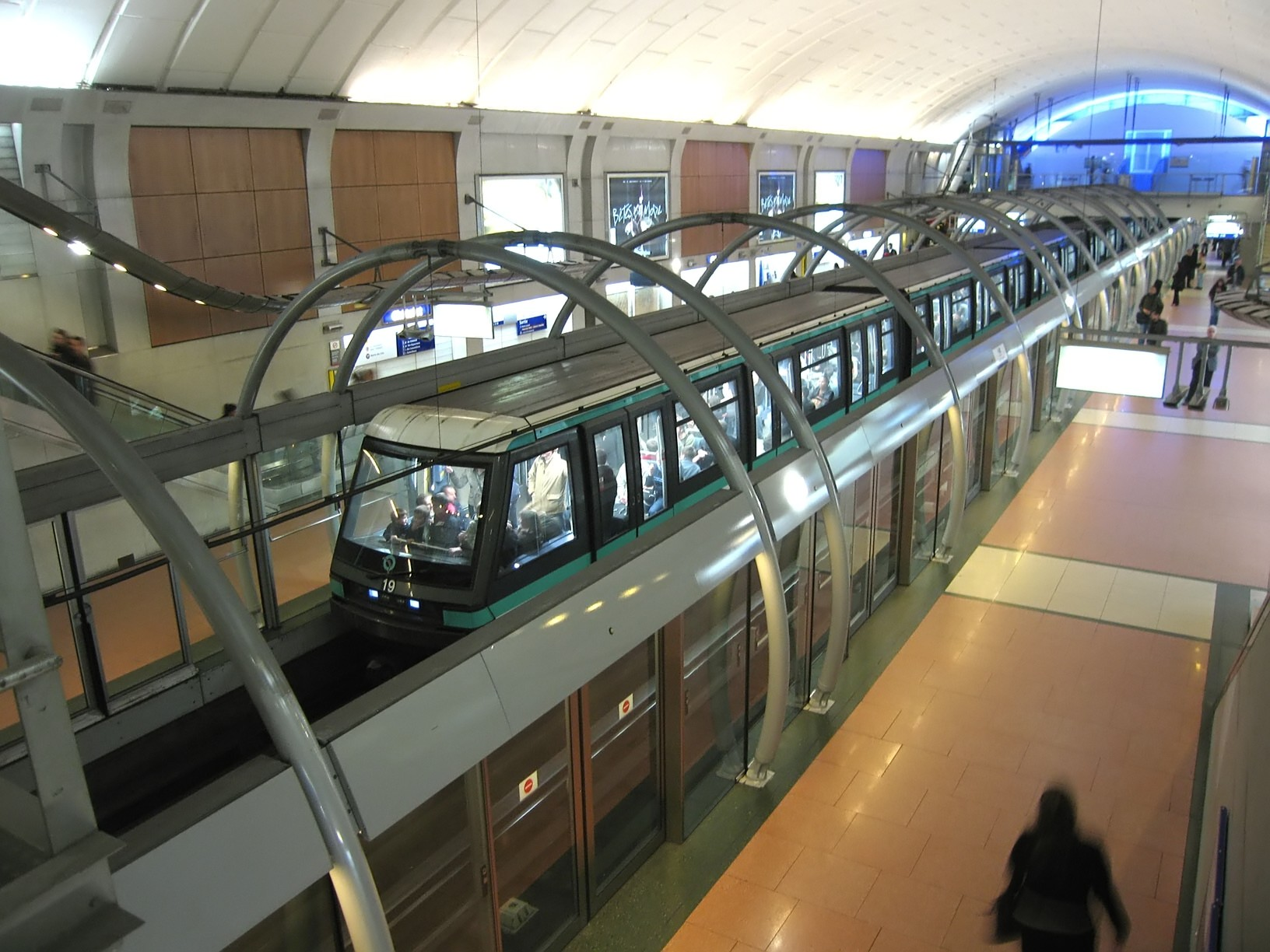
ایستگاه شاتل، خط ۱۴ متروی پاریس
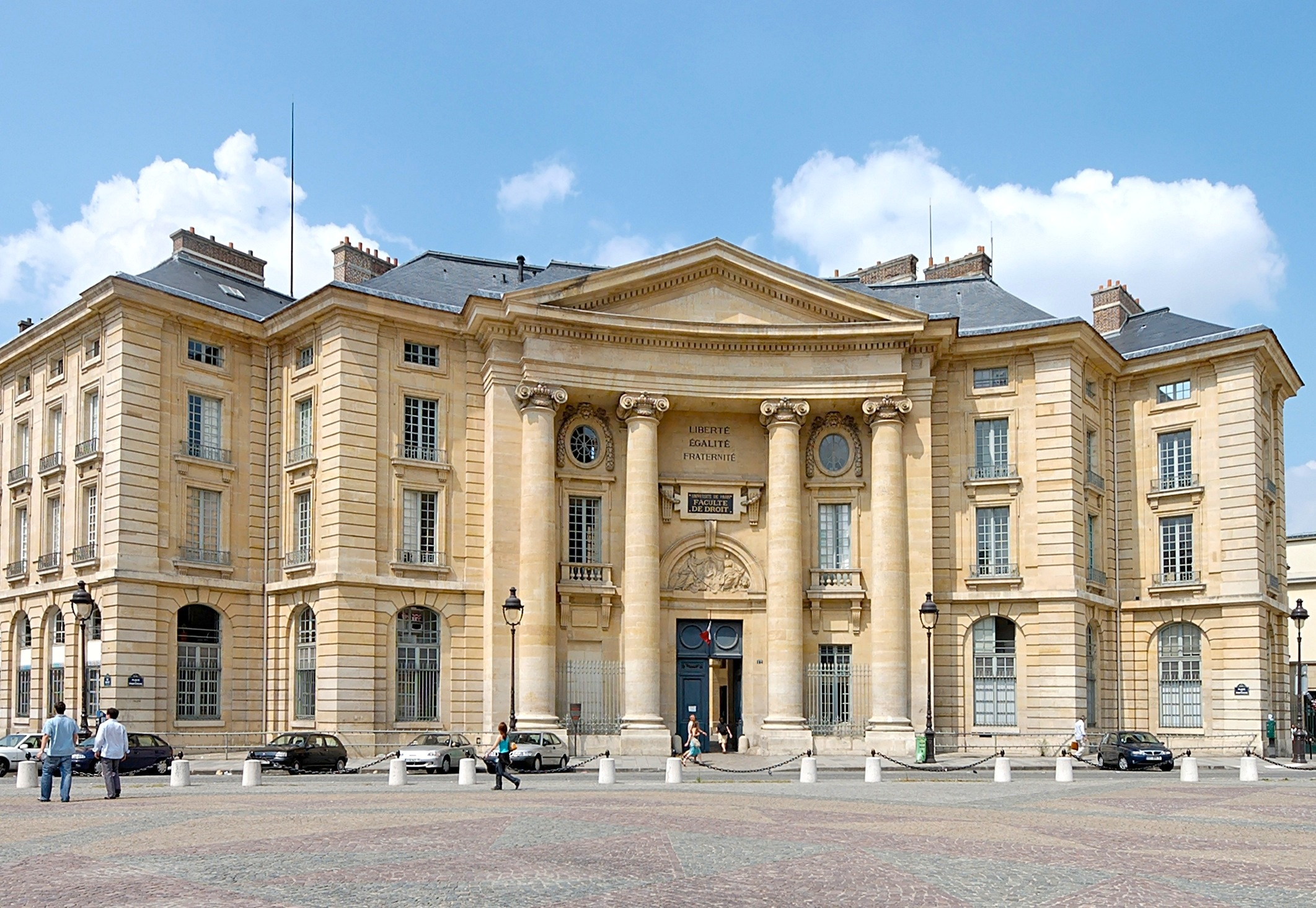
دانشگاه پاریس ۱ یا پانتئون سوربن
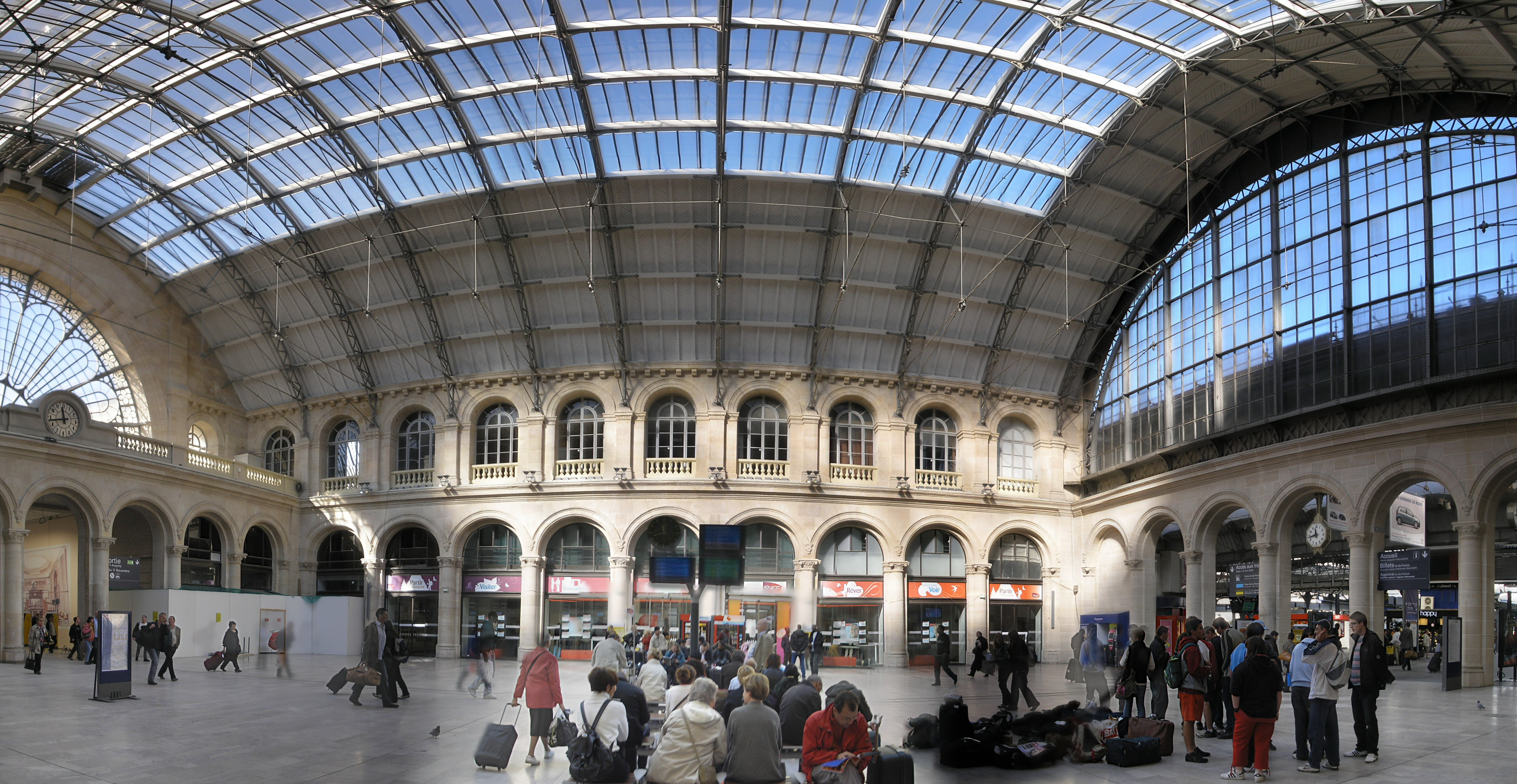
ایستگاه قطار شرق پاریس(گار دو لست)
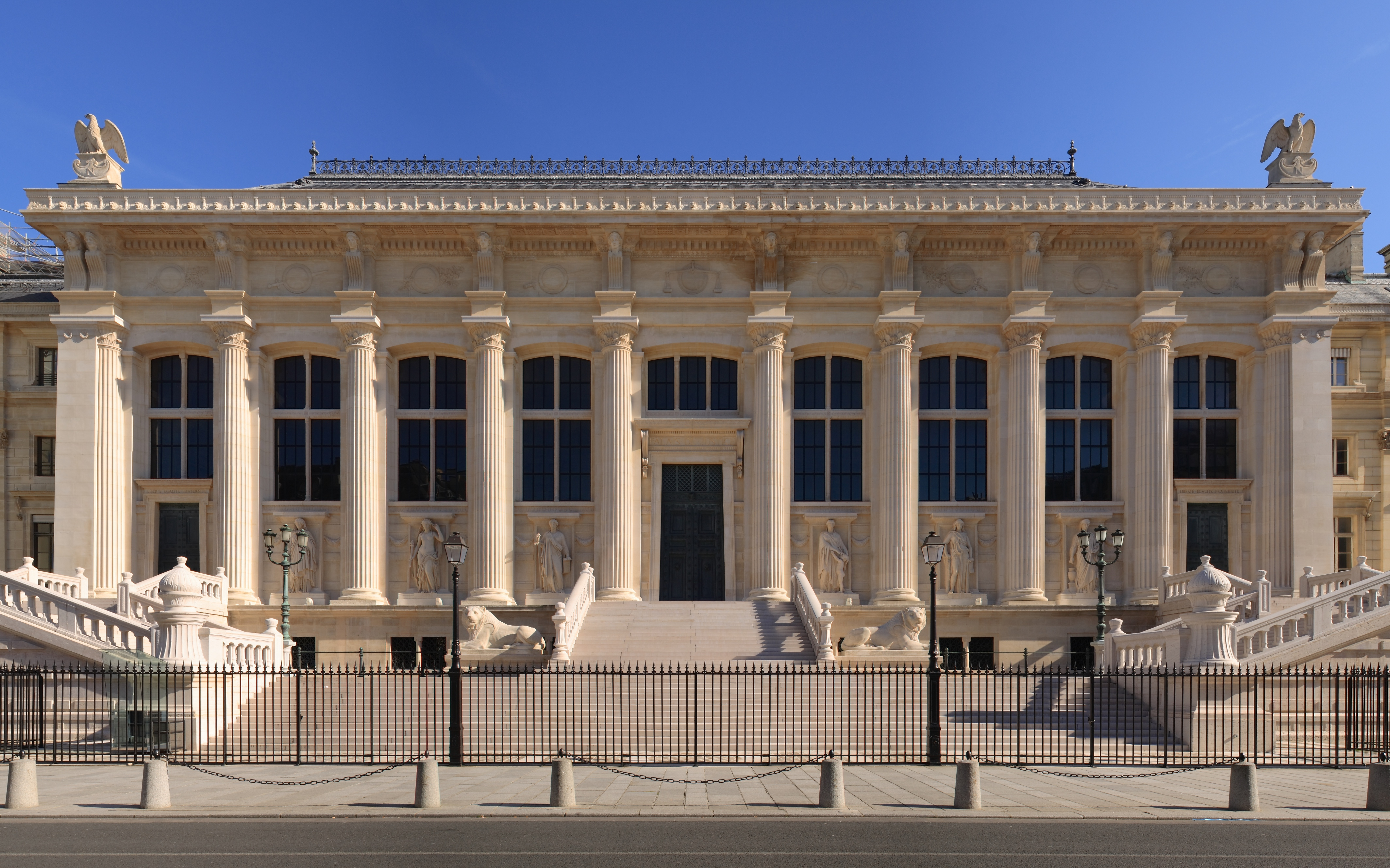
کاخ دادگستری (کاخ ژوستیس)
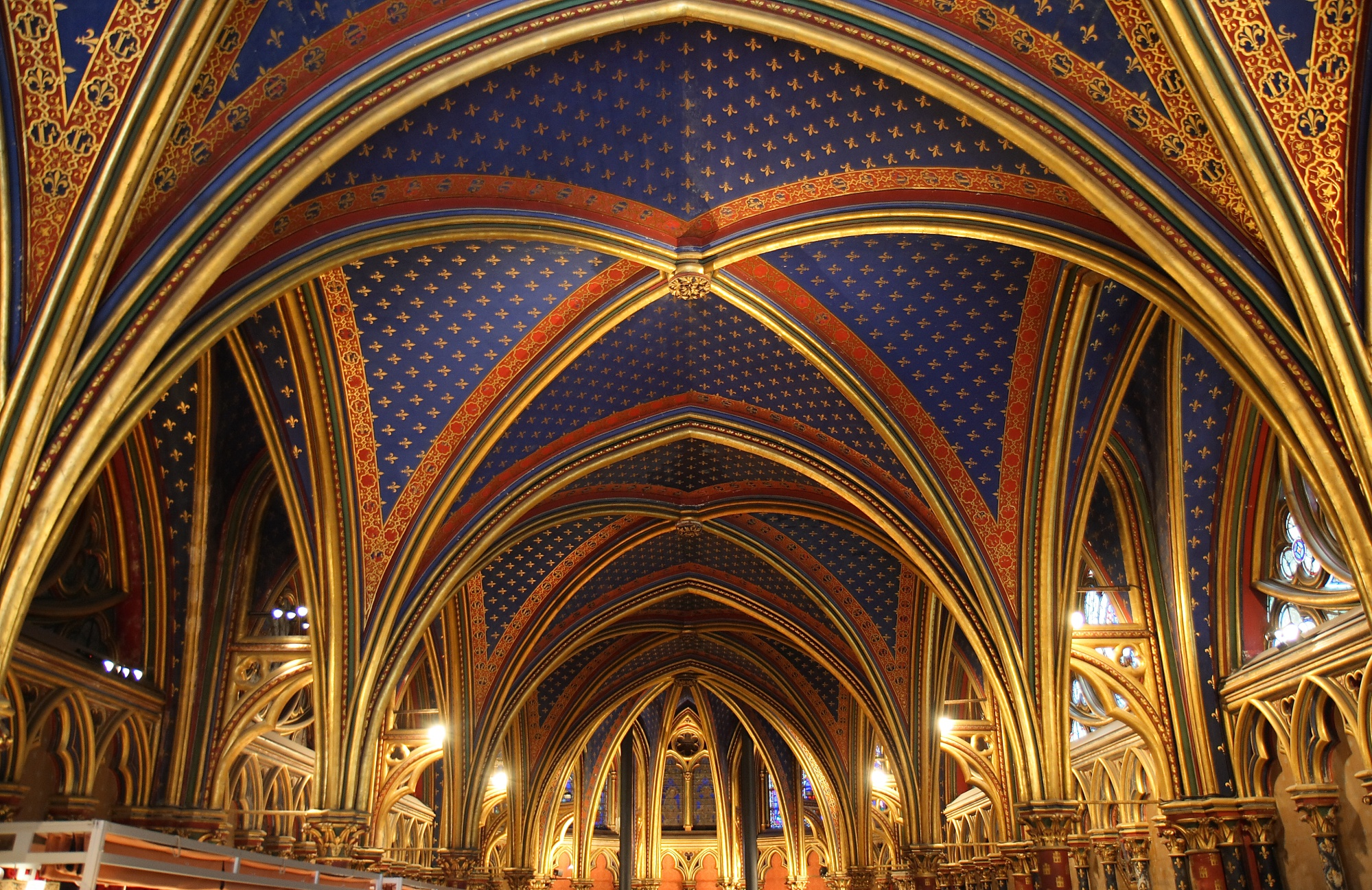
داخل کلیسای سن چاپل
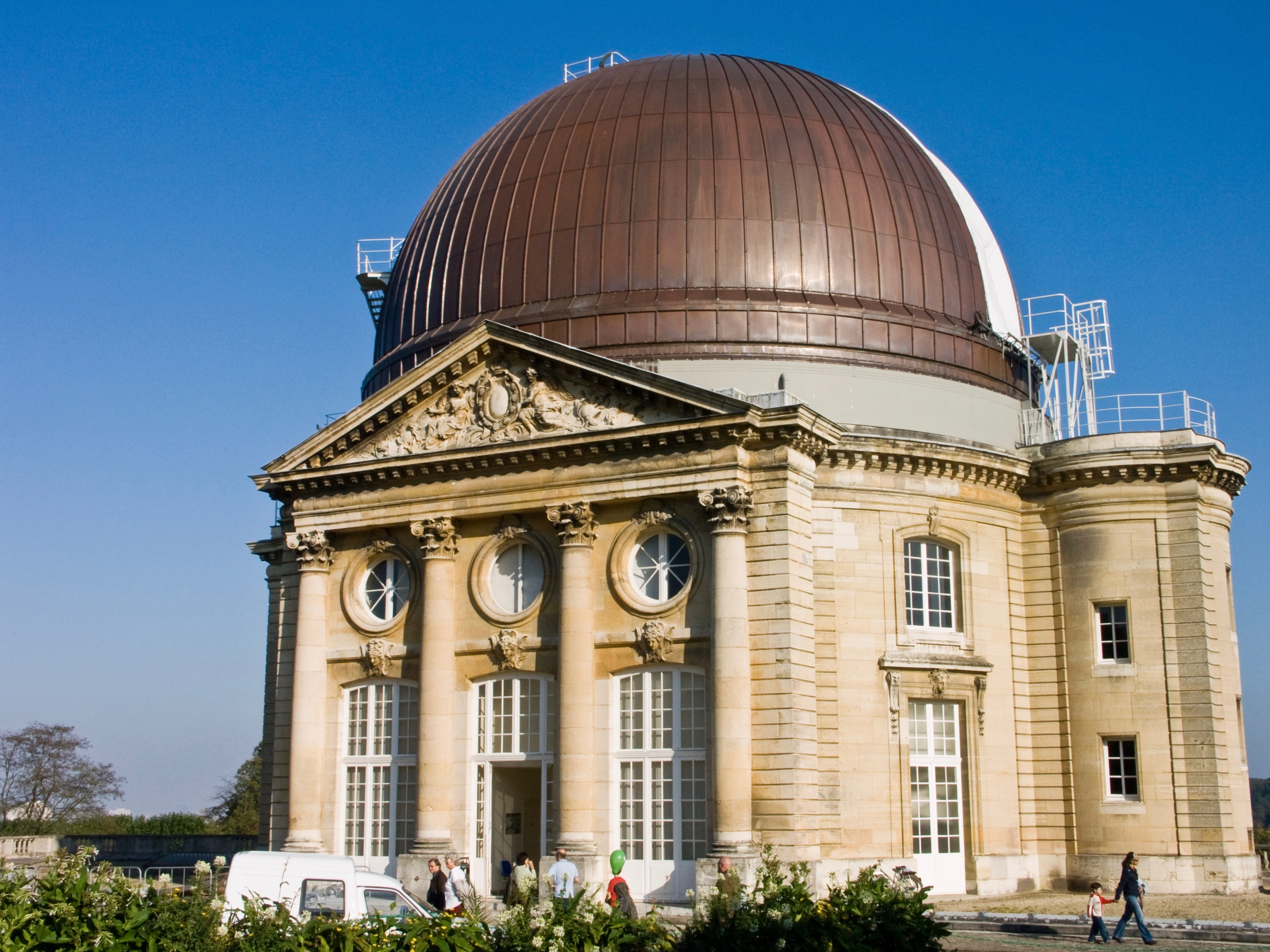
رصدخانه پاریس
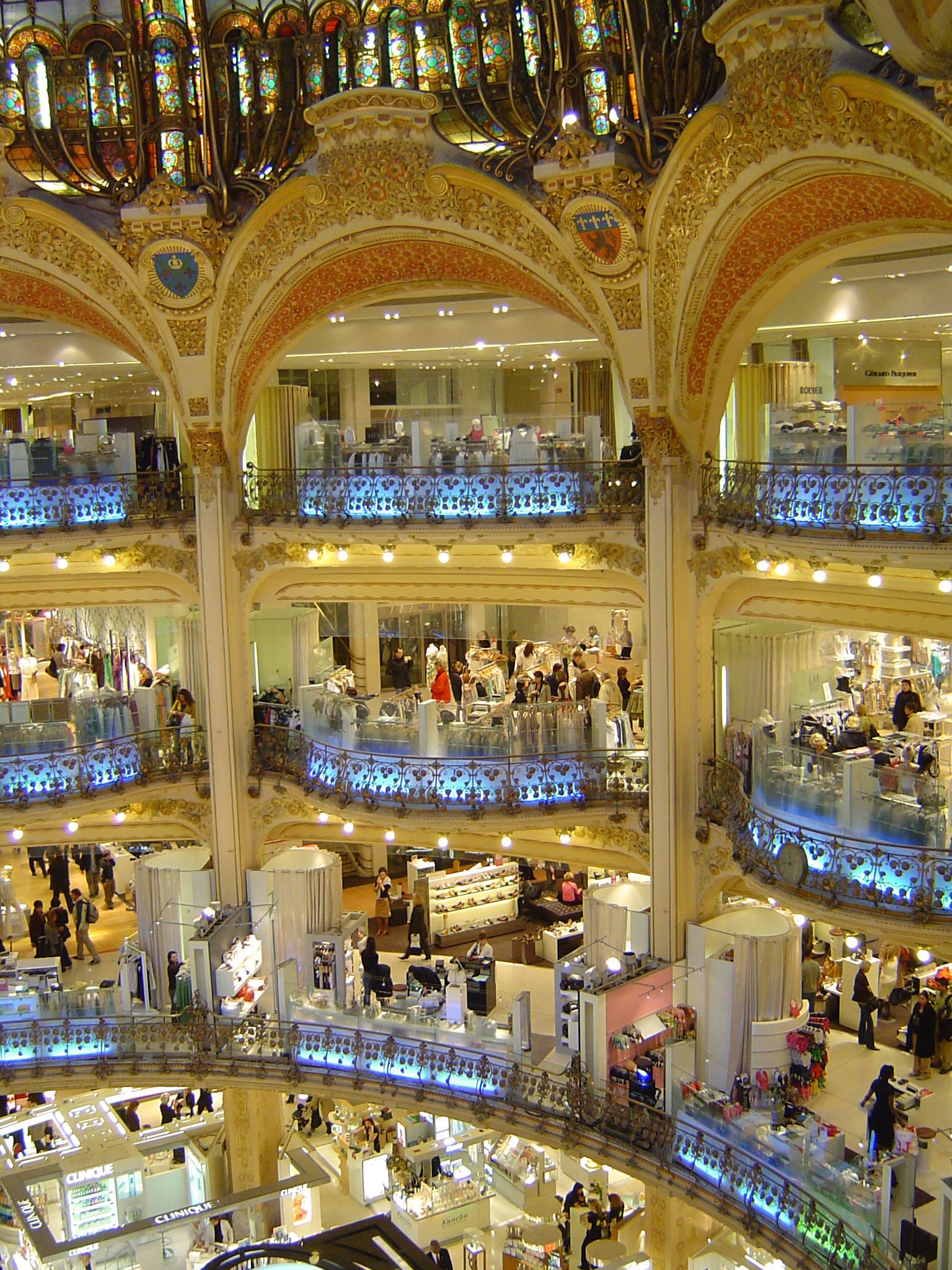
نگارخانه لافایت
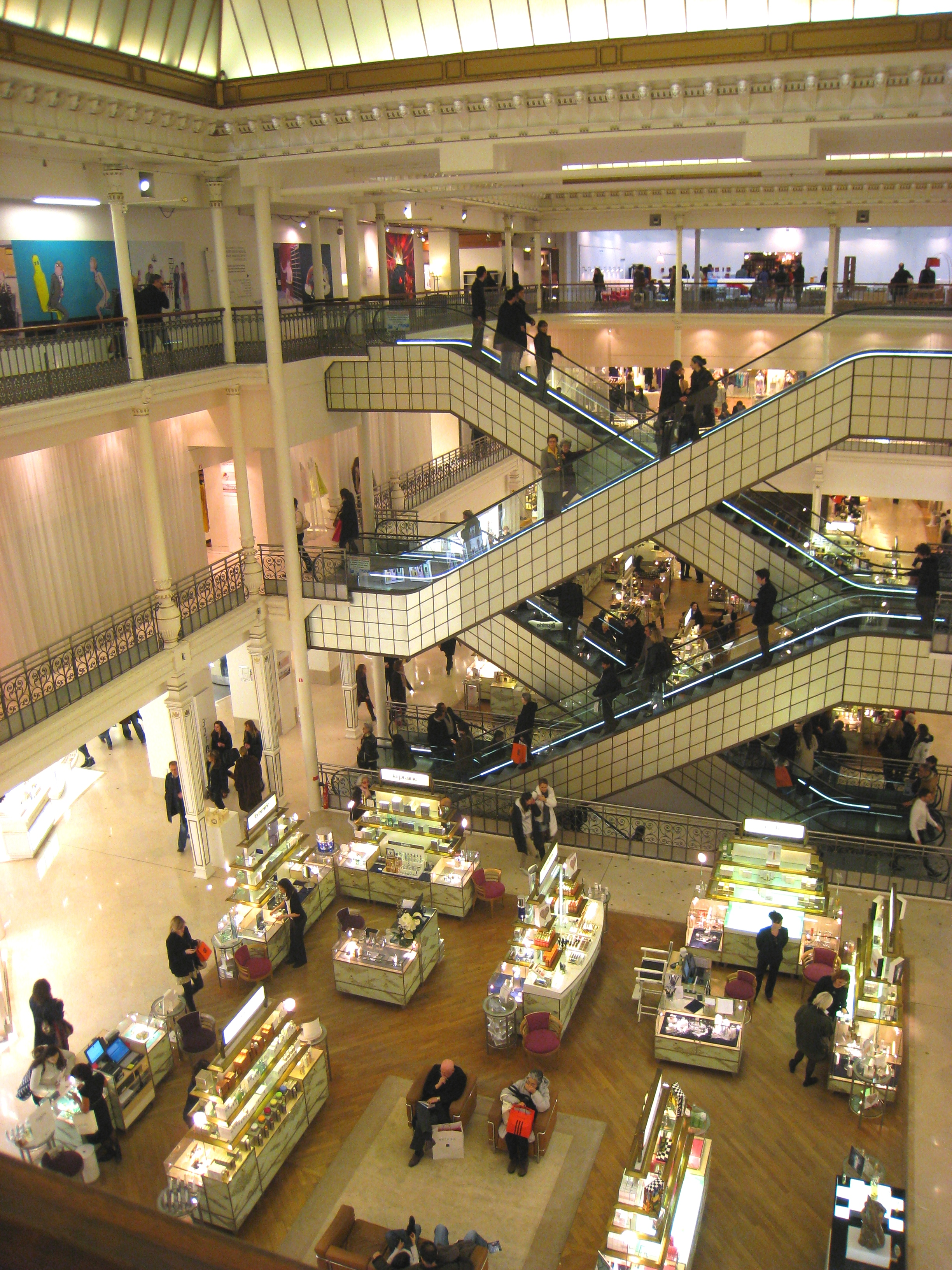
فروشگاه زنجیره‌ای بون مارشه
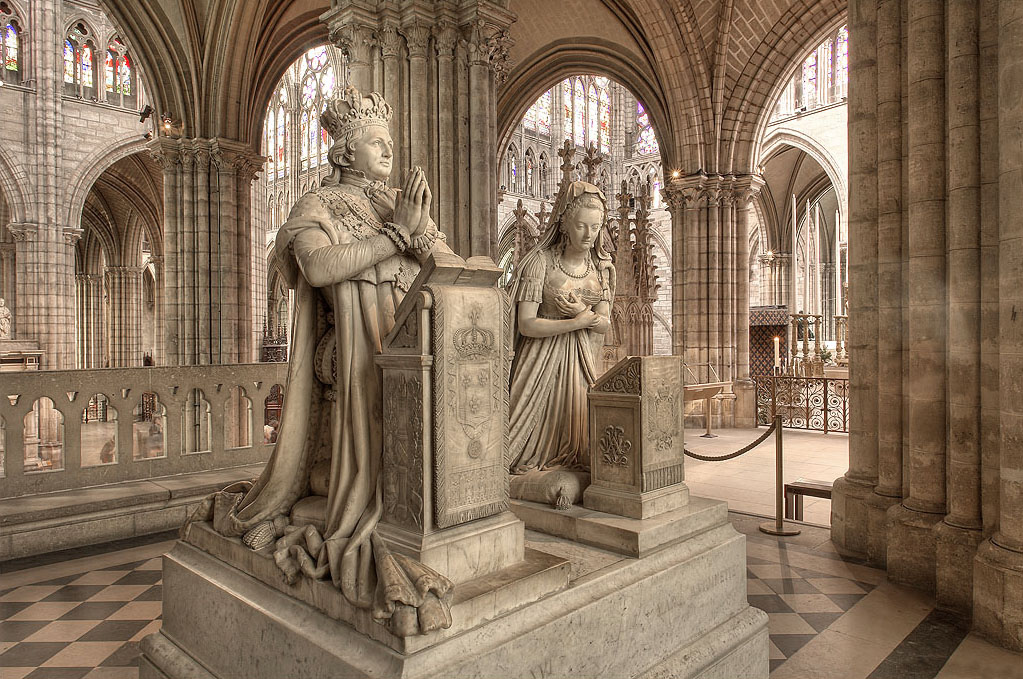
مقبره لویی شانزدهم و ماری آنتوانت در کلیسای سن‌دنی